# Civilização Minoica

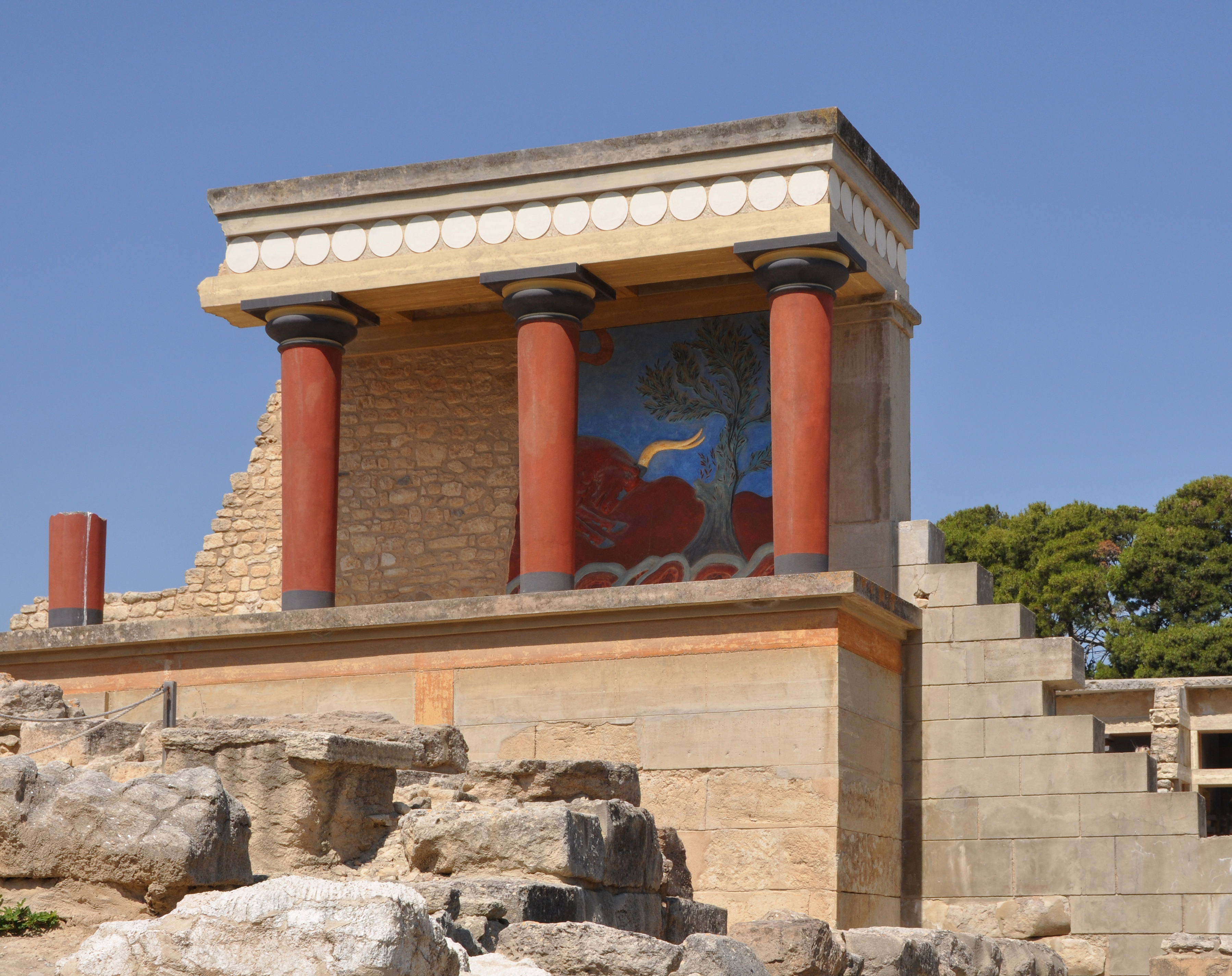
Parte da entrada norte do palácio de Cnossos, um dos principais assentamentos minoicos

A Civilização Minoica surgiu durante a Idade do Bronze Grega em Creta, a maior ilha do mar Egeu, e floresceu aproximadamente entre o século XXX e XV a.C. Foi redescoberta no começo do século XX durante as expedições arqueológicas do britânico Arthur Evans. O historiador Will Durant refere-se à civilização como "o primeiro elo da cadeia europeia". Os primeiros habitantes de Creta remontam a pelo menos 128 000 a.C., durante o Paleolítico Médio. No entanto, os primeiros sinais de práticas agrícolas não surgiram antes de 5 000 a.C., caracterizando então o começo da civilização. Com a introdução do cobre em torno de 2 700 a.C. foi possível o início da manufatura de bronze. A partir deste marco a civilização desenvolveu-se gradativamente pelos séculos seguintes, irradiando sua cultura para boa parte dos povos do Mediterrâneo Oriental. Sua história apresentou períodos de conturbação interna, possivelmente causados por desastres naturais, que culminaram na destruição da maior parte de seus centros urbanos. Por volta de 1 400 a.C., enfraquecidos internamente, os minoicos foram totalmente assimilados pelos habitantes do continente grego, os micênicos, que repovoaram alguns dos principais assentamentos na ilha e fizeram com que esta prosperasse por mais alguns séculos.
Com uma economia baseada principalmente no comércio externo, a Civilização Minoica moldou todos os aspectos que a caracterizam de modo a atender a demanda do mercado externo. Por Creta ser pobre em jazidas principalmente de metais, os minoicos produziram excedentes agrícolas e de produtos manufaturados que venderam para obter metais do Chipre, Egito e Cíclades. Para facilitar tais trocas comerciais os minoicos desenvolveram um completo sistema de pesos e medidas que utilizava lingotes de cobre e discos de ouro e prata com pesos pré-determinados. A arte minoica foi extremamente fértil e engloba elementos adquiridos com os contatos com povos estrangeiros, assim como elementos autóctones. Havia produções utilizando barro (cerâmica), pedras semipreciosas (arte lítica) e metais. Em todos os casos os artefatos produzidos apresentam gradativa evolução à medida que a civilização ia especializando-se. Os motivos artísticos incorporados nestas produções, assim como nos afrescos, em suma valorizam cenas que representem a natureza e/ou elementos da mesma (animais, plantas), procissões e/ou rituais religiosos, seres mitológicos, etc. A religião minoica era matriarcal. Diferente dos micênicos, os minoicos tinham santuários em locais naturais (fontes, cavernas, elevações) ou nos palácios onde havia diversos espaços dedicados a práticas cultuais. Os minoicos desenvolveram inicialmente um sistema de escrita hieroglífico, possivelmente originado dos hieróglifos egípcios, que evoluiu para a escrita Linear A, que por sua vez evoluiu para a Linear B, que foi incorporada pelos micênicos para escrever sua forma arcaica de grego.

## Visão geral
O termo "minoico" foi cunhado por Arthur Evans e deriva do nome do rei mítico "Minos". Este foi associado ao mito grego do labirinto, que Evans identificou como o sítio de Cnossos. Por vezes argumenta-se que a placa egípcia chamada "Keftiu" (Káftiu kftiw) e as semíticas "Caftor" e "Kaptara" nos arquivos de Mari referem-se à ilha de Creta; "Por outro lado alguns fatos conhecidos sobre Caftor/Keftiu dificilmente podem ser associados com Creta", observa John Strange. Na Odisseia, composta séculos depois da destruição da Civilização Minoica, Homero chama os nativos de Creta de eteocretenses ("verdadeiros cretenses").
Os chamados palácios minoicos (anaktora) são as mais bem acabadas construções conhecidas já escavadas na ilha. São construções monumentais servindo para propósitos administrativos, o que é evidenciado por grandes arquivos de documentos desenterrados por arqueólogos. Cada um dos palácios escavados até agora tem características únicas, mas eles também compartilham características que os distinguem de outras estruturas.
Aparentemente o povo minoico não era indo-europeu e nem sequer era aparentado com os habitantes pré-gregos da Grécia continental e da Anatólia Ocidental, os chamados pelasgos. No entanto, uma análise das sequências do genoma dos minoanos e micênicos antigos, que viveram há 3 000 a 5 000 anos, eram geneticamente similares, tendo pelo menos três quartos de sua ascendência dos primeiros agricultores neolíticos. Eles provavelmente migraram de Anatólia para a Grécia e Creta milhares de anos antes da Idade do Bronze. A Civilização Minoica foi muito mais avançada e sofisticada que a contemporânea civilização heládica durante a Idade do Bronze. A escrita minoica (Linear A) não foi ainda decifrada, mas há indícios de que represente uma língua egeia, não relacionada com qualquer língua indo-europeia. A partir do período neolítico, Creta passou a estar entre os dois fluxos culturais que conduziam ao oeste: o frente-asiático e o norte africano. Aparentemente, a Creta minoica permaneceu livre de qualquer invasão por muitos séculos e conseguiu desenvolver uma civilização auto-sustentável distinta, que foi provavelmente a mais avançada no Mediterrâneo durante a Idade do Bronze.

## Cronologia
Em vez de associar datas do calendário absoluto (embora, por vezes, isso também seja utilizado) para o período minoico, os arqueólogos usam dois sistemas de cronologia relativa. O primeiro, criado por Evans e modificado depois por outros arqueólogos, baseia-se em estilos na produção cultural, os estilos de cerâmica. Ele divide o período minoico em três eras principais – Minoano Antigo (MA), Minoano Médio (MM) e Minoano Recente (MR). Estas eras são subdivididas, por exemplo, em Minoano Antigo I, II e III (MAI, MAII e MAIII). Outro sistema de datação, também cultural, proposto pelo arqueólogo grego Nicolaos Platon, é baseado no desenvolvimento dos complexos arquitetônicos conhecidos como palácios de Cnossos, Festo, Mália e Cato Zacro, e divide o período minoico em pré-palaciano, protopalaciano, neopalaciano e pós-palaciano. A relação entre estes sistemas é dada na tabela abaixo com as datas do calendário aproximado extraídas de Warren e Hankey (1989).
A erupção do vulcão Santorini ocorreu durante uma fase avançada do período Minoano Recente IA. A data da erupção vulcânica é extremamente controversa. A datação por radiocarbono indica o final do século XVII a.C.; no entanto essa estimativa entra em conflito com as de arqueólogos que sincronizam a erupção com a cronologia convencional egípcia e obtêm uma data de cerca de 1 530 - 1 500 a.C. A erupção é frequentemente identificada como um evento natural catastrófico para a cultura, levando possivelmente ao fim da civilização.
| A. Evans              | N. Platon      | Cronologia tradicional | Cronologia egípcia    | Cronologia heládica   |
| --------------------- | -------------- | ---------------------- | --------------------- | --------------------- |
| Minoano Antigo        | Pré-palaciano  |                        |                       |                       |
| Minoano Antigo I      | Pré-palaciano  | 3100–2700              | Dinastias I a IV      | Heládico Antigo       |
| Minoano Antigo II     | Pré-palaciano  | 2700–2200              | Dinastias V e VI      | Heládico Antigo       |
| Minoano Antigo III    | Pré-palaciano  | 2200–2000              | Dinastias VI a X      | Heládico Antigo       |
| Minoano Médio         | Pré-palaciano  |                        | Dinastia XI           |                       |
| Minoano Médio IA      | Pré-palaciano  | 2000–1900              | Dinastia XI           | Heládico Médio        |
| Minoano Médio IB      | Protopalaciano | 1900–1800              | Dinastia XI           | Heládico Médio        |
| Minoano Médio II      | Protopalaciano | 1800–1700              | Dinastia XII          | Heládico Médio        |
| Minoano Médio IIIA    | Neopalaciano   | 1700–1600              | Dinastias XIII a XVII | Heládico Médio        |
| Minoano Médio IIIB    | Neopalaciano   | 1600–1550              | Dinastias XIII a XVII | Heládico Médio        |
| Minoano Recente       | Neopalaciano   |                        | Dinastia XVIII        |                       |
| Minoano Recente IA    | Neopalaciano   | 1550–1520              | Dinastia XVIII        | Heládico Recente I    |
| Minoano Recente IB    | Neopalaciano   | 1520–1430              | Dinastia XVIII        | Heládico Recente II   |
| Minoano Recente II    | Pós-palaciano  | 1430–1400              | Dinastias XVIII a XX  | Heládico Recente IIB  |
| Minoano Recente IIIA  | Pós-palaciano  | 1400–1330              | Dinastia XXI          | Heládico Recente IIIA |
| Minoano Recente III B | Pós-palaciano  | 1330–1200              | Dinastia XXI          | Heládico Recente IIIB |
| Minoano Recente IIIC  | Pós-palaciano  | 1200–1100              | Dinastia XXI          | heládico Recente IIIC |
| Sub-minoano           | Pós-palaciano  |                        |                       |                       |

## Mitologia

### Titanomaquia

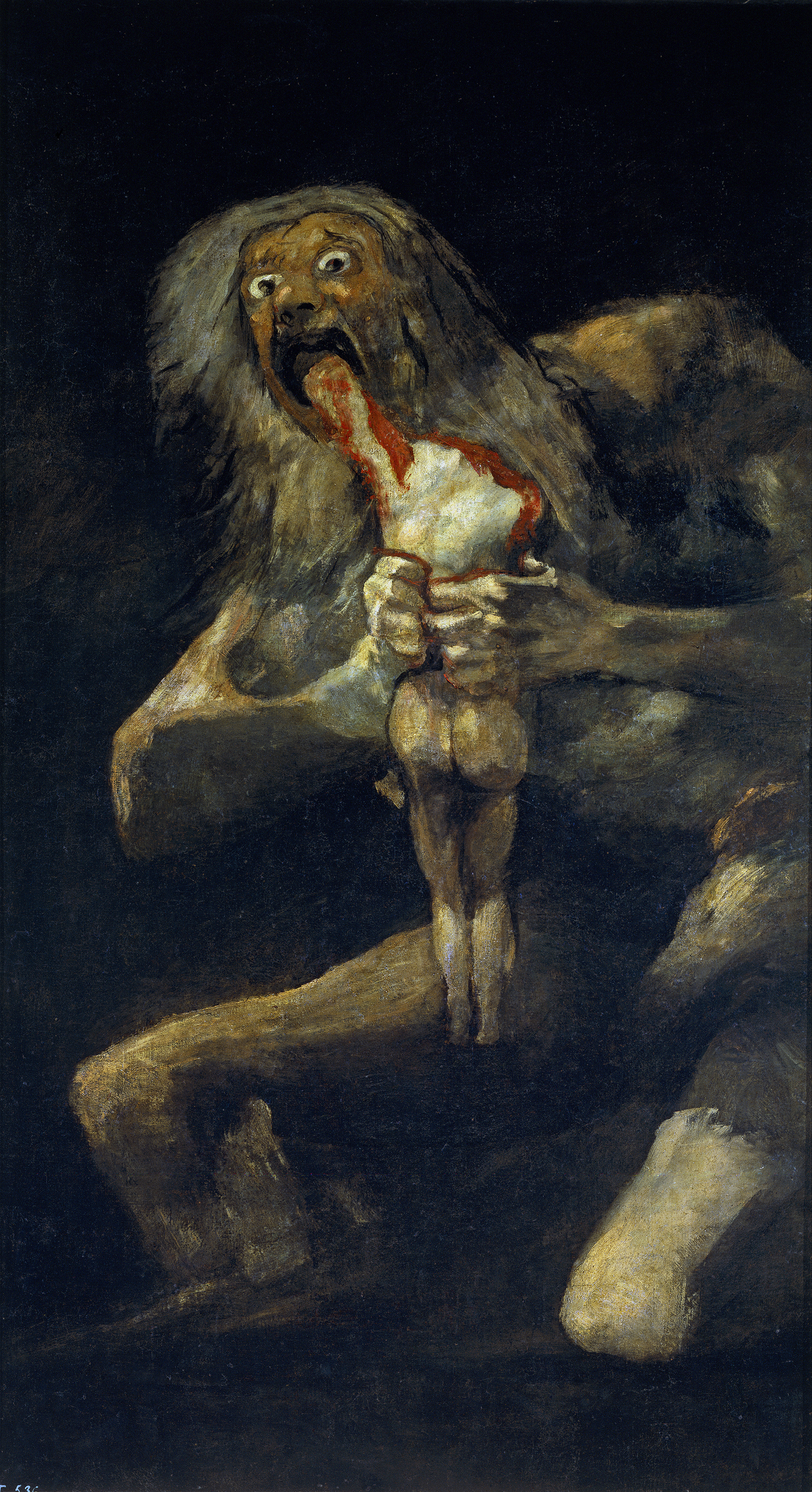
Saturno devorando seu filho, Francisco de Goya (1819-1823)

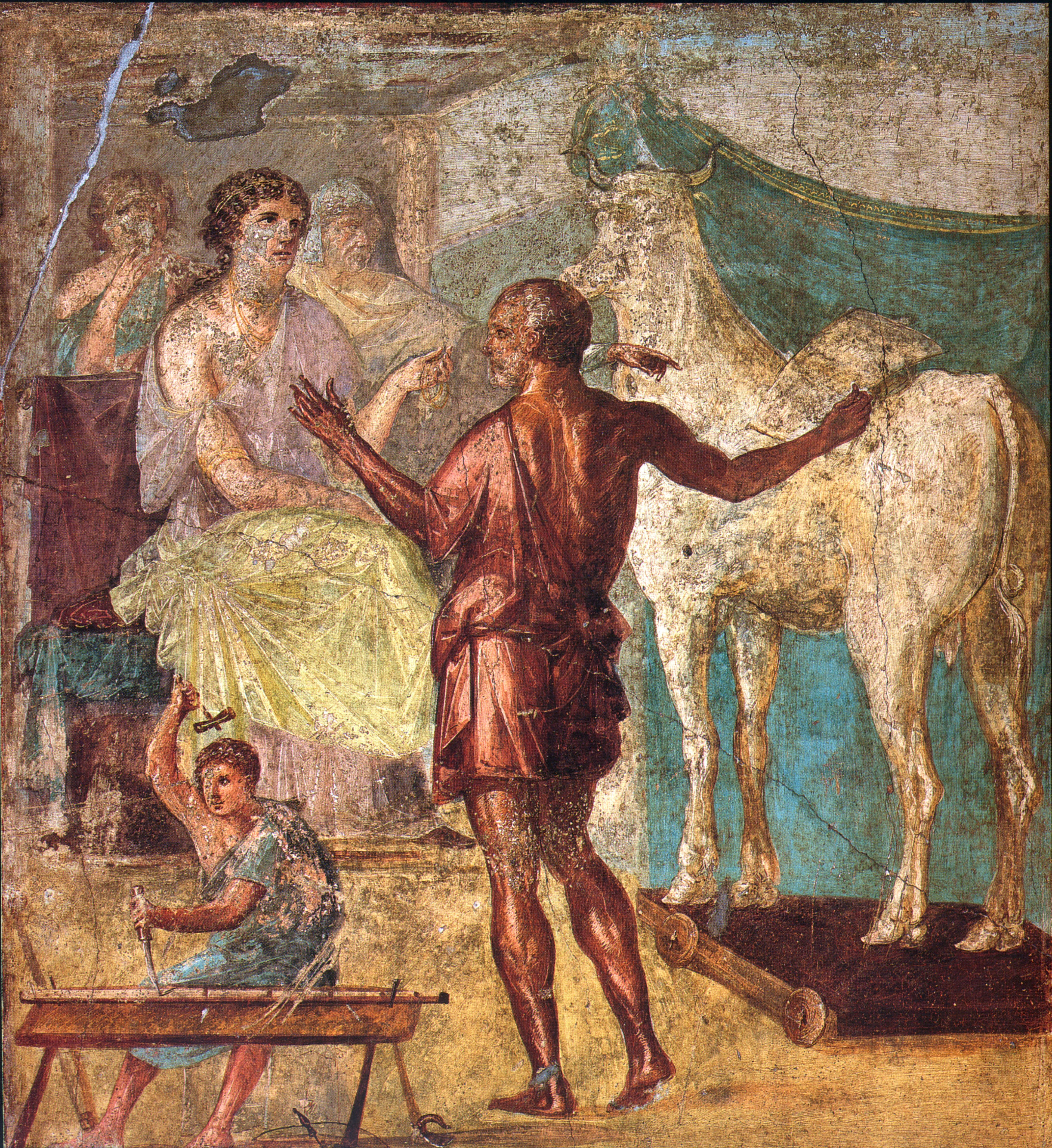
Dédalo e Pasífae, afresco romano da Casa dos Vécios, Pompeia

Por intermédio de uma antiga profecia que afirmava que Cronos seria destronado por um de seus filhos, este começa a devorá-los um a um após estes serem concebidos por sua mulher e irmã, Reia. O último deles, Zeus, foi poupado deste fim trágico, pois foi enviado para Creta para ser criado pela cabra Amalteia. Anos depois, a cabra revela a Zeus o fim de seus irmãos e este, então, é acometido por intensa fúria. Alia-se com sua tia, a titânide Métis que da a ele uma poção que seu pai deveria tomar para vomitar seus parentes; ao tomá-la, Cronos regurgita seus filhos já crescidos que, juntos a Zeus, iniciam a guerra cósmica contra seu pai, a Titanomaquia. De um lado estava os deuses liderados por Zeus, do outro os titãs liderados por Cronos e Atlas (participou da guerra, pois os deuses destruíram Atlântida, seu reino). No fim do conflito os titãs foram completamente derrotados e uma nova ordem cósmica foi estabelecida: Zeus reinou sobre os céus e a terra, Posidão sobre os mares e Hades sobre o Tártaro.

### Reis de Creta

#### Primeiros reis
O primeiro rei de Creta foi Cres, descendente dos habitantes da ilha, os curetes (povo que auxiliou a cabra nos cuidados com o infante Zeus), que reinou em 1 964 a.C. ou 1 887 a.C. Um dos filhos de Doro, Téctamo, invade a ilha com um exército de eólios e pelasgos e a domina por completo. Casou-se com a filha de Creteu e desta união nasceu seu filho e sucessor Astério. Durante o reinado de Astério, Zeus rapta a princesa fenícia Europa, filha de Agenor, e com ela gera Radamanto, Sarpedão e Minos. Astério casa-se com Europa e adota seus filhos.
Licasto, segundo certas fontes (entre elas Diodoro Sículo), foi um rei de Creta, de forma que houvesse em Creta dois reis de nome Minos; o primeiro era filho de Zeus e Europa; o segundo foi o senhor dos Mares. Segundo Diodoro, o primeiro Minos sucedeu a Astério no poder. Este casou-se com Itone, filha de Líctio, e desta união nasceu Licasto. Licasto casou-se com Idê, filha de Coribas e desta união nasceu o segundo Minos.

#### Minos
Com a morte de Astério, os filhos de Europa começaram uma intensa rivalidade, pois todos os três apaixonaram-se pelo mesmo homem, Mileto, filho de Apolo e Aria. Como resultado, Minos expulsa seus irmãos da ilha e torna-se o rei único. Minos produziu as leis cretenses, e casou-se com Pasífae, filha de Hélio e Perseis; segundo Asclepíades, Minos casou-se com Creta, filha de Astério. Desta união gerou Catreu, Deucalião, Glauco, Androgeu, Acale, Xenódice, Ariadne e Fedra: Minos teve também filhos fora do casamento.
Durante seu reinado, seu poder foi constantemente contestado, o que o levou a pedir que um touro emergisse do mar para ser sacrificado em sua homenagem, durante um sacrifício a Posidão; este atendeu ao pedido, mas Minos, em vez de sacrificar o touro, o coloca junto de sua manada e sacrifica outro em seu lugar. Em represália, Posidão faz com que Pasífae se apaixonasse pelo touro que agora é selvagem. Dédalo, um famoso arquiteto e inventor ateniense, construiu uma vaca mecânica para que Pasífae pudesse copular com o animal e desta união nasceu Astério, mais conhecido como Minotauro (criatura metade homem, metade touro), que foi encerrado no labirinto construído por Dédalo a mando de Minos.

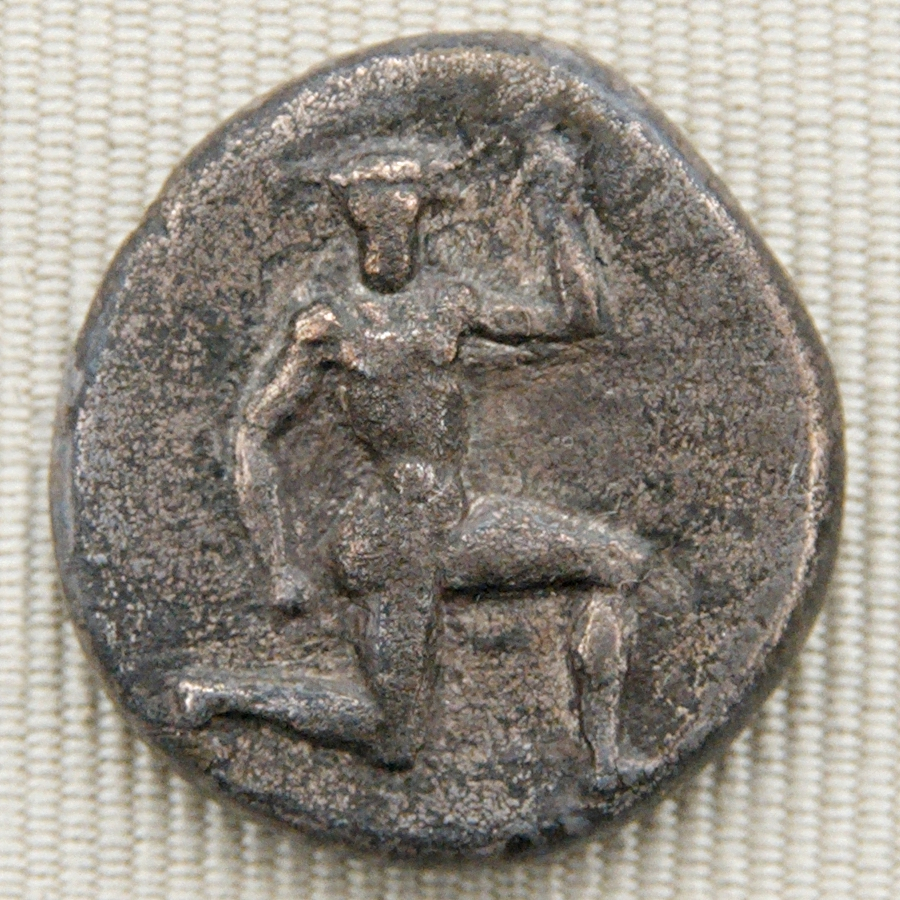
Dracma de Cnossos (425 -) representando o Minotauro

Um dos filhos de Minos, Androgeu, foi a Atenas para participar dos jogos panatenaicos. Por ter vencido todas as provas, causa inveja no rei Egeu que manda assassiná-lo. Como represália Minos invade a Ática mas não logra tomar Atenas. Reza a Zeus para que este cause peste e fome à cidade; como consequência Egeu considera-se derrotado e é obrigado a pagar um tributo anual de sete rapazes e sete moças para serem sacrificados ao Minotauro. Teseu, filho de Egeu, decidiu voluntariamente ser um dos escolhidos para ir a Creta ser devorado pelo Minotauro, prometendo a seu pai que iria matá-lo. Chegando em Creta, durante a exibição dos escolhidos a Minos, Ariadne avista Teseu e apaixona-se por ele. Com a promessa de que levaria Ariadne para Atenas, Teseu recebe dela um novelo de lã encantado (o fio de Ariadne) e uma espada, que Teseu usou para matar a fera. segundo outra versão, foi com a espada de ouro de seu pai, que Teseu alcançou a vitória. Após o grandioso feito, Teseu foge para seu navio acompanhado de Ariadne e os atenienses; no entanto, não zarpa da ilha antes de fender o casco dos navios cretenses.
Quando Minos descobre que Dédalo tinha feito a vaca para Pasífae, este foi forçado a fugir de Creta com a ajuda da rainha, juntamente com seu filho Ícaro que sofreu um acidente naval na ilha que passou a se chamar Icária. Segundo Diodoro, ambos fugiram de Creta voando, graças a dois pares de asas que Dédalo desenvolveu; Ícaro, deslumbrado pelo firmamento, sobe demasiado e o Sol derrete a cera de suas asas, precipitando-o nas águas do Mar Egeu, enquanto Dédalo consegue chegar à Sicília. Dédalo passa a viver na corte do rei Cócalo, construindo para ele várias maravilhas. Quando Minos soube de seu paradeiro forma um grande exército para realizar uma campanha contra a ilha. O local onde suas forças desembarcaram recebeu o nome de Heracleia Minoa. Minos demandou que Cócalo entregasse Dédalo para ele ser punido, porém, o rei traz Minos como convidado ao seu palácio, e assassina-o durante o banho, fervendo-o em água quente. Seu corpo é devolvido aos cretenses, com a alegação de que havia se afogado no banho; os cretenses enterraram-o na Sicília, no lugar onde mais tarde foi fundada a cidade de Acragas, e lá seus restos ficaram até que Terone, tirano de Acragas, devolveu seus ossos para os cretenses. Minos, juntamente com seu irmão Radamanto e Éaco, torna-se um dos três juízes do mundo inferior, sendo ele responsável pelo veredito final.

#### Descendentes de Minos

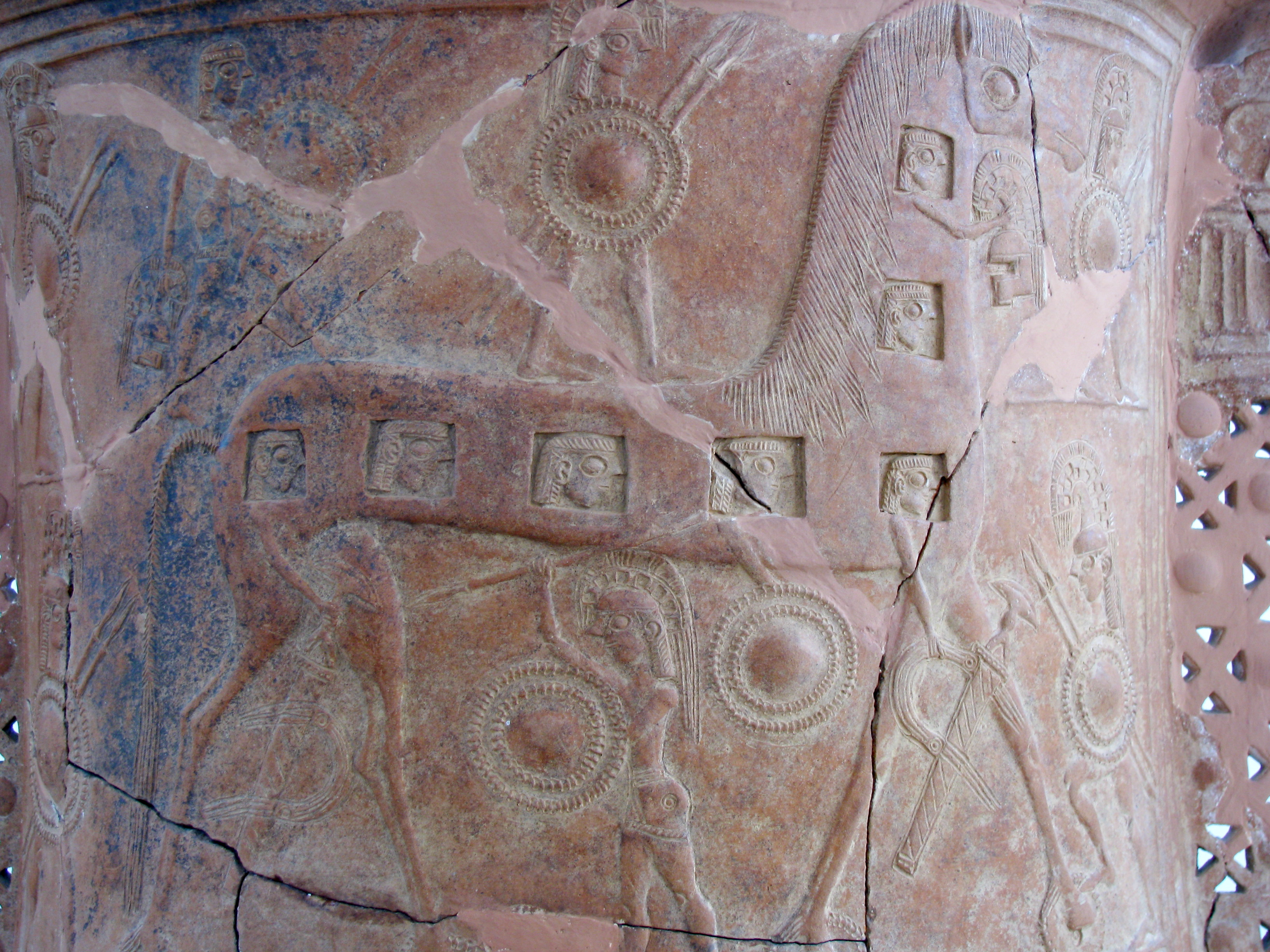
Detalhe do Vaso de Míconos, com uma das mais antigas representações do cavalo de Troia, século VIII a.C.

O sucessor de Minos foi Catreu. Após saber por intermédio de um oráculo que seria morto por um de seus filhos, entrega suas filhas Érope e Clímene para Náuplio para serem vendidas como escravas; sua terceira filha, Apemósine, foi morta por seu irmão Altémenes aos chutes. Já velho, Catreu, querendo legar seu reino a seu filho Altémenes, viajou para Rodes (residência de seu filho), onde, confundido com um pirata, foi morto por seu filho, que matou-se em seguida.
O irmão de Catreu, Deucalião, tornou-se seu sucessor, tendo ele liderado as forças cretenses, juntamente com seu filho Idomeneu (esteve dentro do Cavalo de Troia) na Guerra de Troia. Deucalião teve outro filho legítimo além de Idomeneu (Crete) e um ilegítimo (Molo). Para fortalecer as relações entre Creta e Atenas, Deucalião promoveu o casamento de sua irmã Fedra com Teseu. O filho de Teseu, Hipólito, após rejeitar as investidas da deusa Afrodite, sentenciou sua família a uma terrível maldição. A deusa fez com que sua madrasta se apaixonasse por ele, que também a repudia. Para vingar-se dele mentiu para Teseu afirmando que Hipólito tentou violentá-la. Enfurecido, Teseu expulsa seu filho de Atenas e pede a Posidão que o castigue. Respondendo ao pedido, o deus fez surgir um monstro marinho diante da biga de Hipólito o que assustou os cavalos destruindo a biga e matando o jovem. Posteriormente é ressuscitado por Ártemis com a ajuda de Esculápio; Fedra, por remorso, suicida-se enforcando-se.
No regresso da Guerra de Troia a frota comandada por Idomeneu foi surpreendida por uma violenta tempestade. Este prometeu que sacrificaria a Posidão o primeiro humano que encontrasse em terra em troca da salvação de sua vida. Quis o acaso que fosse seu filho. Idomeneu não cumpre a promessa e como castigo Creta sofre de peste. Segundo Pseudo-Apolodoro, devido ao que ele causou, os cretenses o exilaram na Calábria, Itália. Noutra versão foi expulso de Creta por Leuco, que conspirou com sua esposa, Meda, para se tornar rei. Porém, Leuco mata Meta e sua filha Clisítira, tornando-se assim tirano de dez cidades cretenses.

## História

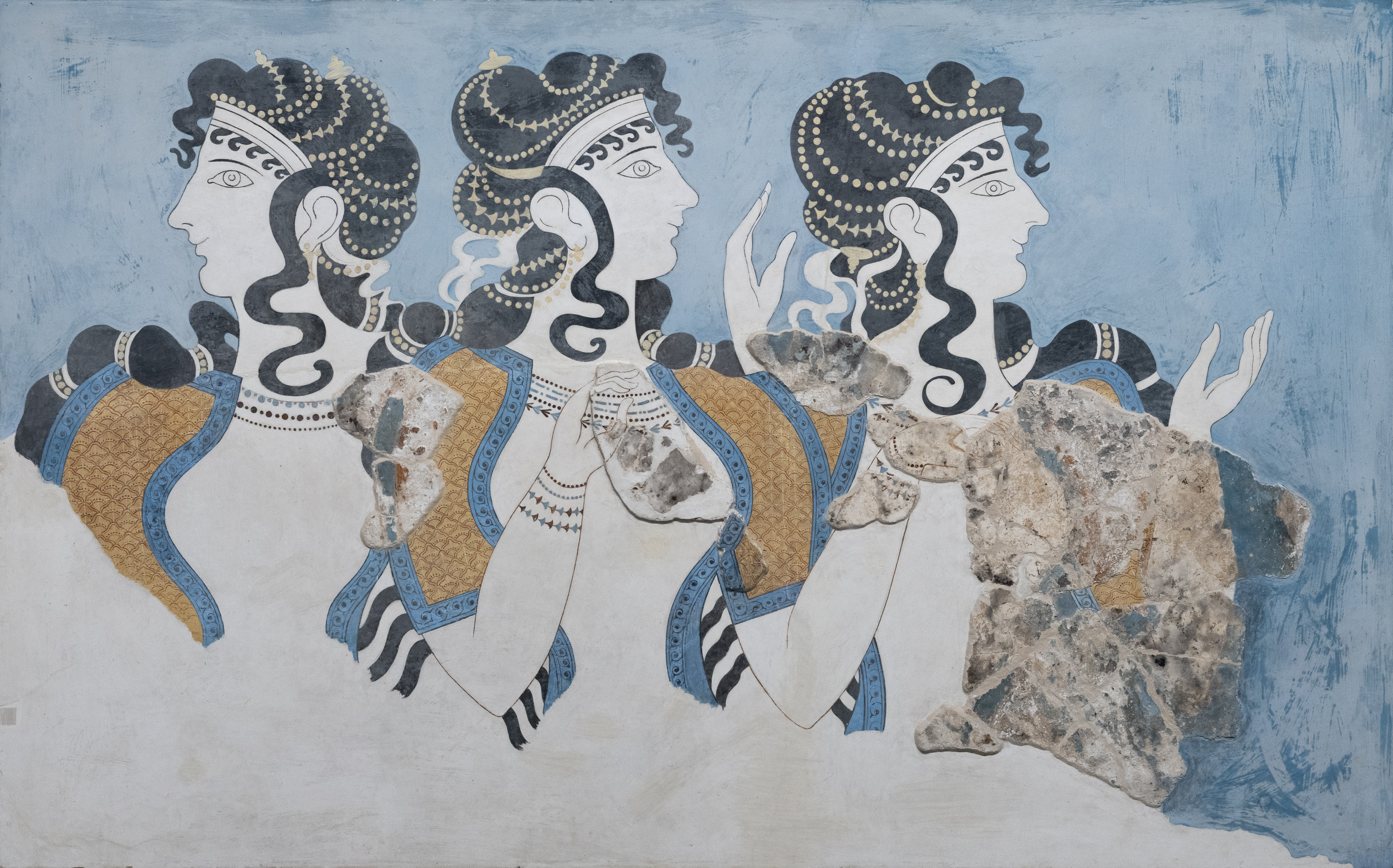
Afresco Rainhas de Cnossos, Cnossos

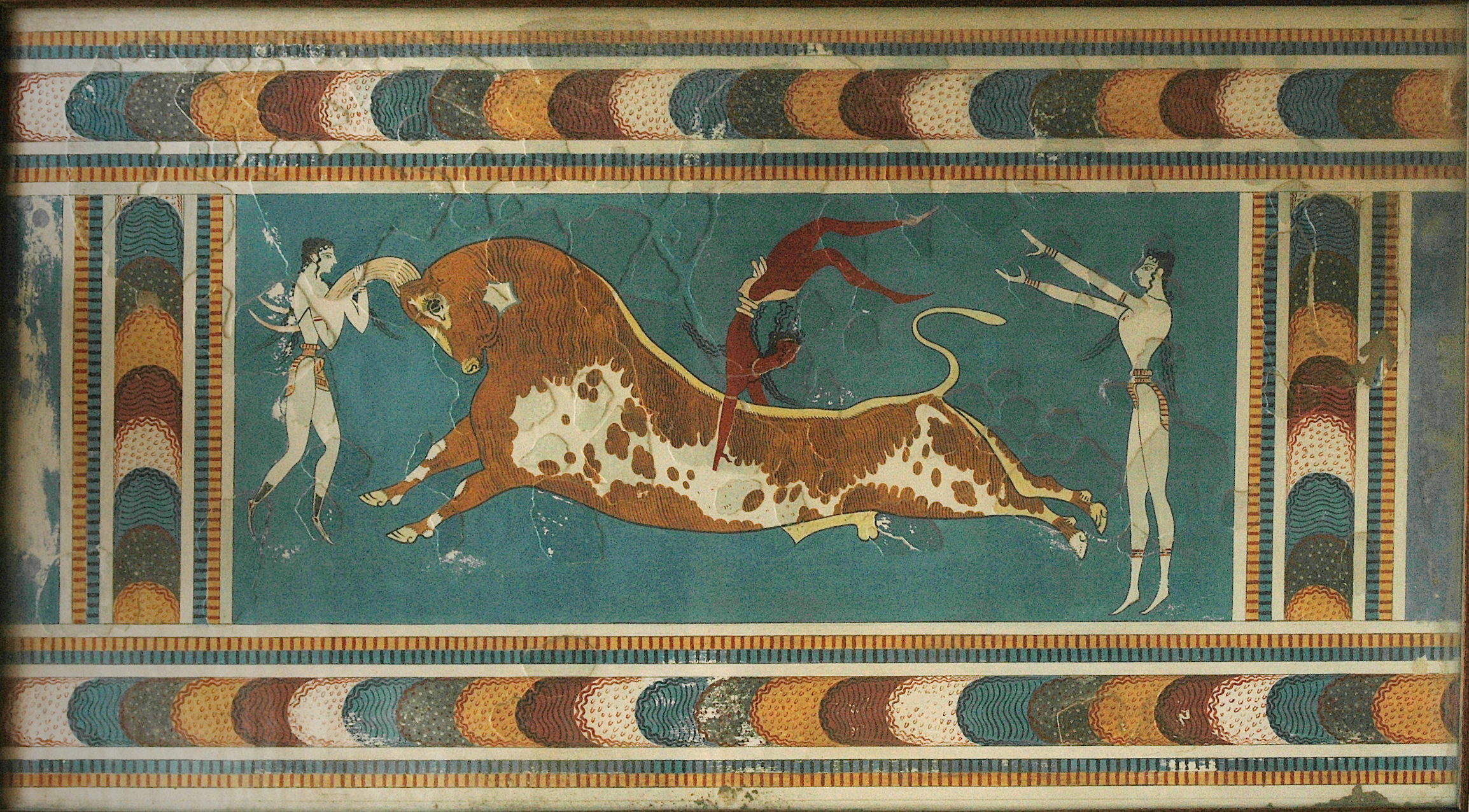
Afresco Taurocatapsia, Cnossos

A mais antiga evidência de habitantes permanentes (ou seja, sedentários) em Creta são artefatos do Neolítico pré-cerâmico de restos de comunidades agrícolas datadas de aproximadamente 7 000 a.C. Um estudo comparativo de haplogrupos de DNA de cretenses masculinos modernos mostrou que um grupo masculino fundador da Anatólia ou do Levante, é compartilhado com os gregos.
Os primeiros habitantes da ilha viviam em grutas e, ao longo do tempo, começaram a erigir pequenas aldeias, assim como edifícios em pedra. Na costa, havia cabanas de pescadores, enquanto a fértil planície de Messara foi usada para agricultura. Cultivavam trigo e lentilhas, criavam bovinos e caprinos, e produziam armas com ossos, chifres, obsidiana, hematita, grés, calcário e serpentina, sendo que a presença de obsidiana prova a existência de contato comercial entre Creta e as Cíclades, pois no mundo Egeu a fonte de obsidiana é a ilha de Milos.

### Minoano Antigo
A introdução do cobre e o seu uso para ferramentas e armas, marca o fim do Neolítico em Creta, sendo que a Idade do Bronze na ilha começou em 2 700 a.C. Da Idade do Bronze Inferior (3 500 - 2 500 a.C.), a Civilização Minoica em Creta mostrou uma promessa de grandeza. A tese de Arthur Evans de que a introdução de metais em Creta foi ocasionada por imigrantes do Egito não mais se sustenta, na medida em que outras teorias argumentam em favor da instalação de colônias no Norte da África e na Ásia Menor. No entanto, os dados arqueológicos não suportam tal colonização, e os dados antropológicos não evidenciam a chegada de novas populações naquela época. A teoria atual é que todo o Mar Egeu estava sendo habitado por um povo chamado de pré-helênico ou egeano.
O Egito aparentemente não exercia então grande influência na região, sendo que a Anatólia desempenhou um papel relevante no início da arte dos metais em Creta. A disseminação do uso do bronze no Mar Egeu está ligada a grandes movimentos populacionais na costa da Ásia Menor para Creta, Cíclades e sul da Grécia continental. Essas regiões estavam entrando em uma fase de desenvolvimento social e cultural, marcado principalmente pela expansão das relações comerciais com a Ásia Menor e Chipre. No entanto, a civilização neolítica continuou, especialmente na primeira parte do período. Assim podemos ver as mudanças sobretudo em termos de organização, melhoria das condições de vida e em termos de tecnologia.

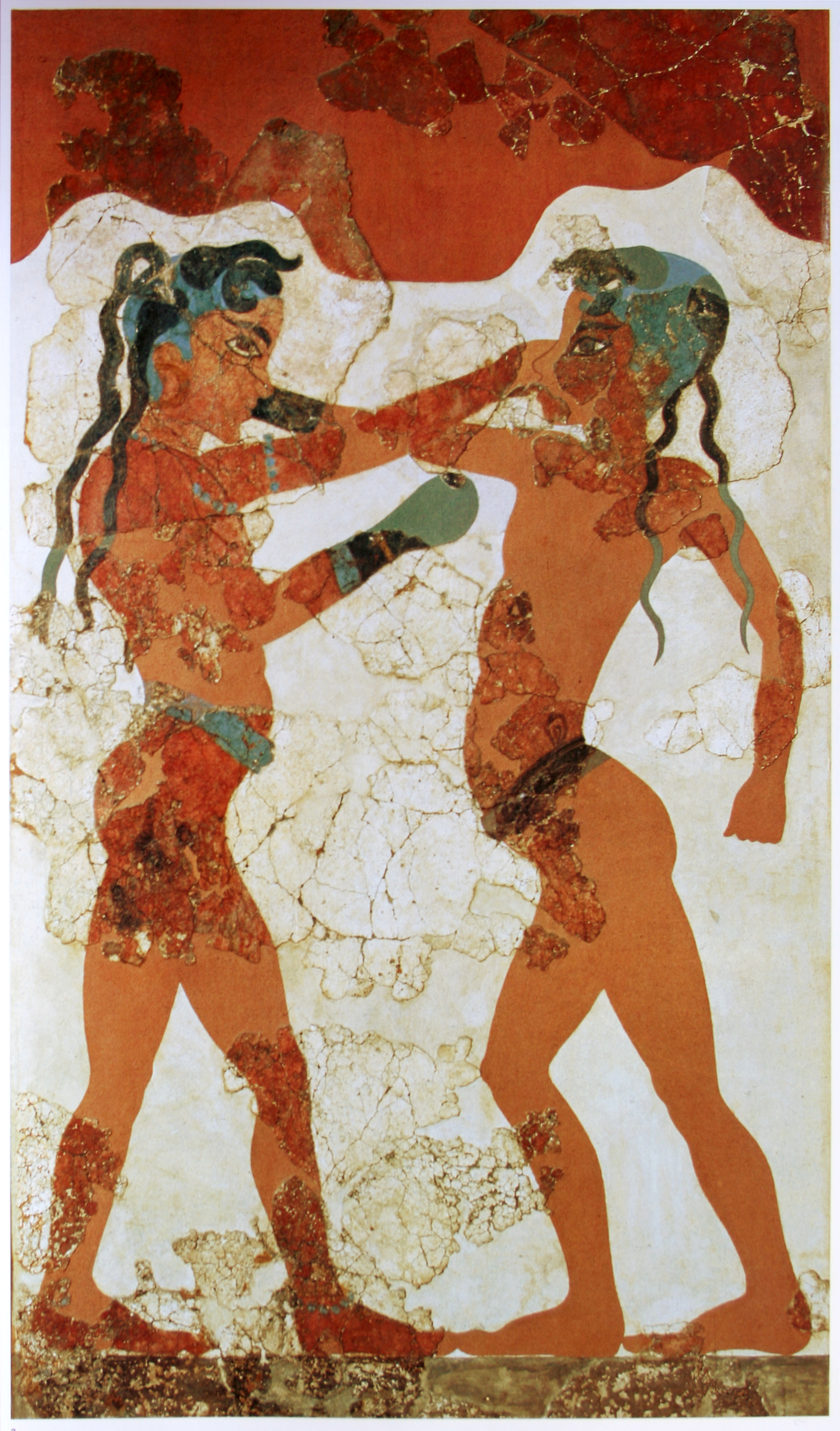
Afresco Os Pugilistas, Edifício Beta, Acrotíri

A partir desse momento, Creta viveu a transição de uma economia agrícola para outros modelos econômicos, em resultado do comércio marítimo com outras regiões do Egeu e Mediterrâneo Ocidental. Com sua marinha, Creta ocupa um lugar de destaque no Egeu. A utilização de metais aumenta as transações com os países produtores: os cretenses procuravam cobre do Chipre, ouro do Egito, prata e obsidiana das Cíclades. Os portos estavam crescendo tornando-se grandes centros sob influência do aumento das atividades comerciais com a Ásia Menor, sendo que a parte oriental da ilha mostra-se predominante neste período. Centros na parte oriental (Vasilicí e Mália) começam a notabilizar-se e sua influência irradia ao longo da ilha dando origem a novos centros, entre eles Amnisos, Cnossos e Festo; tais centros são ligados por uma estrada erigida ao longo da ilha. Parece que a partir do minoano antigo, aldeias e pequenas cidades tornam-se numerosas e as fazendas isoladas são raras  No entanto, é importante lembrar que algumas cavernas ainda continuaram a ser ocupadas neste período.
No final do III milênio a.C., várias localidades na ilha desenvolveram-se em centros de comércio e trabalho manual, devido à introdução do roda de oleiro na cerâmica e na metalurgia de bronze. Além disso, é evidente o aumento da população, assim como uma elevada densidade populacional, especialmente no centro-oeste. O estanho da Península Ibérica e da Gália, bem como o comércio com a Sicília e Mar Adriático, começaram a frear o comércio oriental. No âmbito da agricultura, é conhecido através das escavações que quase todas as espécies conhecidas de cereais e leguminosas são cultivadas e todos os produtos agrícolas ainda hoje conhecidos como o vinho e uvas, azeite e azeitonas, já ocorriam nessa época. O uso da tração animal na agricultura é introduzida.
As habitações mais características do período são encontradas em Vasilicí, Pírgos e Ierápetra, no entanto também foram identificadas construções suntuosas em outras partes da ilha, como por exemplo as necrópoles de Archanes, Crissolacos, Mália, Russólacos e Cato Zacro. Há tolos em diversas regiões de Creta, especialmente na planície de Messara onde 75 destes túmulos foram identificados.

### Minoano Médio

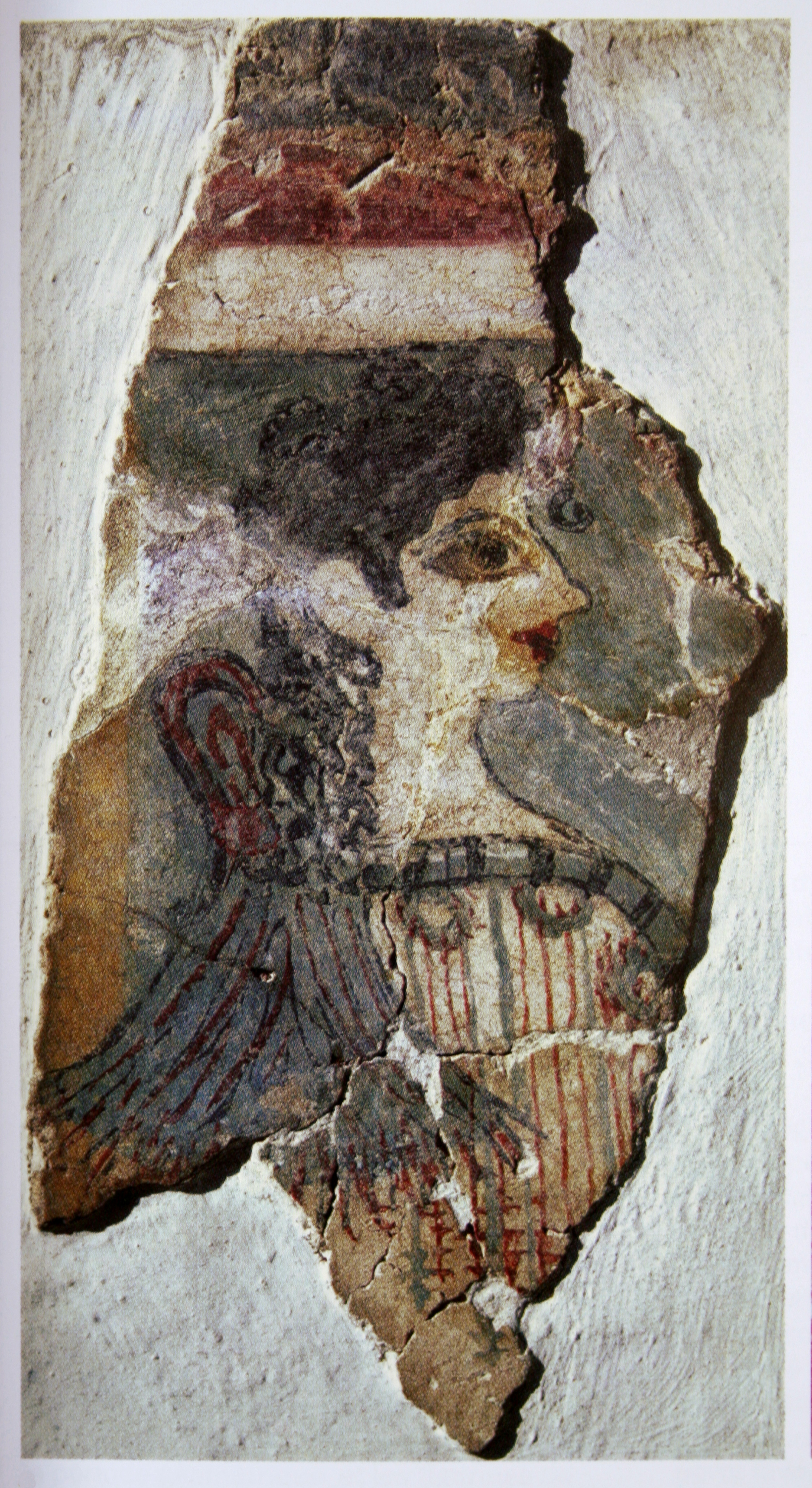
Afresco A Parisiense, Cnossos

Ca. 2 000 a.C. foram construídos os primeiros palácios minoicos, sendo estes a principal mudança do minoano médio. Como resultado da fundação dos palácios, assistiu-se à concentração de poder em alguns centros, impulsionando o desenvolvimento econômico e social. Os primeiros palácios são Cnossos, Festo e Mália, localizados nas planícies mais férteis da ilha, permitindo que seus proprietários acumulassem riquezas, especialmente agrícolas, o que é evidenciado pelos grandes armazéns para produtos agrícolas neles encontrados. Esse período de mudanças permitiu que as classes superiores praticassem de modo contínuo as atividades de liderança e ampliassem sua influência. É provável que a hierarquia original das elites locais tivesse sido substituída por uma estrutura monárquica do poder, onde os palácios eram controlados por reis – uma precondição para a edificação de grandes edifícios. O sistema social era provavelmente teocrático, sendo o rei de cada palácio o chefe supremo oficial e religioso.
Fontes escritas dos povos do Oriente indicam que o Mar Egeu e a Ásia Menor passaram por uma reviravolta, causando uma reação cretense. Com o poder concentrado, os minoicos poderiam lutar melhor contra os perigos de fora. A aparição dos palácios contrasta com o aparente declínio das civilizações cicládica e heládica, e é surpreendente numa ilha que não havia tido o desenvolvimento artístico das Cíclades, nem a organização econômica de certos lugares do Peloponeso, como Lerna. A localização dos palácios corresponde a grandes cidades que existiram durante o pré-palaciano. Cnossos controlava a região rica do centro-norte de Creta, Festo dominou a área periférica de Messara, e Mália o centro-leste. Nos últimos anos os arqueólogos falam de territórios bem delimitados ou estados, um fenômeno novo na área grega.
A presença de trabalhos específicos entre os minoicos é indício de ampla especialização, divisão bem sucedida do trabalho e abundante mão-de-obra. Um sistema burocrático e a necessidade de melhor controle de entrada e saída de mercadorias, além de uma possível economia baseada em um sistema escravista, formaram as bases sólidas para esta civilização. Com o passar do tempo, o poder dos centros orientais começa a declinar, sendo substituídos pelo ascendente poderio dos centros do interior e ocidentais. Isto ocorreu principalmente devido a distúrbios políticos na Ásia (invasão cassita na Babilônia, expansão hitita e invasão hicsa no Egito) que enfraqueceram o mercado oriental, motivando um maior contato com a Grécia continental e com as Cíclades. Durante o MMI os túmulos abobados param de ser erigidos na região de Messara.

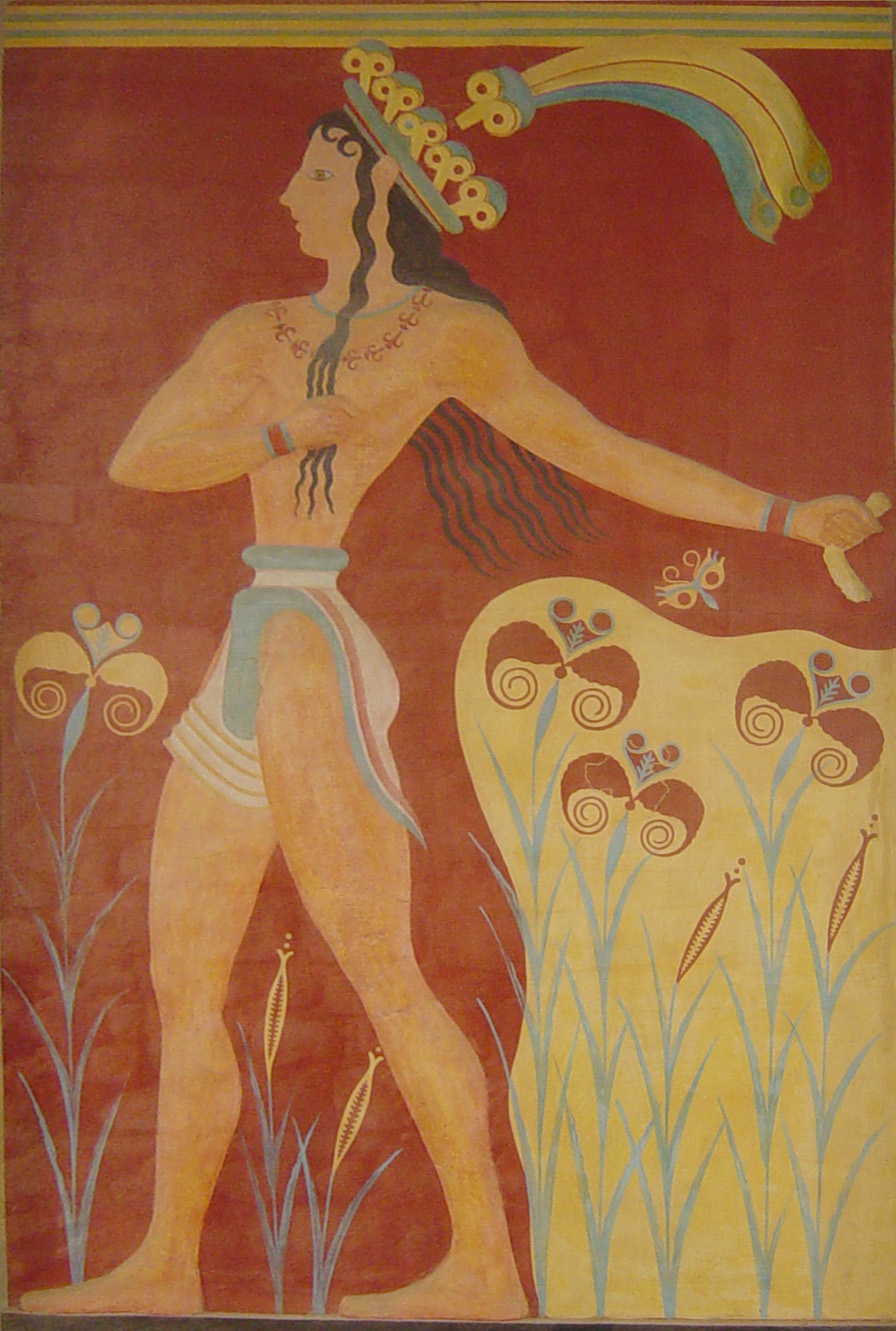
Afresco Príncipe dos lírios, Cnossos

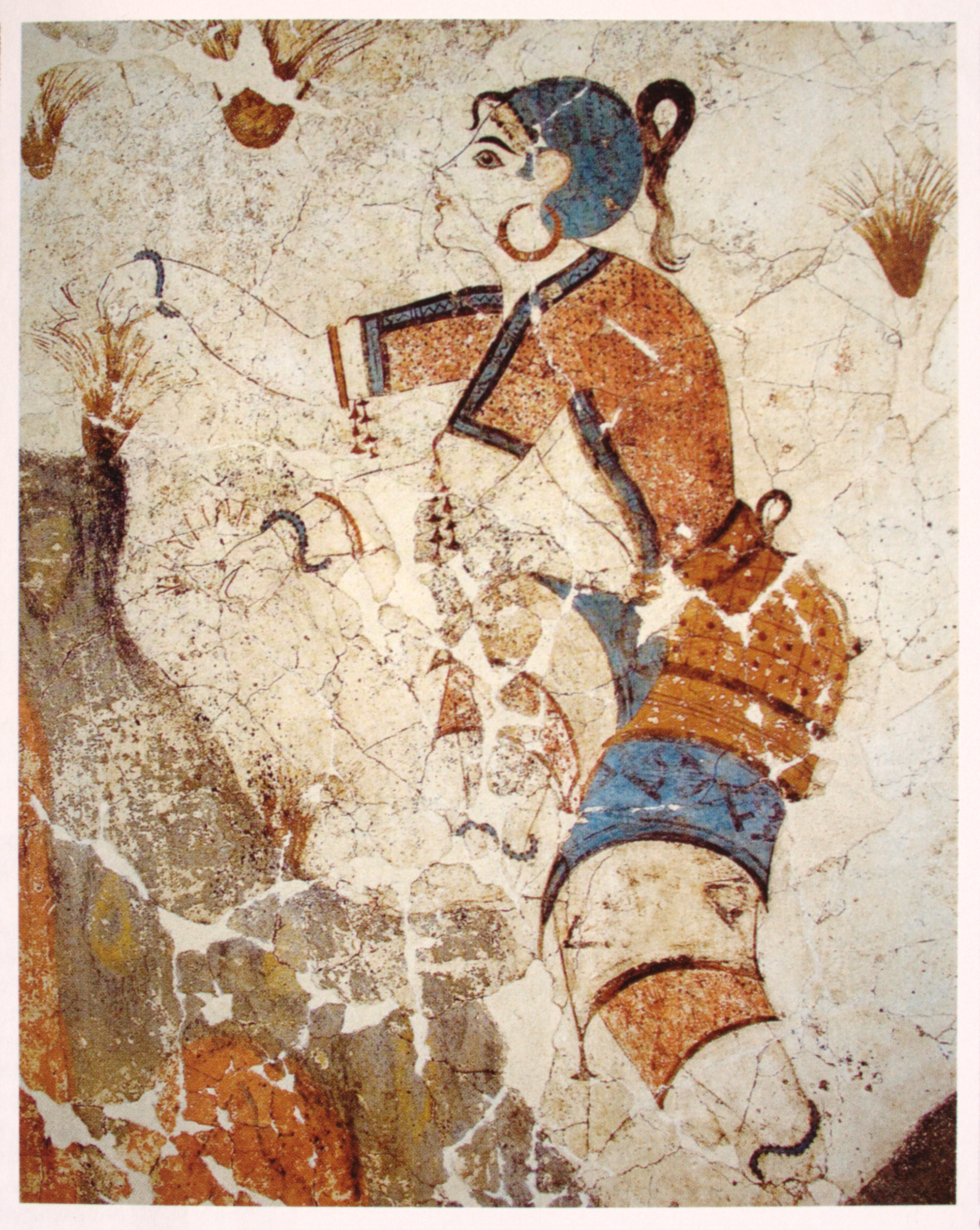
Detalhe do afresco Coletores de açafrão, Xeste 3, Acrotíri

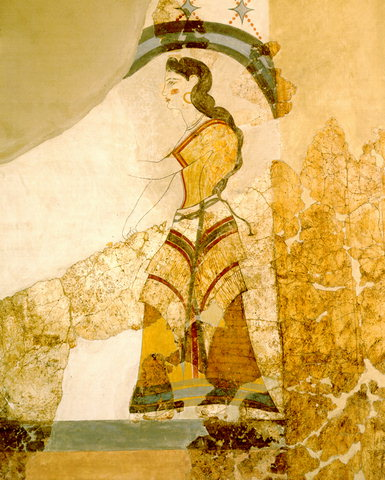
Afresco Senhora de Acrotíri, Casa das senhoras, Acrotíri

No final do período MMII (1 750 - 1 700 a.C.), houve uma grande perturbação em Creta, provavelmente um terremoto, ou possivelmente uma invasão vinda da Anatólia. A teoria do terremoto é sustentada pela descoberta do templo de Anemospília pelo arqueólogo Sakelarakis, no qual foram encontrados os corpos de três pessoas (uma delas vítima de um sacrifício humano) que foram surpreendidas pelo desabamento do templo. Outra teoria é que havia um conflito dentro de Creta, e Cnossos saiu vitorioso. Os palácios de Cnossos, Festo, Mália e Cato Zacro foram destruídos. Mas com o início do período neopalaciano a população voltou a crescer, os palácios foram reconstruídos em larga escala (no entanto, menores que os anteriores) e novos assentamentos foram construídos por toda a ilha, especialmente grandes propriedades rurais.
Este período (séculos XVII e XVI a.C., MMIII/neopalaciano) representa o apogeu da Civilização Minoica. Os centros administrativos controlavam extensos territórios, fruto da melhoria e desenvolvimento das comunicações terrestres e marítimas, mediante a construção de estradas e portos, e de navios mercantes que navegavam com produções artísticas e agrícolas, que eram trocadas por matérias-primas. Entre 1 700 - 1 450 a.C., a monarquia de Cnossos deteve a supremacia da ilha. Essa monarquia, apoiada, pela elite mercantil surgida em decorrência do intenso comércio, criou um império comercial marítimo, a talassocracia. Heródoto e Tucídides afirmaram que os cretenses dominaram com sua marinha todo o Mar Egeu, destruíram a pirataria, colonizaram a maior parte das Cíclades, e cobraram tributos e equipamentos dos habitantes das ilhas. A extensão da talassocracia minoica é atestada pela grande quantidade de cidades com nome Minoa encontradas nas ilhas do Egeu, na costa síria, no continente grego e na Sicília. As regiões integradas à talassocracia minoica eram administradas por prepostos. Tucídides menciona que o lendário rei Minos enviou seus filhos para governar as províncias exteriores.
A influência da Civilização Minoica fora de Creta manifesta-se na presença de valiosos itens de artesanato. Cerâmicas típicas minoicas foram encontradas em Milos, Lerna, Egina e Cufonísia. É provável que a casa governante de Micenas estivesse conectada à rede de comércio minoica. Após cerca de 1 700 a.C., a cultura material da Grécia continental alcançou um novo nível, devido à influência minoica. Importações de cerâmicas do Egito, Síria, Biblos e Ugarite demonstram ligações entre Creta e essas regiões. Os hieróglifos egípcios serviram de modelo para a escrita pictográfica minoica, a partir da qual mais tarde desenvolveram-se os famosos sistemas de escrita Linear A e B.
A erupção do vulcão Tera na ilha vizinha de Creta também conhecida como Santorini foi implacável para o rumo de Creta. A erupção foi datada como tendo ocorrido entre 1 639 - 1 616 a.C., por meio de datação por radiocarbono; em 1 628 a.C. por dendrocronologia; e entre 1 530 - 1 500 a.C. pela arqueologia. A destruição do assentamento minoico em Tera (conhecido como Acrotíri) pode ter impactado, mesmo que indiretamente, o comércio minoico com o norte. c. 1 550 a.C., um novo abalo sísmico consecutivo às catástrofes de Tera, destruiu outra vez os palácios minoicos; no entanto, estes foram novamente reconstruídos numa escala ainda maior do que a anterior.

### Minoano Recente
Ca. 1 450 a.C., a Civilização Minoica experimentou uma reviravolta, devido a outra catástrofe natural, possivelmente um terremoto. Outra erupção do vulcão Tera tem sido associada a esta queda, mas a datação e implicações permanecem controversas. O minoano recente é marcado por grande riqueza material e pela onipresença do estilo de cerâmica de Cnossos. No entanto, no minoano recente IIIB a importância de Cnossos como um centro regional, e sua "riqueza" material, parecem ter diminuído. Vários palácios importantes em locais como Mália, Tílissos, Festo, Agia Triada, bem como os alojamentos de Cnossos, foram destruídos. O palácio de Cnossos parece ter permanecido em grande parte intacto. Durante o MRIIIB a ilha foi invadida pelos aqueus da Civilização Micênica.
Os sítios dos palácios minoicos foram ocupados pelos micênicos em torno de 1 420 a.C. (1 375 a.C. de acordo com outras fontes), que adaptaram o sistema gráfico minoico Linear A para as necessidades de sua própria língua micênica, uma forma de grego, que foi escrita em Linear B. Os micênicos geralmente tendem a adaptar-se, e não a destruir, a cultura, religião e arte minoica, e continuam a operar o sistema econômico e burocrático dos minoicos. No entanto, estudiosos como Jean Tulard, argumentam que durante este período a ilha tornou-se apenas um apêndice do continente.
Edificações micênicas (túmulos, aldeias, etc.) são encontradas em muitas localidades minoicas. O oeste cretense prosperava graças à proximidade com o Peloponeso. O porto de Cnossos continuou mantendo relações comerciais com Chipre. Possivelmente os minoicos e micênicos acabaram por fundir-se, no entanto não são evidenciadas novas tendências artísticas na ilha. Durante MRIIIA, Amenófis III em Kom el-Hatan refere k-f-t-w (Caftor) como uma das "Terras secretas do norte da Ásia". São também mencionadas cidades cretenses tais como Ἀμνισός (Amnisos), Φαιστός (Festo), Κυδωνία (Cidônia) e Kνωσσός (Cnossos) e alguns topônimos reconstruídos como pertencentes às Cíclades e ao continente grego. Se os valores desses nomes egípcios são precisos, então este faraó não privilegia Cnossos de MRIII acima dos outros estados da região.
Após cerca de um século de recuperação parcial, mais cidades e palácios de Creta entraram em declínio no século XIII a.C. (HTIIIB/MRIIIB). Os últimos registros em Linear A são datados de MRIIIA (contemporâneo com HTIIIA). Cnossos permaneceu um centro administrativo até 1 200 a.C.; o último dos sítios minoicos foi o sítio defensivo de Carfi, um lugar de refúgio que exibe vestígios da Civilização Minoica quase na Idade do Ferro. Por volta de 1 100 a.C. os dórios atingem a ilha e causam destruição e morte. Essa invasão trouxe, entre outras mudanças, o início do uso do ferro, assim como o surgimento da prática de cremação dos mortos.

### Teorias acerca da destruição da Civilização Minoica

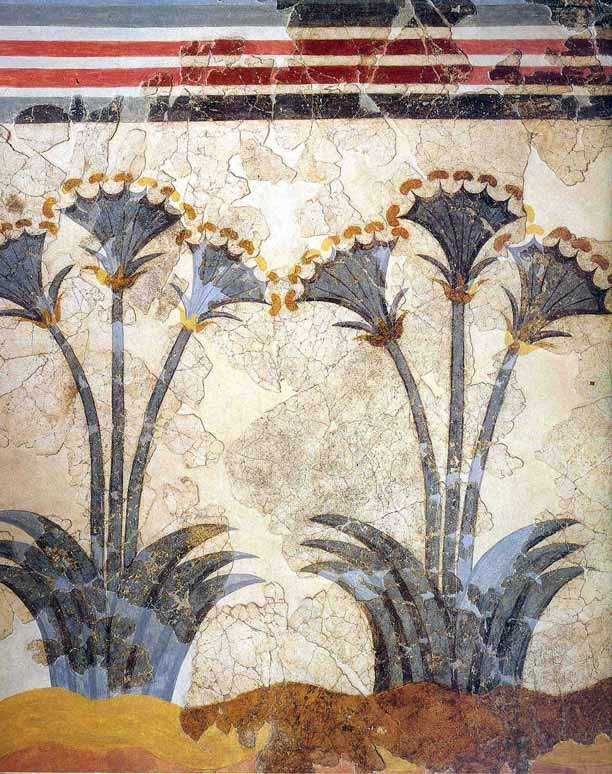
Detalhe do afresco Lírios do mar, Casa das senhoras, Acrotíri

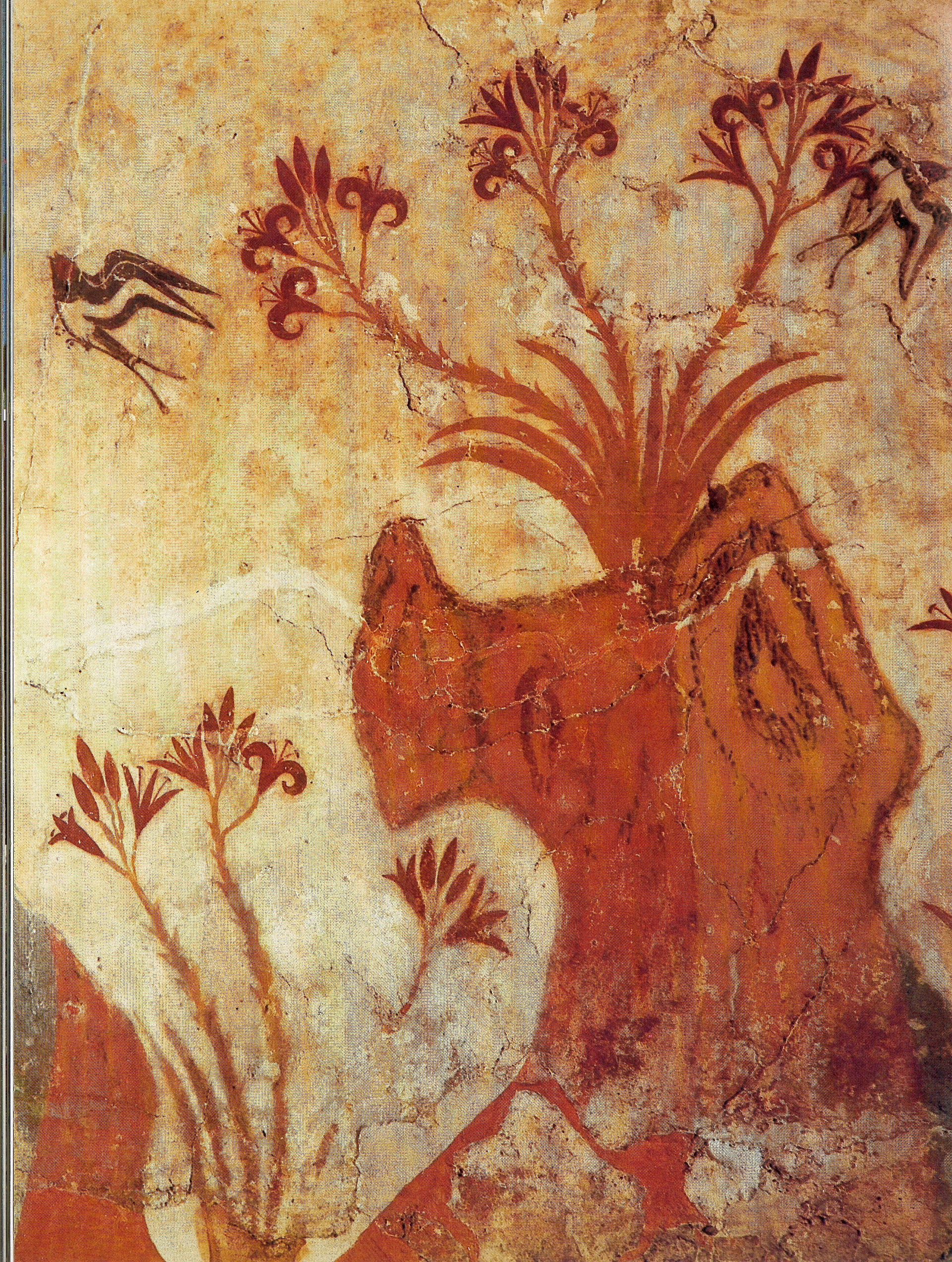
Detalhe do afresco Afresco Primavera, Complexo Delta, Acrotíri

A erupção na ilha de Tera está entre as maiores erupções vulcânicas na história das civilizações, expelindo cerca de 60 km³ de lava e sendo classificada como de nível 6 segundo o índice de explosividade vulcânica. A erupção devastou o assentamento minoico em Acrotíri, que foi efetivamente enterrado sobre camadas de pedra-pomes. Além disso, foi sugerido que a erupção e seu efeito sobre a Civilização Minoica foi a origem do mito de Atlântida.
Muitos estudiosos acreditam que a erupção afetou gravemente a civilização de Creta, embora a dimensão exata do impacto seja debatida. As primeiras teorias propuseram que a queda de cinzas na metade oriental da ilha de Creta sufocou a vida das plantas, causando a fome da população local. Há hipóteses que gases nocivos tenham chegado à ilha, intoxicando muitos seres vivos. Além disso, a ilha tornou-se um destino para refugiados das ilhas do Egeu. No entanto, após exames de campo mais aprofundados, esta teoria tem perdido credibilidade, pois foi determinado que não mais do que cinco milímetros de cinzas caíram em qualquer lugar da ilha de Creta. Estudos recentes baseados em evidências arqueológicas encontradas em Creta indicam que um enorme tsunami, gerado pela erupção de Santorini, devastou as áreas costeiras da ilha e destruiu muitos assentamentos costeiros. O arqueólogo grego Spyridon Marinatos acreditava que cerca de 1 500 a.C. todas as cidades costeiras minoicas foram destruídas, assim como a cidade de Amnisos. O cenário de desastres projetados, assim como as evidências do tsunami na costa norte de Creta (Tera localiza-se ao norte da ilha) permitiram o reconhecimento de que a erupção de Santorini foi de, no máximo, metade do que Marinatos aplicou, sendo então sua teoria exagerada.
Foram encontrados restos minoicos significativos acima das camadas de cinzas do Tera, o que implica que a erupção não causou a queda imediata dos minoicos. Como os minoicos foram uma potência marítima e dependiam de sua marinha para subsistirem, a erupção causou-lhes dificuldades econômicas significativas. Ainda está sob intensa discussão se estes efeitos foram suficientes para provocar a queda da civilização. A conquista micênica dos minoicos ocorreu no final do período MRII. Os micênicos foram uma civilização militar. Usando sua marinha funcional e um exército bem equipado, eles eram capazes de uma invasão. Há evidências de armas micênicas, encontradas em aterros da ilha de Creta. Isso demonstra a influência militar micênica. Muitos arqueólogos especulam que a erupção induziu a uma crise na Civilização Minoica, que permitiu aos micênicos uma conquista fácil.
Sinclair Hood escreve que a causa mais provável da destruição dos minoicos foi uma força invasora. Evidências arqueológicas levam pensar que a destruição da ilha parece ter-se devido a danos por incêndios. Hood nota que o palácio de Cnossos parece ter sofrido menos danos do que outros locais ao longo da ilha de Creta. Além de Cnossos, em muitas vilas da ilha apenas os edifícios mais importantes de governantes foram destruídos, enquanto o resto das casas permaneceram intactas. Porque as catástrofes naturais não escolhem seus alvos, é mais provável que a destruição tivesse sido produzida por invasores, pois estes teriam visto a utilidade de um centro como o palácio de Cnossos. Detorakis supõe que a destruição minoica tenha sido alavancada por problemas econômicos. Com o grande aumento da demanda, a produção interna não foi suficiente para supri-la. Além disso, com o advento dos micênicos, as rotas antes detidas unicamente pelos minoicos, começaram a ser disputadas. Houve uma escassez de matérias-primas. Essa situação de sobrecarga causou desordens e desestabilização que levaram o abandono e destruição da maioria dos sítios.
Tulard acredita que a destruição de muitos palácios terá sido a consequência de uma disputa contra Cnossos. No entanto, em 1 400 a.C., Cnossos cedeu por razões não identificadas, o que levou a uma nova hipótese de terremoto. Evans viu a questão como uma revolta da plebe contra uma monarquia com tendências militaristas. Alan Wace, por sua vez, sugere uma revolta dos cretenses contra os aqueus. Ele cita a lenda de Teseu como suporte para a teoria de uma invasão aqueia do continente, sendo que o Minotauro simboliza a destruição do poder minoano por seus ex-vassalos. Mas a decifração das tabuletas de argila de Cnossos mostram que o grego já era a língua oficial em Cnossos e, portanto, a dinastia já era aqueia quando o palácio foi destruído.
Vários autores têm observado evidências de que nesse período houve na ilha intensa atividade econômica, não necessariamente comercial, evidente pela sobrecarga nos armazéns. Por exemplo, a recuperação arqueológica de Cnossos fornece uma prova clara de desmatamento desta parte da ilha de Creta próximo aos últimos estágios do desenvolvimento minoico.

## Geografia

Mapa da Creta minoica. Para mapa mais detalhado acerca dos assentamentos minoicos ver este outro.

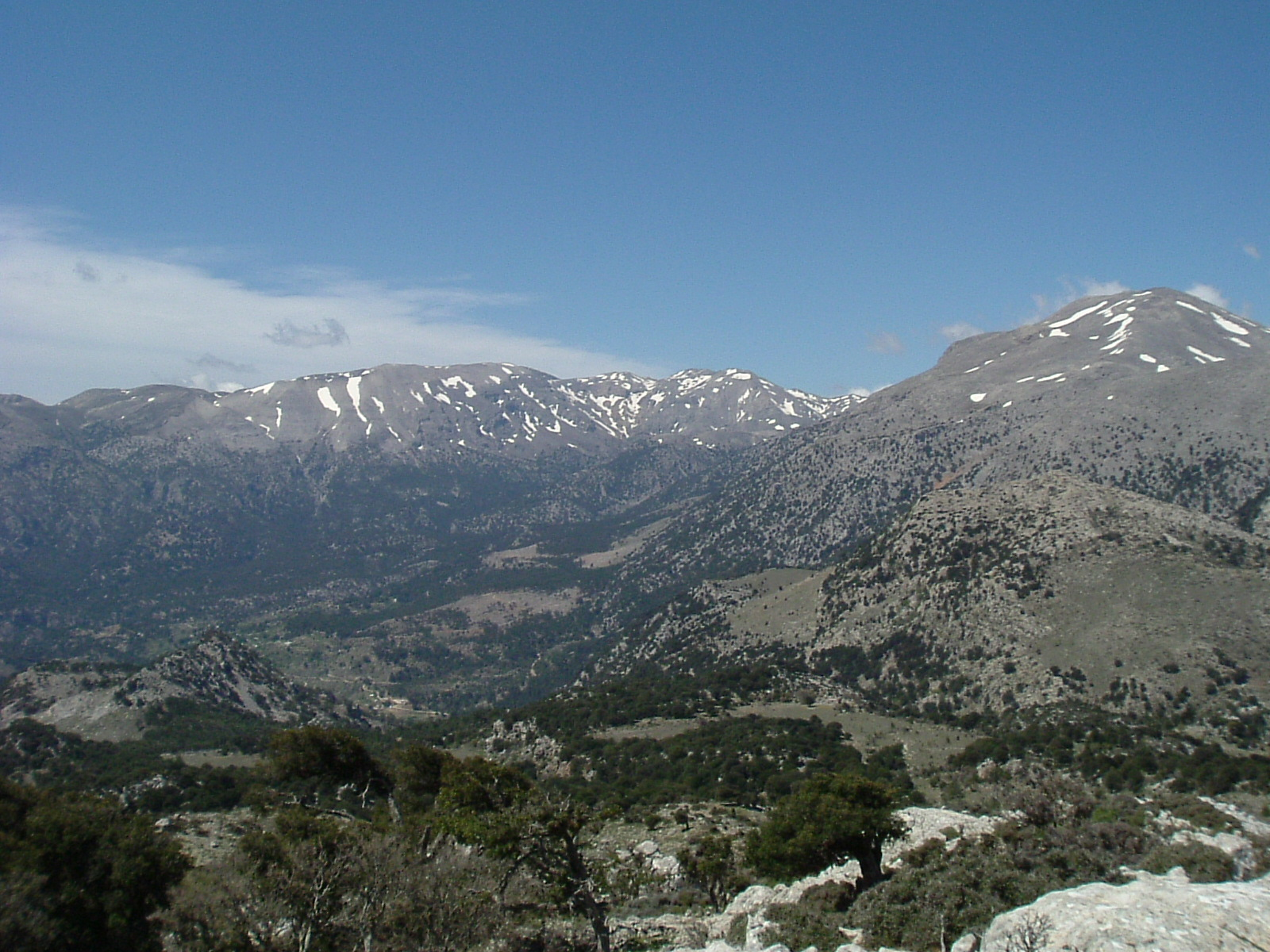
Montes Dícti

Creta, com 8 287 km², cerca de 250 km de comprimento na direção este-oeste e com a largura de norte a sul entre 12 e 60 km, possui um litoral com várias centenas de quilômetros. Devido às suas dimensões e à sua diversidade geográfica, os ilhéus acreditavam, segundo Homero, "encontrar-se em um conjunto de países em meio das águas".
Creta é uma ilha montanhosa com portos naturais. Composta por maciços montanhosos, planícies e vales pluviais, é dominada por três grandes maciços montanhosos: as Montanhas Brancas a oeste, com 2 452 m de altitude máxima, o Monte Ida (ou Psiloriti), no centro, com 2 490 m, e os montes Dícti, a leste, com 2 148 m, sem contar com outras montanhas de menor altitude. Situada em uma zona sísmica, ao longo de sua história sofreu terremotos e continua atualmente sob sua ameaça. Há sinais de danos por terremotos em muitos locais minoicos e sinais claros de elevações de terra e submersões de zonas costeiras devido a processos tectônicos ao longo das costas. As atividades geológicas e sísmicas criaram inúmeras grutas e cavidades ocupadas pelo homem para habitação e adoração.
A ilha marca o limite sul da bacia do Mar Egeu e sempre foi uma encruzilhada entre a Europa, Ásia e África. Dado o Mediterrâneo não ser afetado pelo movimento das marés, muitas casas ou portos da costa leste hoje estão quase no nível do mar. Considerando que o nível do mar era um metro mais baixo em Creta no tempo dos romanos, podemos supor que muitos sítios minoicos estão totalmente cobertos pelas águas. Os portos minoicos eram localizados em zonas com promontórios que permitiam a aproximação dos navios por mais de uma direção, já que as embarcações só conseguiam navegar à vela com vento pela popa. No passado, a ilha de Móchlos foi um porto típico, com uma entrada em cada lado do istmo, até que se transformou numa ilha com o aumento do nível do mar. Outra mudança na configuração da costa da ilha é a elevação gradual da costa oeste. Entre Paleochora e a cidade de Lissos, a elevação é estimada em oito metros. Uma antiga cidade portuária grega, Falasarna, no noroeste da ilha, possuía uma porta interna ligada por um canal. Este canal está agora bem acima do nível do mar.
Hoje, cerca de dois terços da área total da ilha é composta por áreas rochosas e áridas, o que já seria o caso nos tempos minoicos. Se o desmatamento ocorreu muito cedo, durante o período minoico havia grandes florestas virgens de ciprestes, que cobriam totalmente a parte ocidental do Monte Ida. A ilha não possuía nenhum rio navegável. No entanto, parece que havia mais água durante a Idade do Bronze do que atualmente, provavelmente mais um resultado do desmatamento que causou mudanças climáticas. Vinhas, oliveiras, legumes e cereais estão entre os produtos agrícolas irrigados por pequenos cursos de água que emanam das montanhas.
Homero relatou uma tradição que Creta tinha 90 cidades. A julgar pelos locais dos palácios da ilha, esta foi provavelmente dividida em oito unidades políticas durante o auge do período minoico. Pensa-se que o norte foi governado a partir de Cnossos, o sul a partir de Festo, a parte centro-ocidental a partir de Mália, a ponta leste a partir de Cato Zacro e o oeste a partir de Chania. Pequenos palácios foram fundados em outras localidades.

### Minoicos fora de Creta

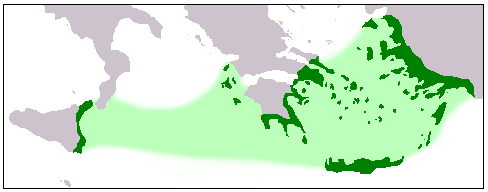
Talassocracia minoica

Os minoicos eram comerciantes, e seu contato cultural foi muito além da ilha de Creta – o Antigo Egito, Chipre, Canaã, além da costa do Levante e com a Anatólia. No final de 2009, o estilo minoico de afrescos e outros estilos de artefatos foram descobertos durante as escavações do palácio de Canaã em Tel Kadri, levando os arqueólogos a concluir que a influência minoica foi a mais forte influência estrangeira sobre as cidades-estado cananitas.
Técnicas e estilos minoicos na cerâmica também proporcionaram modelos, de influência flutuante, para a Grécia heládica. Junto com exemplos familiares de Tera, "colônias" minoicas podem ser encontradas primeiro em Castri (Citera), uma ilha sob influência minoica até à ocupação micênica no século XIII a.C.. O uso do termo "colônia" assim como "talassocracia", têm sido criticados nos últimos anos. Os estratos minoicos substituíram os estratos continentais do início da Idade do Bronze. As Cíclades estavam na órbita cultural minoica, e, mais perto de Creta, as ilhas de Cárpatos, Saros e Casos, também tinham colônias minoicas, ou assentamentos de comerciantes minoicos, na Idade do Bronze Médio; a maioria delas foi abandonada no MRI, contudo, a ilha Cárpatos permaneceu ocupada até ao final da Idade do Bronze. Adolf Furtwängler supôs que Egina também fosse uma colônia, no entanto, tal hipótese é atualmente repudiada. Havia ainda uma colônia minoica em Ialiso (Rodes).
A influência cultural minoica se estendeu não apenas ao longo das Cíclades (a chamada minoização), mas também a locais como Egito e Chipre. Pinturas do século XV a.C., em Tebas, descrevem um número de indivíduos com aparência minoica trazendo presentes. Inscrições descrevem essas pessoas como vindo de Keftiu, ou "ilhas no meio do mar", o que pode se referir aos comerciantes trazendo presentes ou funcionários de Creta.

## Linguagem e escrita
O conhecimento da língua falada e escrita dos minoicos é escasso, devido ao pequeno número de registros encontrados. Cerca de 3 000 tabuletas de argila foram encontradas com vários escritos cretenses. Tabuletas de argila parecem ter sido usadas a partir de 3 000 a.C., senão antes. Foram encontrados dois copos de barro em Cnossos contendo restos de tinta; também se encontraram tinteiros similares aos encontrados na Mesopotâmia em forma de animal.
Por vezes a língua minoica é referida como eteocretense, mas esta apresenta confusão entre a língua escrita em Linear A e a língua escrita em um alfabeto derivado do alfabeto eubeu após a Idade das Trevas. Quanto à língua eteocretense, acredita-se ser uma descendente do minoico, no entanto não há material de origem em qualquer idioma para permitir tirar conclusões.

### Hieróglifos minoicos

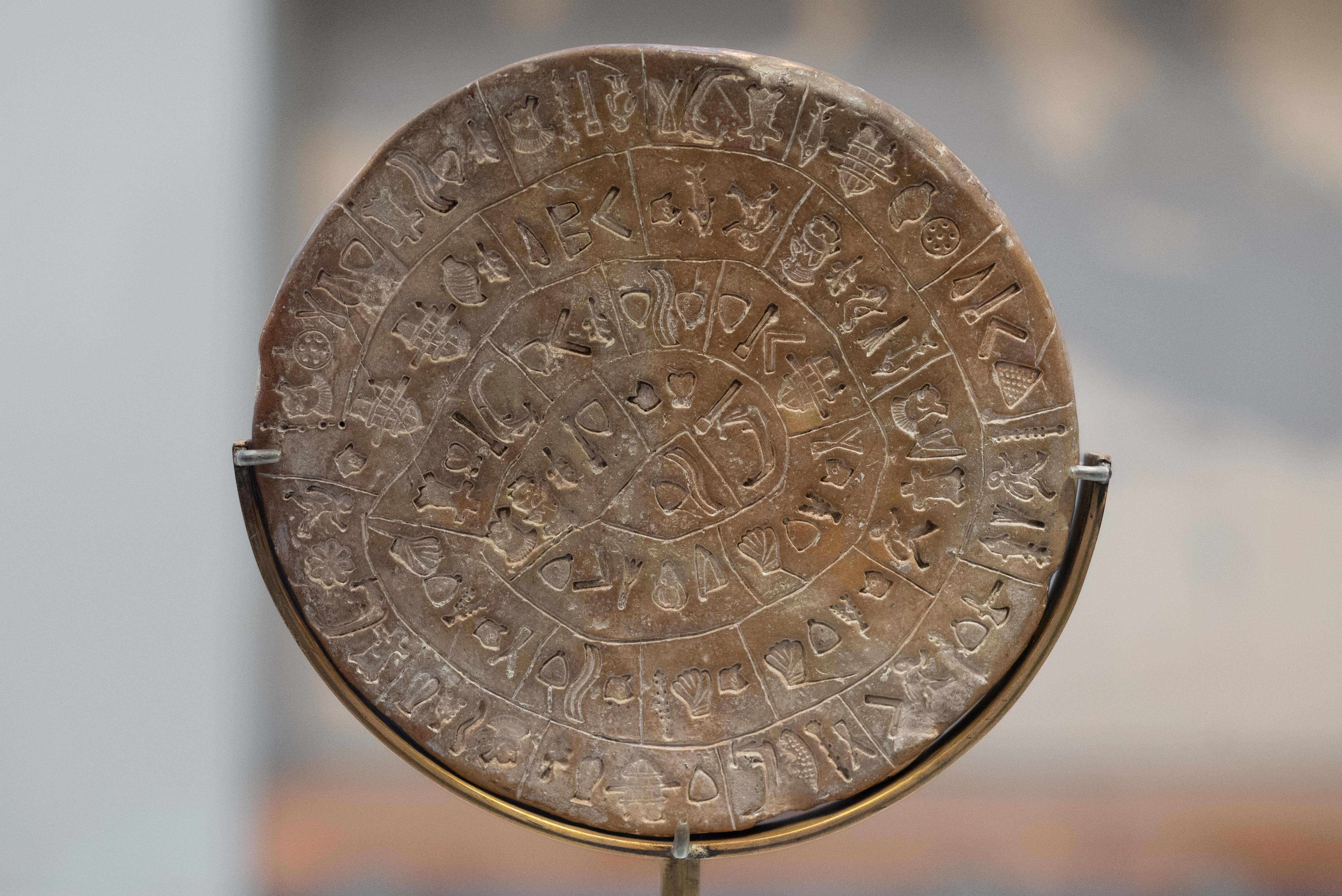
Disco de Festo - Lado B

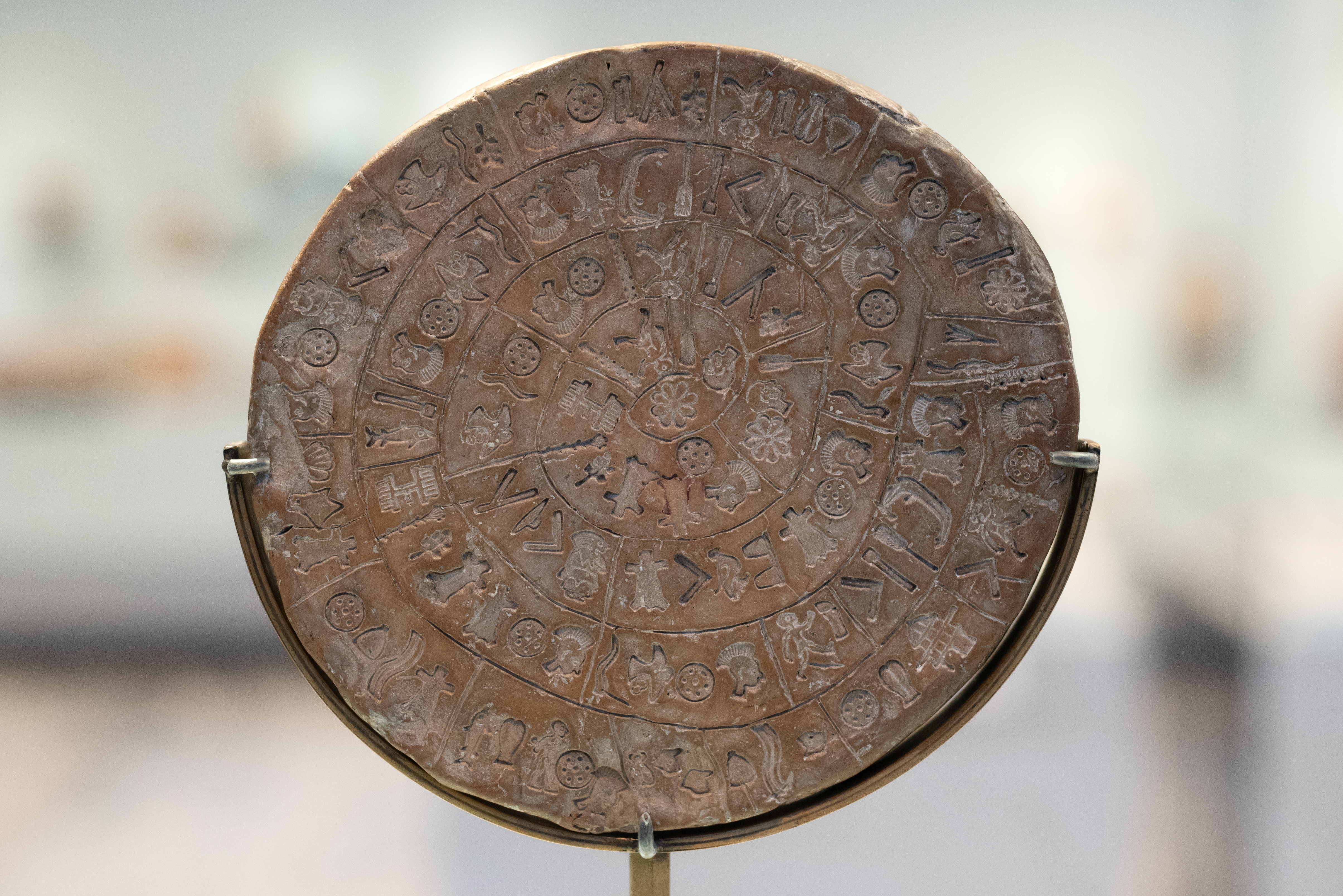
Disco de Festo - Lado A

Os minoicos foram os precursores da escrita no Mar Egeu. Pouco antes de 2 000 a.C., surgem combinações de sinais em selos cretenses que são, provavelmente, uma forma de escrita. Esta escrita é composta por imagens de objetos ou conceitos que são reconhecíveis, mas que no início não continham nenhum valor fonético. Mais tarde as imagens adquiriram um significado e marcaram sons fonéticos presentes nas palavras correspondentes. Esta primeira escrita é comumente chamada hieroglífica, termo emprestado dos caracteres egípcios por Evans, já que os símbolos cretenses apresentam semelhanças com símbolos hieroglíficos dos períodos pré-dinástico e protodinástico egípcios. No entanto, aparentemente nunca houve relação direta entre estas escritas. Apesar disso, esses hieróglifos são frequentemente associados com os egípcios, mas também apresentam semelhanças com vários outros sistemas de escrita da Mesopotâmia.
Em suas escavações em Cnossos, Evans descobriu quase mil tabuinhas, completas ou fragmentadas contendo escrita até então desconhecida. Em seu livro Scripta Minoa, Arthur Evans tentou unir estes hieróglifos. Contou 135, mas seu número total é maior, uma vez que nem todos foram catalogados por ele. No entanto, ele conseguiu distinguir duas fases na evolução destes hieróglifos, e descobriu que sua utilização foi generalizada em Creta. A primeira fase foi marcada por selos com ideogramas do pré-palaciano e protopalaciano. A segunda fase é caracterizada pela incisão meticulosa e caligráfica dos sinais; tal fase durou até cerca de 1 700 a.C., quando passou a configurar apenas textos rituais. Sobre este ponto, as teorias são de que a escrita hieroglífica, originalmente derivada de formas naturais, seria convertida em um talismã usado no final do minoano antigo. Foram encontrados selos com inscrições hieroglíficas datados do Minoano Médio, inclusivamente alguns em edifícios de Cnossos destruídos em 1 450 a.C. Também foram descobertas versões simplificadas desses hieróglifos, adotando uma escrita linear, assim como uma espécie de grafites nas paredes de Cnossos e Agia Triada, a partir de 1 700 a.C.
Evans catalogou os hieróglifos em diferentes categorias. Alguns são tirados do reino animal (gato selvagem, cabeça de leão, criança, boi, pomba); outros representam partes do corpo humano (olhos, mãos, pés) ou mesmo a silhueta humana inteira. Outros sinais são vasos, ferramentas e outros objetos da vida cotidiana: arado, lira, faca, serra, barco. Há também o machado duplo (lábris), o trono, a flecha e a cruz. Embora não decifrados, os hieróglifos encontrados por Evans ajudaram a pintar um retrato da Civilização Minoica. Para Evans, os hieróglifos são indicações de uma comunidade mercantil, industrial e agrícola. Ele analisa as ferramentas, algumas das quais ele considera de origem egípcia e eram usadas por pedreiros, carpinteiros e decoradores de grandes palácios. Descobriu-se em um dos símbolos que a lira de oito cordas tinha atingido o mesmo estágio de desenvolvimento que se sabe ter havido no período clássico, quase mil anos antes de Terpandro. A recorrência do símbolo do navio sugere uma atividade comercial importante. O lingote ilustrado era, de acordo com Evans, um meio de pagamento.

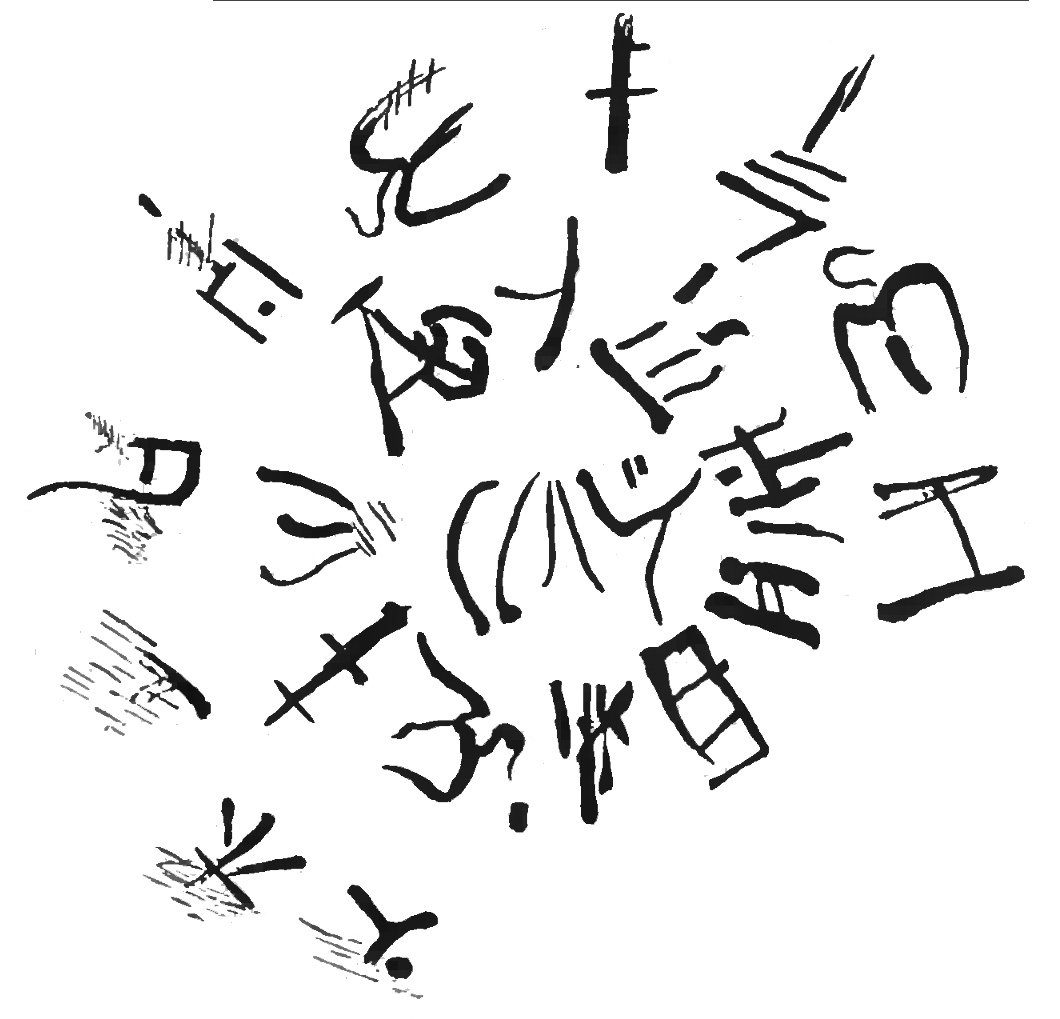
Escrita linear hieroglífica

Evans tentou interpretar os sinais como representações do dignitário minoico. Assim, o machado duplo (lábris) seria o emblema do guardião do santuário do machado duplo, que é o palácio de Cnossos. Os olhos simbolizavam o superintendente ou supervisor; a espátula para arquiteto; a porta para guardião, e assim por diante. Mas essa visão foi, então, considerada prematura, uma vez que ainda são incertas as naturezas dos objetos representados pelos hieróglifos. Mas mesmo que soubéssemos exatamente o que os hieróglifos representam, parece arriscado atribuir um significado tão perto do objeto representado. Algumas séries de hieróglifos que surgem regularmente nos selos foram atribuídos a nove nomes de deuses, ou talvez aos títulos de sacerdotes ou dignitários.
A cópia mais importante das inscrições hieroglíficas de Creta é o disco de Festo, descoberto em 1903 em um depósito dos apartamentos nordeste do palácio. As duas superfícies do disco são cobertas por hieróglifos dispostos em uma espiral, e impressos no barro enquanto ele ainda estava mole. Os sinais formam grupos, separados por linhas verticais, cada um desses grupos representando uma palavra. Podemos distinguir 45 tipos diferentes de sinais, alguns dos quais podem ser identificados como do período protopalaciano. Algumas séries de hieróglifos repetem-se como refrões, sugerindo um hino religioso. Evans punha a hipótese de que o disco não era cretense, mas sim que ele foi importado do sudoeste asiático. No entanto, a descoberta na caverna de Arcalochóri de inscrições de um machado duplo semelhante às do disco, e uma inscrição de um anel de ouro em Mavro Spílio com um arranjo em espiral permite afirmar que o disco de Festo é de origem cretense.
Após algumas modificações do sistema iconográfico, surgem novos sistemas de escrita, primeiro o Linear A e posteriormente o Linear B.

### Linear A

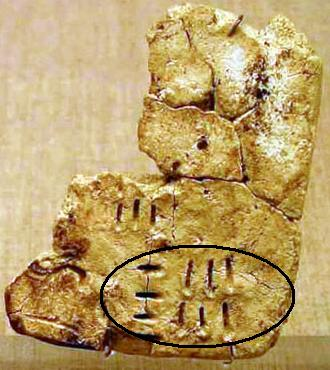
Tabuleta contendo escritos em Linear A

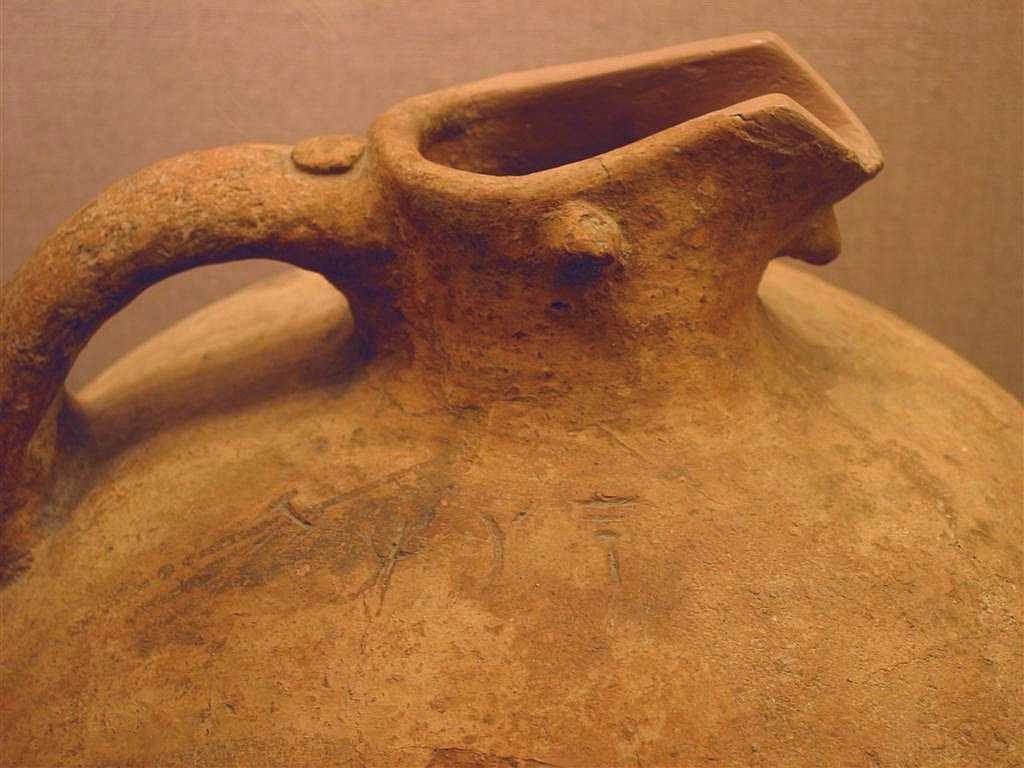
Linear A incisa em vaso (Acrotíri)

O alfabeto Linear A, nome cunhado por Arthur Evans, é a transformação e simplificação da escrita ideogramática que provêm da escrita do período neopalaciano. Evans especulou que tenha tornado-se em escrita por volta de 1 800 a.C., mas essa visão foi recentemente rejeitada com a descoberta de símbolos de transição. Os elementos iconográficos se sistematizaram tornando a escrita mais fluida. Mas a transição de uma escrita para a outra foi tão lenta que ambos os sistemas estiveram em vigor em paralelo.
Esta escrita é chamada de linear porque é composta de sinais, que apesar de derivados dos ideogramas, já não são reconhecíveis como representações de objetos, mas composta por formas abstratas.
Os documentos descobertos até agora são inscrições em tabelas de argila e outros objetos de culto. Os textos em Linear A do palácio Agia Triada são as mais numerosas: foram descobertos 150 pequenos tabletes de argila onde são listadas transações e armazenamento. Textos similares foram encontrados em Cnossos, Mália, Festo, Tílissos, Russólacos, Archanes e Cato Zacro. Os texto incluem títulos que indicam os prováveis locais e personagens. O sistema de numeração era diferente da escrita hieroglífica.
Cerca de 100 símbolos foram amplamente utilizados em Linear A. Destes, doze eram ideogramas, apresentados separadamente em listas antes dos números. O sistema Linear A teve variações locais, havendo, no entanto, elementos comuns. Certo número de inscrições tinha um caráter mágico e religioso. Elas foram gravados ou escritas em utensílios de rituais, jarras, tabuinhas de oferendas, colheres de pedra, copos e xícaras de toda Creta. De fato, acredita-se que em 1 600 a.C. o Linear A era usado em toda ilha. Mas a maioria dos textos deste período foram escritos em cartazes de barro em forma de pastilhas retangulares.
Embora seja certo que a língua destas tabuinhas é minoica, uma vez que ainda não foi decifrada, muitos reconhecem os elementos de uma língua semítica, luvita ou indo-europeia. Através da aplicação de valores fonéticos que são conhecidos que se aplicam à escrita Linear B, alguns pesquisadores conseguiram produzir uma variedade de interpretações de textos escritos em Linear A. Foi também identificado um sistema de numeração decimal: linhas verticais para as unidades, pontos ou linhas horizontais para dezenas, pequenos círculos para as centenas e círculos com raio para os milhares. A direção da escrita foi da esquerda para a direita. Inscrições curtas nesta escrita são encontrados em gessos em Cnossos e Agia Triada, em inscrições de muitos selos e em pitos (vasos de barro de grandes dimensões) de diversas origens. As inscrições nos pitos incluem geralmente três ou quatro sinais e são, portanto, trissilábicas ou tetrassilábicas e possivelmente significam o nome dos proprietários ou dos fabricantes dos pitos, sem excluir o nome dos deuses, o conteúdo ou nomes de lugares.
A maior dificuldade para a leitura do Linear A é o fato de muito poucos textos terem sido preservados e muitos dos documentos encontrados serem apenas fragmentos, tornando difícil aplicar com alguma probabilidade de sucesso o método utilizado para a decodificação do sistema Linear B, com o qual tem semelhanças, mas também diferenças. Sítios que possuem um grande número de tabuinhas são sítios que foram queimados em 1 450 a.C., onde o fogo cozeu as tabuinhas de argila, permitindo a sua conservação. Para outros locais, a descoberta de documentos em Linear A é mais aleatória.
A expansão do comércio durante o segundo período palaciano minoico resultou na disseminação da escrita minoica nas ilhas e na Grécia continental. Há amostras conhecidas em Milos, Ceos, Citera, Naxos e Santorini.

### Linear B

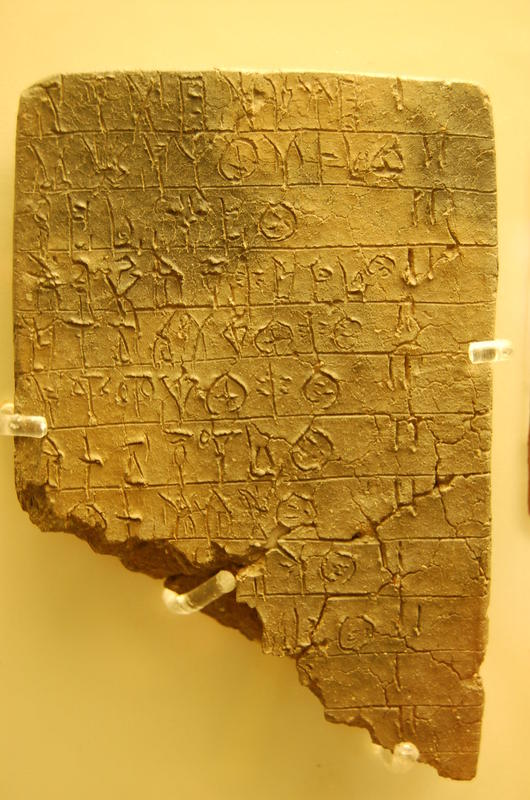
Tablete contendo escritos em Linear B, Museu Arqueológico de Micenas

A escrita Linear B é composta por cerca de 200 sinais, divididos em sinais silábicos com valores fonéticos e ideogramas com valores semânticos. Esses ideogramas representam objetos ou mercadorias, mas não têm valor fonético e nunca são usados como sinais para escrever uma frase. Muitos dos sinais são idênticos ou semelhantes aos sinais do Linear A; embora não se possa ter a certeza que sinais semelhantes nos dois sistemas teriam o mesmo valor fonético, pois o Linear A ainda não foi decifrado.
No período micênico, o Linear A foi substituído pelo Linear B, uma versão muito arcaica da língua grega. Com a descoberta de tal informação foi possível a decifração da escrita. Entre 1944 e 1950, Alice Kober estudou a escrita Linear B e afirmou que havia encontrado certa unidade gramatical, além de ter sugerido que se fosse estudada a ordem das palavras, inflexões e terminações poderia se chegar à gramática escrita da língua, embora não houvesse como saber a pronúncia das palavras. Em 1950, Emmett L. Bennett publicou um artigo onde criava um sistema de classificação dos sinais e mostrou importantes diferenças entre as escritas lineares A e B, salientando que, embora os sinais fossem similares, as palavras eram possivelmente diferentes.
Michael Ventris e John Chadwick, com base em estudos anteriores, iniciaram um extenso processo de análise, com o qual conseguiram decifrar a escrita Linear B, o que proporcionou a aparente descoberta da estrutura gramatical do idioma e relativa frequência e relações dos sinais fonéticos em que estava escrito. Foi descoberto com tal estudo o nome de alguns dos mais importantes sítios minoicos.

### Linear C

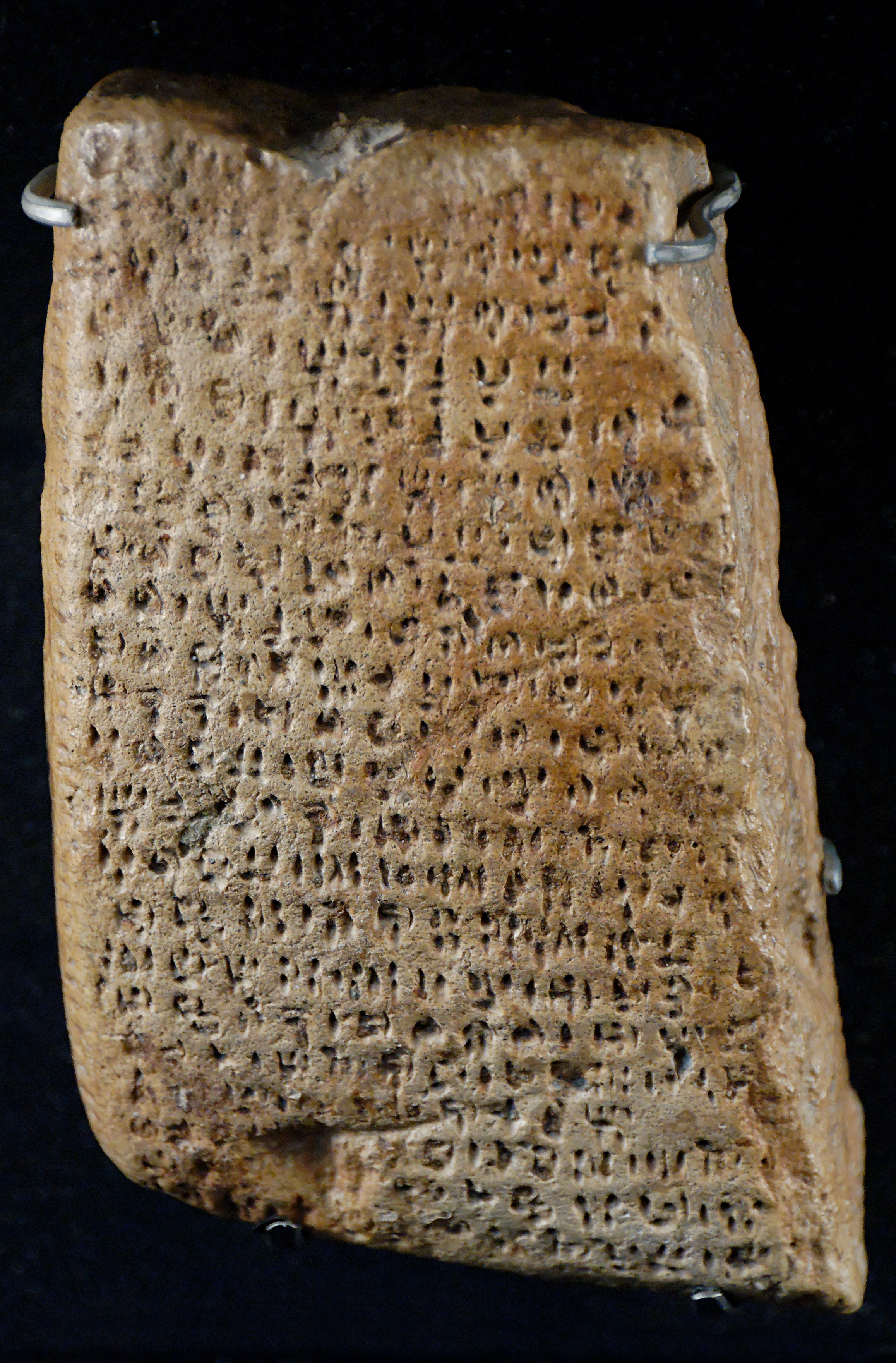
Tabuinha cipro-minoica de Encomi no Louvre

O Linear C, também conhecido como silabário cipro-minoico (abreviação CM) é um silabário indecifrado escrito e falado em Chipre entre 1 550 - 1 200 a.C. O termo cipro-minoico foi empregado por Arthur Evans em 1909, com base na semelhança visual com o Linear A, do qual se pensa que o CM é derivado. Foram encontrados aproximadamente 250 objetos com inscrições cipro-minoicas, incluindo tabuletas de argila, suportes votivos, cilindros de barro e bolas de barro. Foram descobertas inscrições semelhantes em vários locais de Chipre, bem como na antiga cidade de Ugarite, na costa síria.
As inscrições foram classificadas por Emilia Masson em quatro grupos intimamente relacionados: CM arcaico, CM1 (também conhecido como Linear C), CM2 e CM3, embora alguns estudiosos discordem desta classificação. Pouco se sabe sobre a origem dessa escrita, ou qual era a sua função. No entanto, seu uso continuou na Idade do Ferro, formando uma ligação para o silabário cipriota (já decifrado), usado para escrever grego antigo.
A mais antiga inscrição conhecida em CM é uma tábua de argila descoberta em 1955 no antigo sítio de Encomi, perto da costa leste do Chipre. Datado de 1 500 a.C., originou três linhas escritas. Em selos de argila encontrados em Encomi, foram detectados longos textos (com mais de 100 caracteres). Provavelmente as bolas e selos de barro tinham relação com a manutenção dos registros econômicos do Chipre minoico, considerando o grande número de referências cruzadas entre os textos.
A quantidade de fontes da escrita Linear C não são suficientemente grandes para que seja possível sua decifração. Além disso, diferentes línguas podem ter sido representadas pelo subsistema cipro-minoico, e sem a descoberta de textos bilíngues ou muitos mais textos em cada subsistema, a decifração é extremamente improvável.

## Arte minoica

### Arquitetura

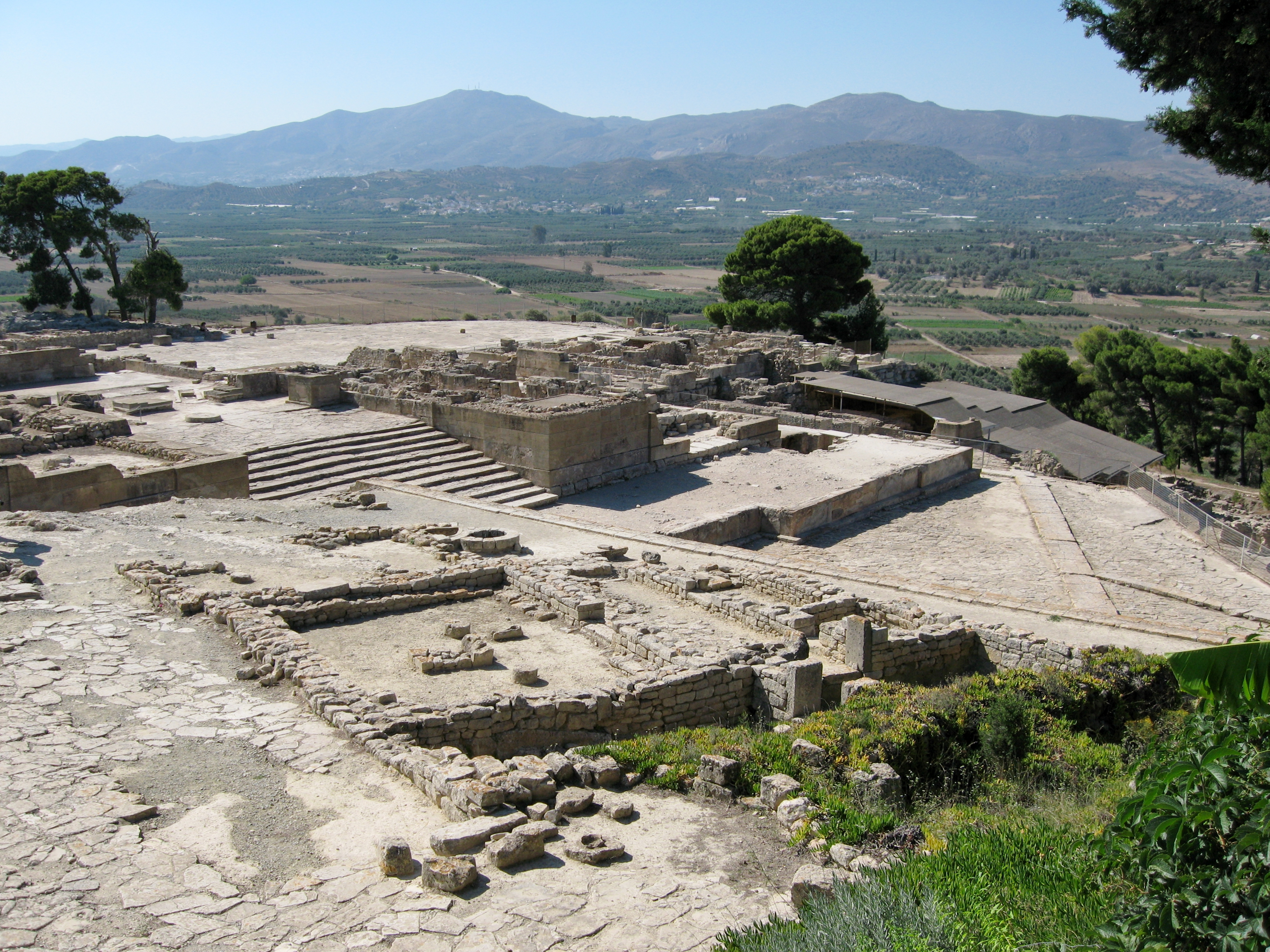
Ruínas de Festo

Uma das contribuições mais notáveis dos minoicos à arquitetura é sua coluna exclusiva, com diâmetro maior no topo do que na base. As colunas eram feitas de madeira em vez de pedra, e eram geralmente pintadas de vermelho. Eram montadas em uma base de pedra simples e cobertas com uma almofada, uma peça redonda em jeito de capitel. Durante o Minoano Médio os minoicos desenvolveram técnicas arquitetônicas revolucionárias como o uso de cantarias cortadas e a perfuração de encaixes no topo de blocos de cantarias para a fixação de grandes vigas horizontais.
Devido à mitologia, muitos estudiosos esforçaram-se durante anos para descobrir a localização do famoso labirinto do Minotauro. Como Evans apontou em suas primeiras impressões, Cnossos deveria ser encarado como o labirinto, no entanto, recentes investigações apontam a caverna de Escoteino, a 12 km de Cnossos, como o verdadeiro labirinto. Usada para a submeter os jovens a provas iniciáticas, suas galerias subterrâneas descem até 55 metros de profundidade dispondo-se em 4 níveis com rutura de níveis e becos sem saída; pelo percurso há blocos calcários esculpidos que representam cabeças monstruosas. No fim do circuito há um altar de pedra. Além disso, segundo alguns autores, o nome "labirinto" (labýrinthos), por aproximação etimológica com a palavra lábris (machado duplo), apontaria para a seguinte interpretação: labýrinthos em vez de sua interpretação literal poderia ser encarado como "palácio do lábris".

#### Pré-palaciano

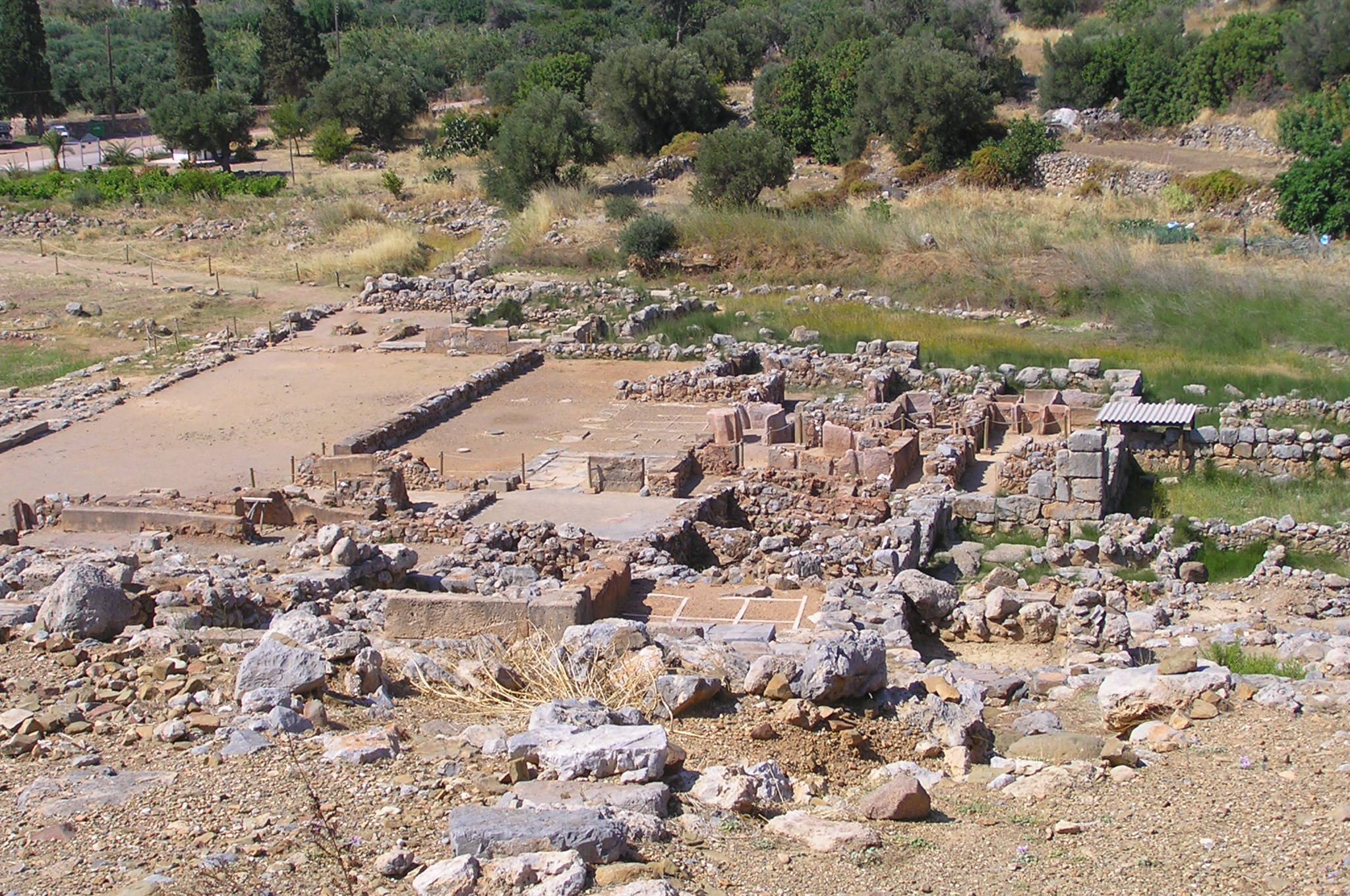
Ruínas do palácio de Cato Zacro

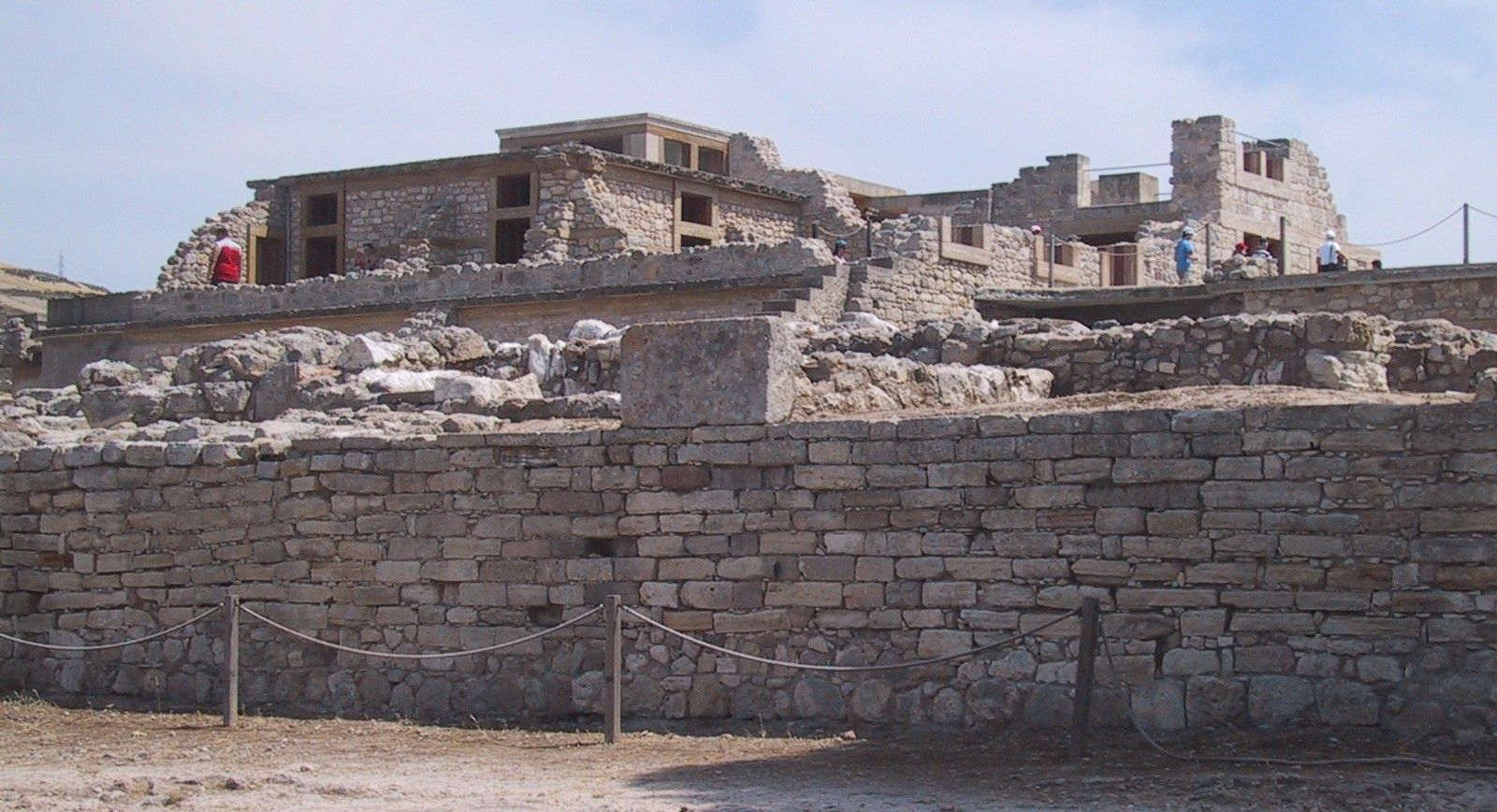
Ruínas do palácio de Cnossos

O Minoano Antigo é caracterizado por um processo contínuo de evolução arquitetônica. No Minoano Antigo I o número de pequenas aldeias aumenta vertiginosamente por toda ilha, embora ainda seja evidente a ocupação de cavernas. No Minoano Antigo II há edifícios de grande porte com grande número de divisões, algumas das quais foram usadas como armazéns, enquanto outras eram quartos ligados a corredores; há áreas pavimentadas adjacentes a estes edifícios. As paredes eram construídas com tijolos de argila e cascalho, rebocadas com cal e pintadas de vermelho. Em Vasilicí, por exemplo, as paredes eram apoiadas em uma estrutura de madeira, enquanto o telhado era sustentado por vigas de madeira cobertas de junco, cana e argila. Em Pírgos o teto era de ramos de oliveira cobertas com junco e cal; seu piso era de blocos de pedra cobertos por uma camada de argila branca. Em Cnossos estão localizados os edifícios conhecidos como hipogeus e uma grande parede presumivelmente parte de um edifício monumental, todos datados do Minoano Antigo III.

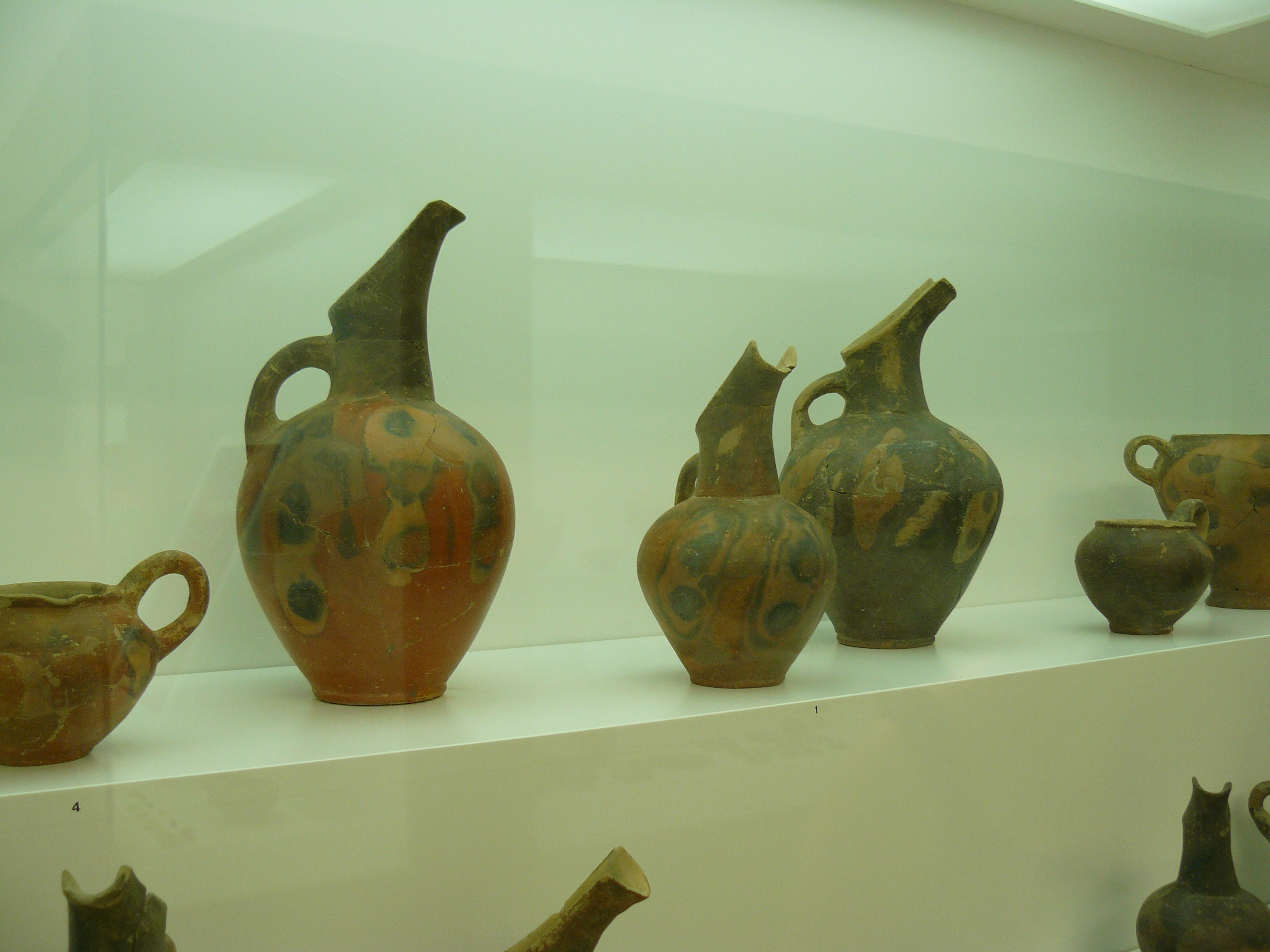
Vasos do estilo Vasilicí

No final do Minoano Antigo, III milênio a.C. começaram a ser erigidos os primeiros palácios minoicos. Supunha-se que a fundação dos palácios era síncrona (especula-se que os palácios tenham sido erigidos praticamente ao mesmo tempo) e datável do Minoano Médio, em torno de 2 000 a.C. (data do primeiro palácio em Cnossos), embora hoje se saliente que os palácios foram construídos durante um período mais longo em diferentes locais, em resposta a evolução local. Os primeiros palácios foram os de Cnossos, Mália e Festo, tendo estes sido influenciados por elementos de estilos de construções do Minoano Antigo.
No Minoano Antigo houve diversos estilos tumulares, alguns deles importados das Cíclades (cistas). Os primeiros exemplos são as cavernas (utilizadas desde o neolítico final) onde é comum a presença de ossos de indivíduos diferentes misturados e habitualmente cremados. Lárnaques e pitos tornam-se populares durante o período, especialmente no Minoano Médio. Os lárnaques eram elípticos, relativamente baixos, não possuíam pedestais nem decoração, e eram depositados em covas individuais, em túmulos retangulares construídos ou em tolos. Os tolos minoicos eram circulares, com um diâmetro entre quatro e treze metros, com paredes geralmente espessas compostas por blocos brutos de pedra ligadas com argila. Eram edificados sobre uma superfície plana ou contra uma saliência rochosa; suas portas eram pequenas e quase sempre fechadas por uma grande laje retangular do lado de fora. Os túmulos retangulares construídos dividem-se em duas categorias: série de longas e estreitas câmaras paralelas; grupo de quartos quadrados ou retangulares. Nestes túmulos e nos tolos as inumações eram múltiplas, tendo sido evidente que os ossos foram periodicamente desenterrados e posteriormente enterrados novamente, assim como há evidências de fumigações.

#### Protopalaciano

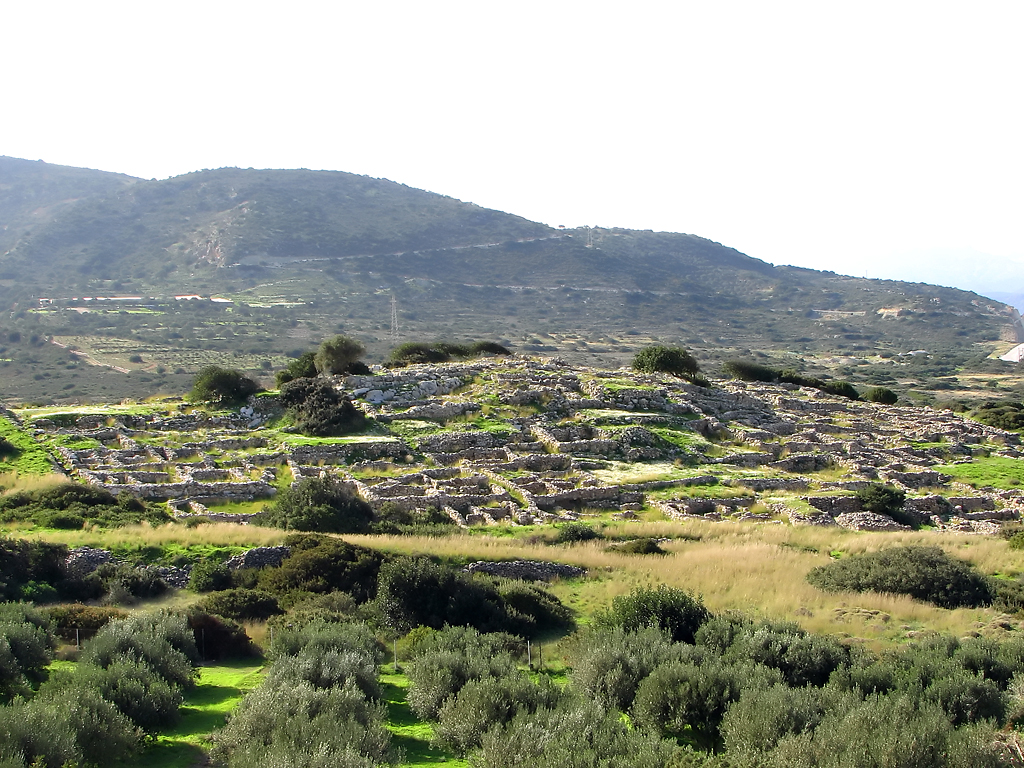
Vista das ruínas de Gúrnia

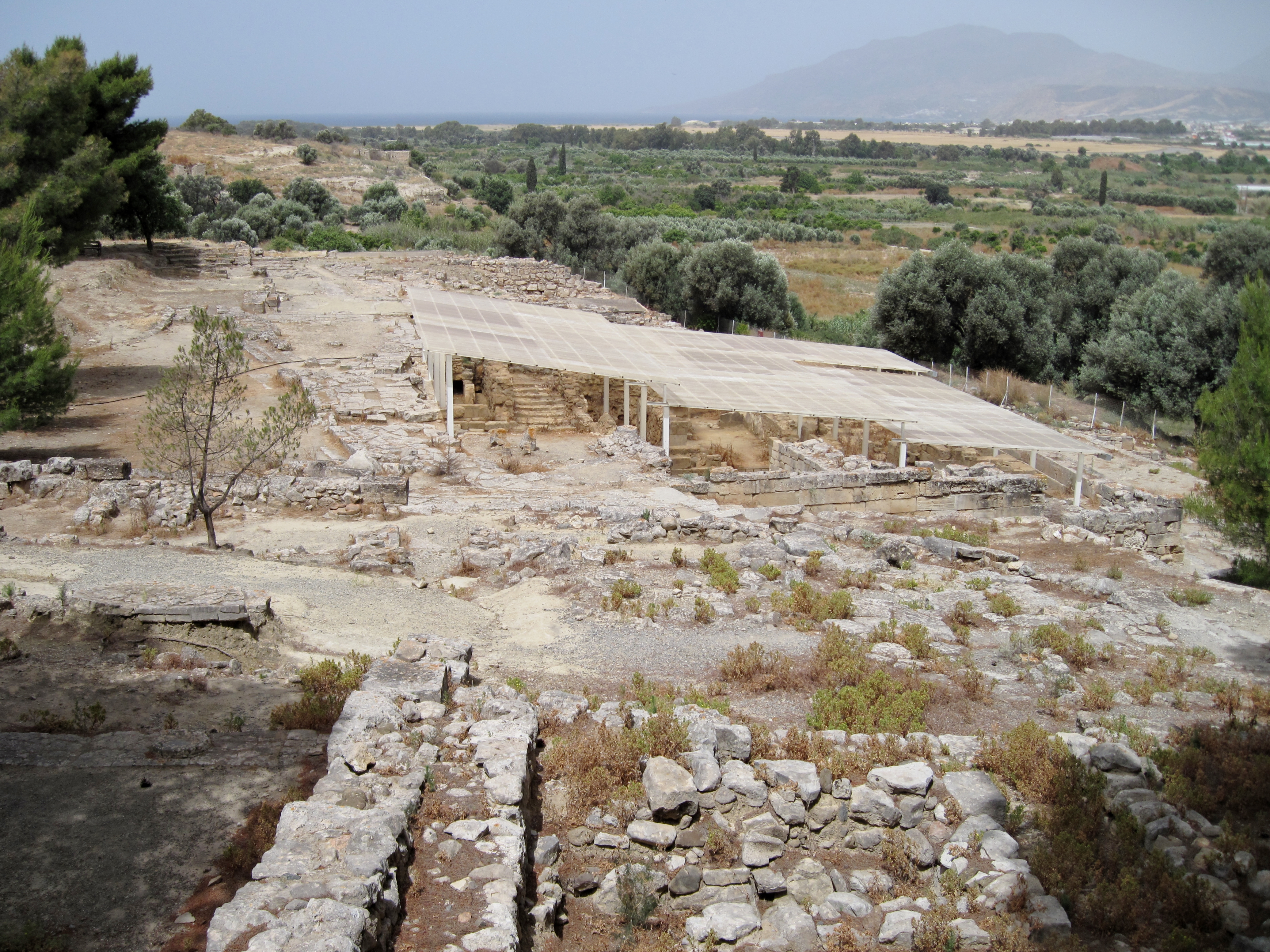
Ruínas de Agia Triada

Como característica marcante, os palácios minoicos do Minoano Médio (Festo com o Monte Ida) estão alinhados com a topografia circundante. A arquitetura destes complexos é identificada pelo estilo "quadrado dentro do quadrado", enquanto os palácios posteriores incorporam mais divisões internas e corredores. Para a edificação dos palácios utilizou-se calcário e gesso. Os palácios, disposto em torno de um pátio central, possuíam setores que agrupam apartamentos residenciais, salas para banquetes, salas de recepção, quartos de hóspedes, teatros, armazéns, santuários, escritórios administrativos e ateliês de ceramistas, gravadores de sigilos, artesãos de bronze, etc. Alguns ambiente possuem afrescos de animais, pessoas e plantas.
A ala ocidental de Festo (parte do primeiro palácio) é rodeada por uma série de pátios pavimentados que foram adentrados por duas entradas principais e cinco menores. Em Festo, Cnossos e Mália encontraram-se poços circulares conhecidos como koulourai (singular: kouloura) que provavelmente funcionavam como silos; em Cato Zacro há cisternas, drenos e uma fonte. Os armazéns de Mália dispunham seus pitos em áreas elevadas no chão, pois no centro dos armazéns há canais que terminavam em buracos que eram usados para recolher tudo que derramasse dos vasos. Não há consenso quanto à função do edifício conhecido como cripta hipostila, onde foram identificadas criptas pilares e uma bacia lustral.
A oeste do palácio de Mália há um complexo arquitetônico composto por três edifícios, onde a do meio (conhecida como "Quadra Mu", em francês: Quartier Mu) é o mais proeminente. Ocupando uma área de 450 m², possui cerca de 30 quartos térreos, um santuário com uma lareira retangular, quatro depósitos com sistemas de drenagem, uma sala pavimentada, uma bacia lustral, um poço de luz, e duas escadas para andares superiores; a disposição dos aposentos ilustra certa estratificação social. Do lado oposto da rua estão localizadas três oficinas contemporâneas que possivelmente eram de empregados de Quadra Mu. Os hipogeus do pré-palaciano, agora erigidos fora das dependências palacianas, geralmente localizam-se em pátios públicos que separam o palácio da cidade circundante. São semissubterrâneos e não há consenso quando à sua função, tendo sido considerados como armazéns, apesar de, segundo investigações recentes, possivelmente funcionaram como depósitos de água, ou latrinas de detritos.
Neste período, as mudanças sentidas na sociedade como um todo, influíram diretamente no tratamento dos minoicos com seus mortos. Os tolos continuaram a ser erigidos, mas em menor número; um tolo de Archanes possui um dromo (corredor de entrada), uma característica dos tolos micênicos. Um novo tipo de sepultura, os túmulos com câmara, surgem neste período. São compostos por passagens horizontais com inclinação para baixo, o dromo e o estômio (porta de entrada menor que o corredor) que se abre para uma câmara retangular ou arredondada. Nesta fase os pilos tornam-se mais comuns, sendo depositados em covas simples, isolados ou em grupos, em cavernas, em tolos, em ossários retangulares ou em túmulos de câmara. Os lárnaques tornam-se menores e mais profundos quando elípticos; há os primeiros exemplos de formas retangulares sem pernas assim como formas pintadas.

#### Neopalaciano e Pós-palaciano

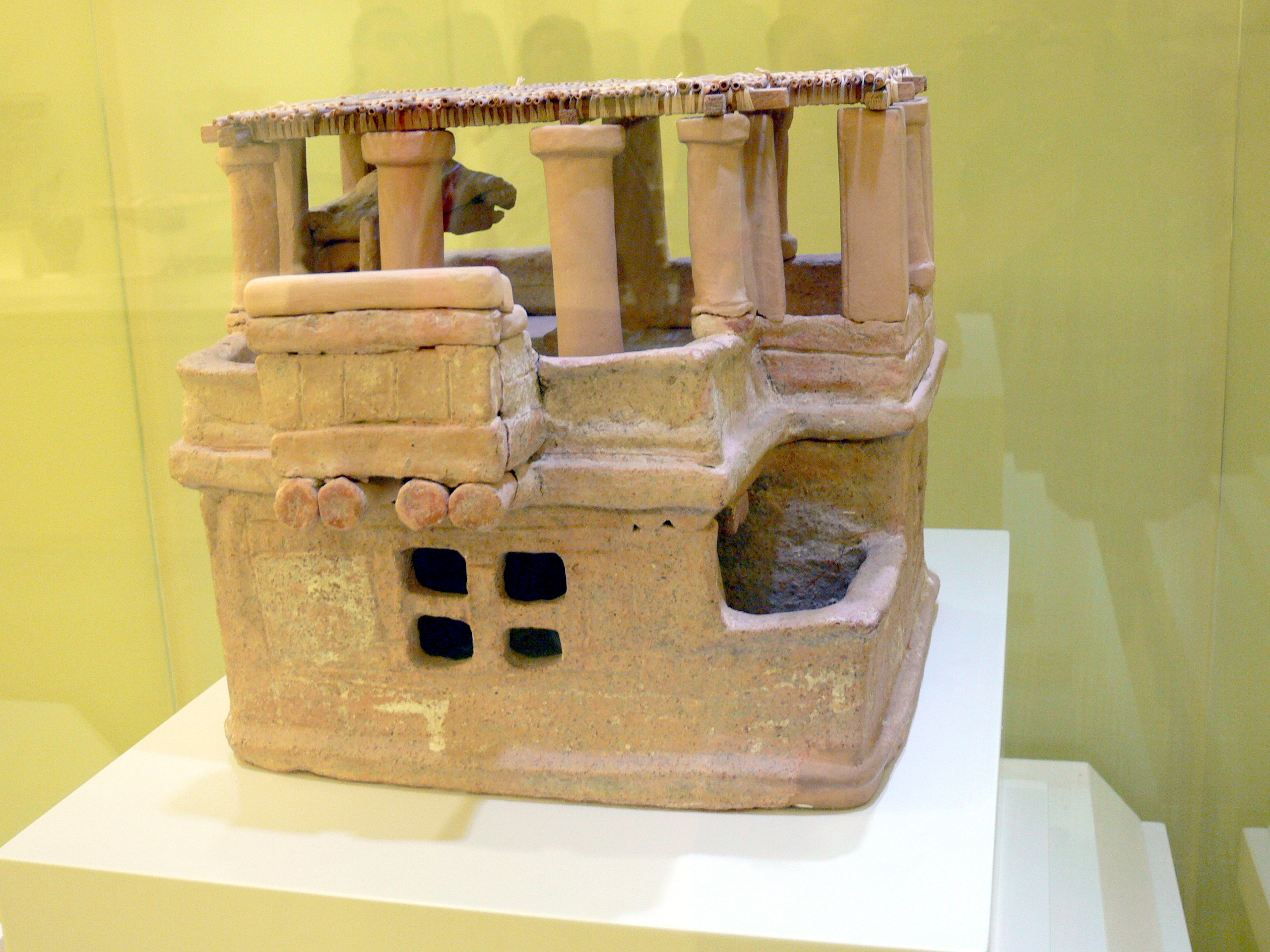
Modelo em argila de uma casa minoica

As cidades do neopalaciano eram compostas por palácios, sistemas de canalização de água e esgoto, ruas calcetadas, lojas comerciais, etc; conectavam-se entre si por estradas pavimentadas. Ductos de pedra levavam água de morros e das chuvas, distribuindo-as por tubos de banheiros e privadas; águas e resíduos eram levados através de manilhas de barro. Foram variadas as plantas das cidades deste período: blocos de casas divididas por ruas pavimentadas; um edifício central principal (às vezes um palácio menor) e um aglomerado de edifícios pequenos no entorno; um palácio central e grandes casas no entorno; casas grandes separadas ou aglutinadas em espaços menores. Além das cidades havia vilarejos isolados compostos por casas de tijolos e madeira, construídas sobre blocos de calcário; mansões rurais também são comuns. No litoral, estaleiros foram erigidos para fabricação de navios.
Agia Triada (assentamento neopalaciano, notório durante o pós-palaciano) foi um grande complexo em forma de L suntuosamente decorado, localizado a poucos quilômetros do extremo leste do palácio de Festo. De Agia Triada preserva-se os bairros residenciais e algumas parcelas dos bairros manufatureiros (oficinas) e de armazenamento. Outros característicos complexos do períodos são o Pequeno Palácio de Cnossos, a Vila Real de Cnossos, Niru Cani e a cidade de Gúrnia.
No âmbito tumular covas, cavernas e cistas raramente são usadas. Durante o período os túmulos com câmara são os sepultamentos mais característicos. Os tolos micênicos (retangulares ou circulares com um telhado abobado) invadem a ilha; os tolos de Maleme são distintivos, pois possuem um telhado piramidal. Há novos tipos tumulares: sepulturas em forma de fosso com ou sem nicho. São fossos retangulares de dois metros de profundidade cobertos por lajes de pedra; os exemplares com nicho possuem 4,35 metros de profundidade geralmente com um metro de altura por dois de comprimento.

### Afrescos

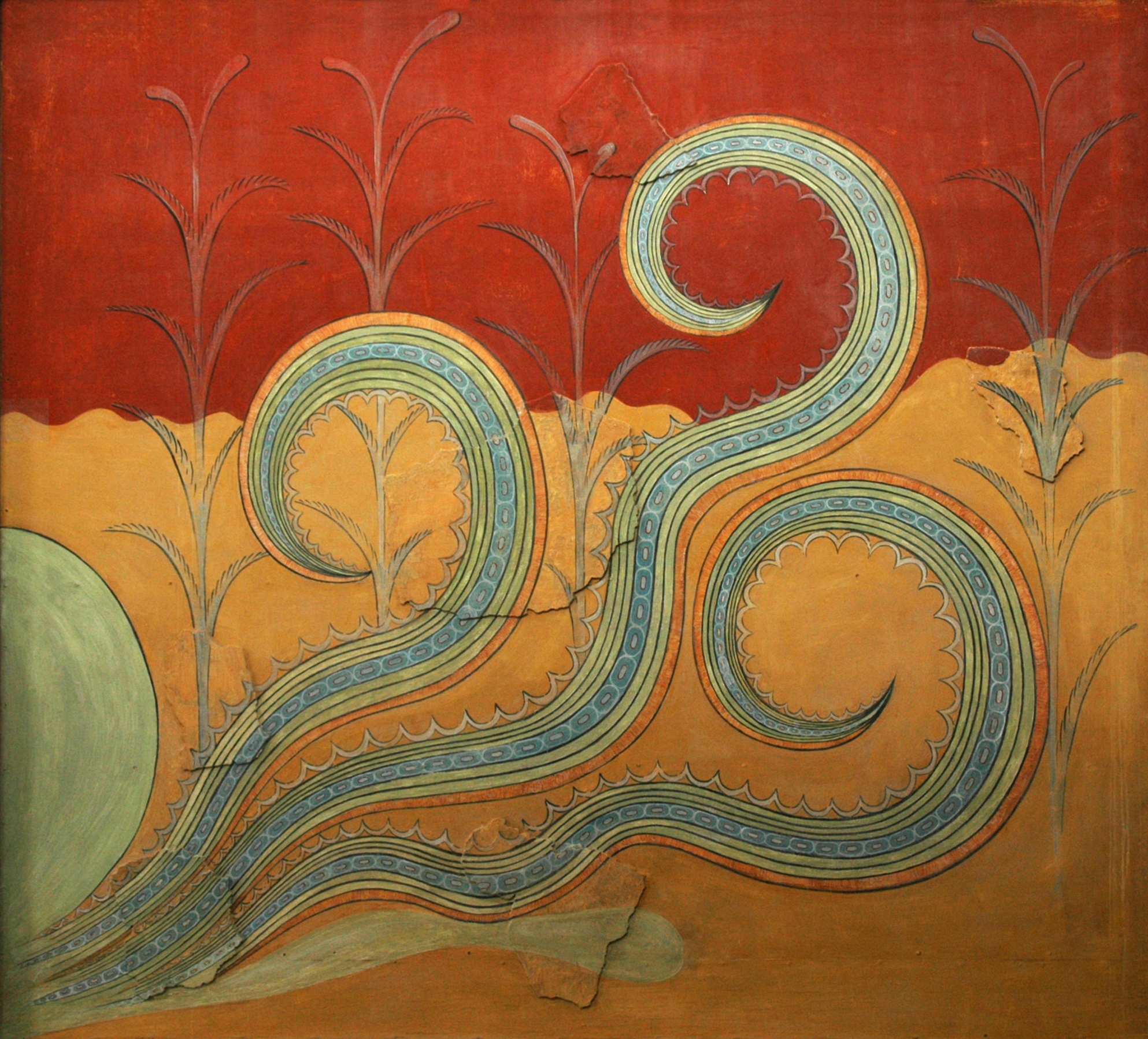
Afresco do palácio de Cnossos

Todos os afrescos minoicos conhecidos são datados do período neopalacial. São encontrados em Festo, Mália, Agia Triada, Amnisos, Tílissos, e principalmente Cnossos, assim como em Acrotíri (em Santorini), Agia Irini (Ceos) e Filácopi (em Milos). Entre as representações artísticas estão procissões religiosas, animais marinhos (golfinhos, peixes, polvos), terrestres (leão, gato, macacos) e voadores (pássaros), flores e outras representações botânicas, cenas de pugilismo e outras modalidades de luta, taurocatapsia (saltos sobre touros), seres mitológicos (grifos) e deuses, pessoas da sociedade, liteiras, etc. Os rostos dos homens eram pintados com vermelho, enquanto os das mulheres eram pintados de branco.
Os minoicos extraíam as tinturas usadas nos afrescos e vasos pintados de diversos materiais: preto do carbono e manganês; branco de cal e argila branca; vermelho do ocre vermelho e hematita; rosa da mistura de ocre vermelho com argila branca; amarelo do ocre amarelo; azul de ferro natural, lápis-lazúli e azul egípcio; verde da mistura de ocre ou malaquita com azul egípcio; cinza de carbono com argila branca ou cal; marrom da mistura de ocre vermelho e azul egípcio ou riebeckita; e castanho da mistura de ocre amarelo com carbono.

### Cerâmica

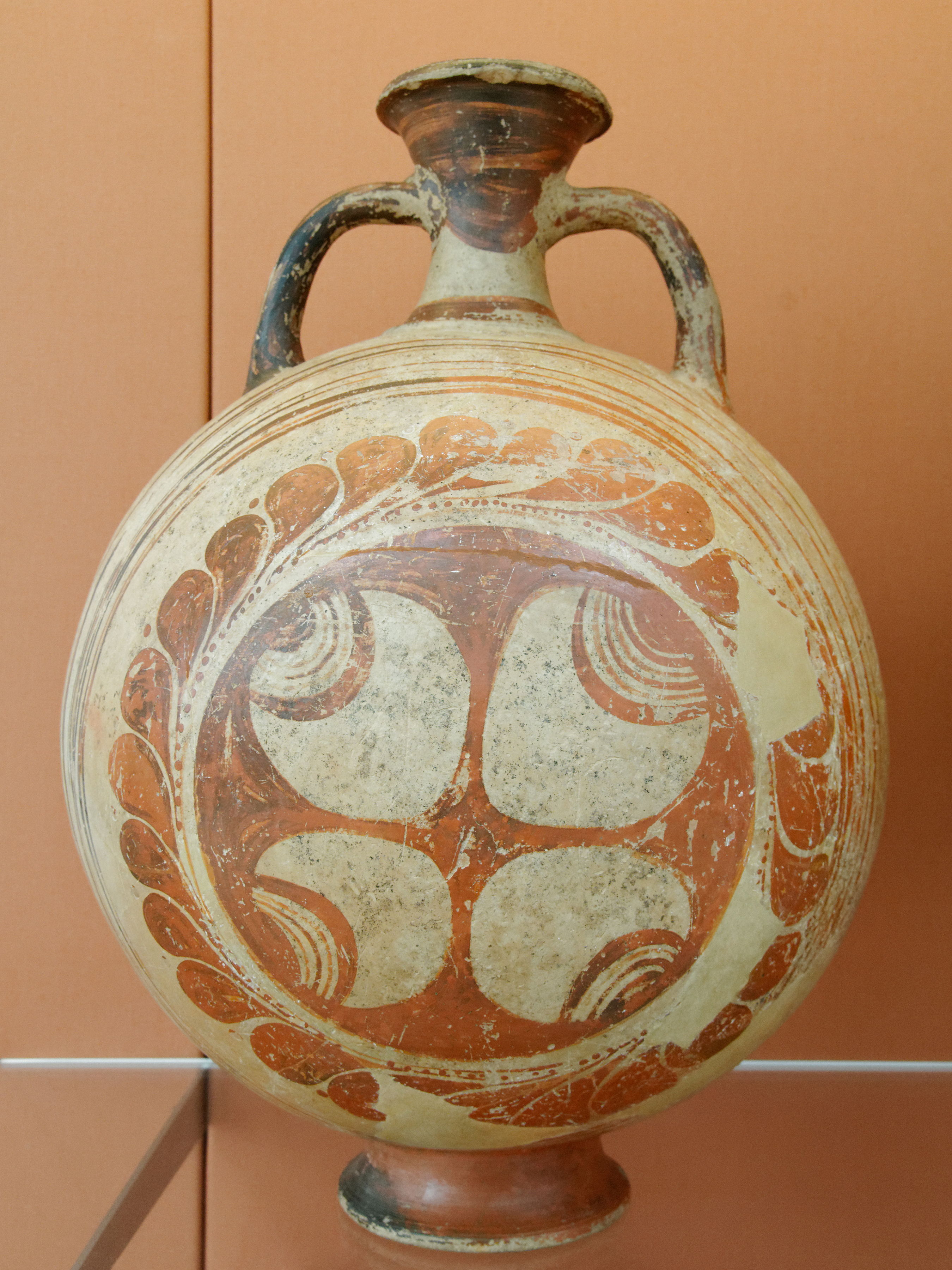
Vaso globular

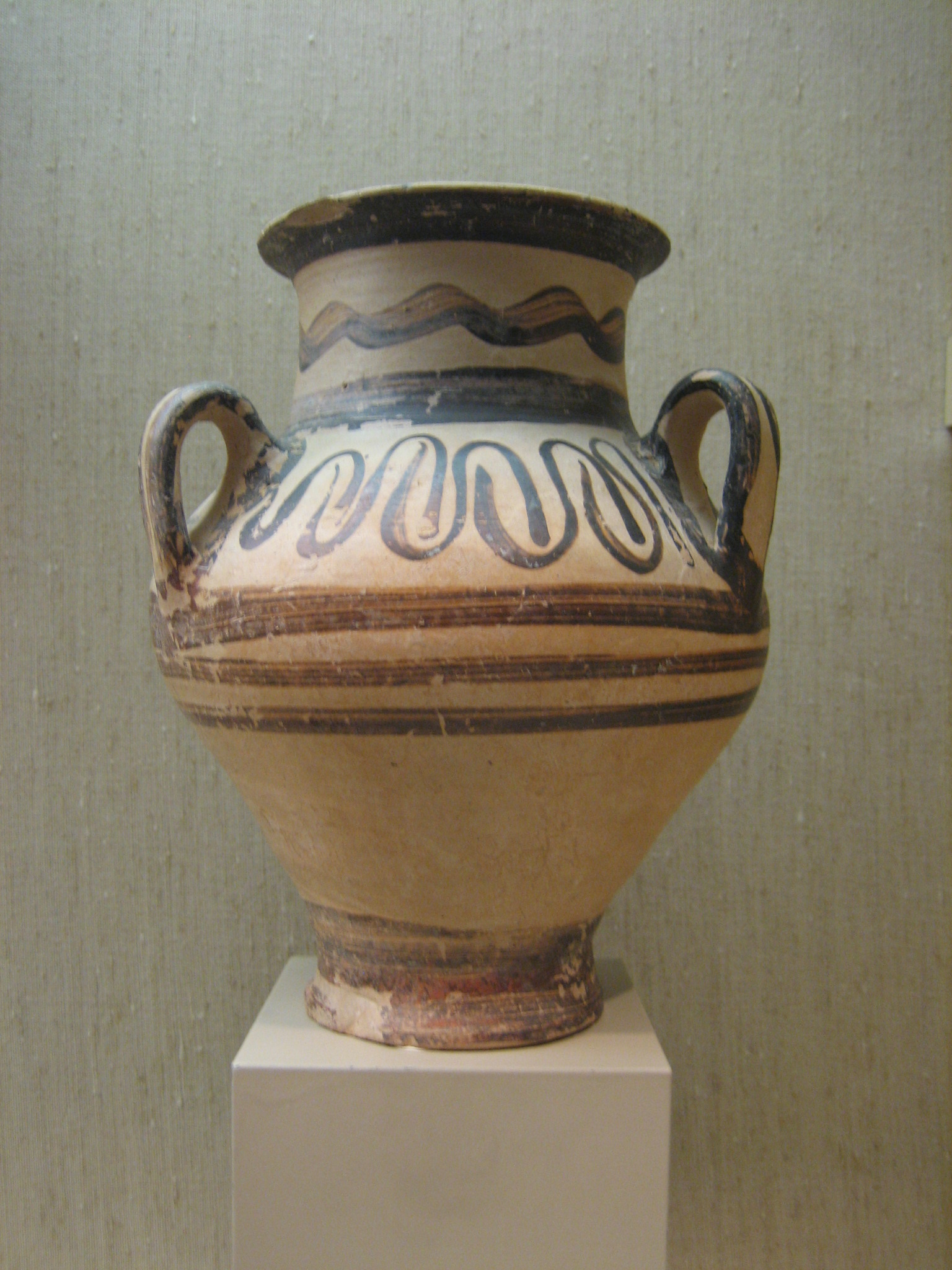
Vaso pintado

#### Pré-palaciano
A cerâmica neolítica de Creta foi produzida sem rodas de oleiros e cozida sobre fogueiras; a argila empregada podia variar de vermelha para preta e foi pintada, assim como polida através do esfregar da superfície do vaso após a cozedura. A forma mais comum eram bacias simples e abertas. No pré-palaciano novos estilos desenvolveram-se com base nos estilos neolíticos, tendo aparecido entre os achados exemplos antropomórficos, objetos, etc.
O estilo de Pírgos é composto por cerâmica preta ou esfumaçada com formas lineares e polidas, que estenderam a tradição neolítica. As principais formas foram cálices, copos e cones, cerâmica dupla ou tripla, cerâmicas esféricas suspensas com tampa e jarros cônicos pequenos. Em vez de uma pintura, existem "motivos de polimento": com esta técnica, esfregando partes da superfície com a ferramenta de polimento, obtêm-se vários motivos ornamentais, tais como semicírculos, ziguezagues, e outros. As formas e decorações da cerâmica sugerem que esta derivou de protótipos em madeira.
No estilo incisivo há predominância de cor escura nas peças. As principais formas são garrafas e píxides baixos. A partir do estilo de Ágio Onófrio a cerâmica pintada aparece entre o conjunto cerâmico, assim como novos padrões e formas. A pintura varia de vermelho ao preto, passando pelo marrom, dependendo das condições de queima. A decoração consistia em padrões verticais na base do vaso. As principais formas eram jarros, copos, taças, ânforas, vasos, píxides e vasos compartimentados, simples ou complexos. Esta cerâmica é dividida em dois estilos. O Estilo I é caracterizado por vasos com fundo arredondado e decoração simples. O Estilo II é caracterizado por vasos com fundo plano ou com pé com uso extensivo de padrão de hachura. O estilo de Lebena torna-se distintivo pelo uso de decoração branca sobre superfície marrom ou castanha clara, assim como padrões lineares. A parte inferior dos vasos é vermelha escura e arredondada. Tem como formas principais louças baixas, pratos e tigelas.
Estes estilos são desenvolvidos e aprimorados durante o início do Minoano Antigo II a tal ponto que novos estilos começam a surgir. O estilo de Cumasa foi uma evolução do estilo de Ágio Onófrio. Possuía formas mais complexas e mais excêntricas e motivos decorativos geométricos (sistemas de linhas verticais, triângulos invertidos, losangos), motivos em forma de borboleta, etc. O estilo cerâmica cinza fina distingui-se pela preferência por peças de cor cinza e polimento da superfície. As formas mais comuns são píxides esféricos e cilíndricos. A decoração é exclusivamente incisa e normalmente toma a forma de motivos geométricos (diagonais curtas, triângulos, semicírculos, anéis) e pintas.
No final do Minoano Antigo II há predominância do estilo de Vasilicí. As formas mais comuns foram jarras de fundo achatado, bules, pratos, tigelas e taças; jarros e bules possuíam aplicações de bolinhas ("olhos") em cada lado do bico. Sua superfície foi coberta por uma espessa camada, em que o efeito oxidante irregular do fogo para cozer, fez manchas de diferentes formas. Durante o Minoano Antigo III e Minoano Médio I novos estilos surgiram. O estilo de Lefcos, evoluído do estilo Vasilicí, é o mais proeminente. A superfície da cerâmica é negra e polida com motivos decorativos cor ocre ou branco (linhas curvas, guirlandas, tentáculos de polvo, rosetas, espirais). As formas tradicionais são jarros, bules e copos. Outro estilo, o tracoto torna-se predominante. Sua superfície é áspera a tal ponto que assemelha-se às conchas.
A espiral, que se tornaria mais tarde o tema principal da decoração minoica é então introduzida no repertório de motivos pintados. Parece provável que os minoicos tenham entrado em contato com a decoração espiral devido a influência oriental, e principalmente das técnicas de joias orientais, onde o uso decorativo da forma espiral aparece em tempos muito antigos. Foi então que se espalhou a roda do oleiro e o forno. Durante o período também foi evidenciada a produção de vasos com forma de animais (vasos zoomórficos).

#### Protopalaciano

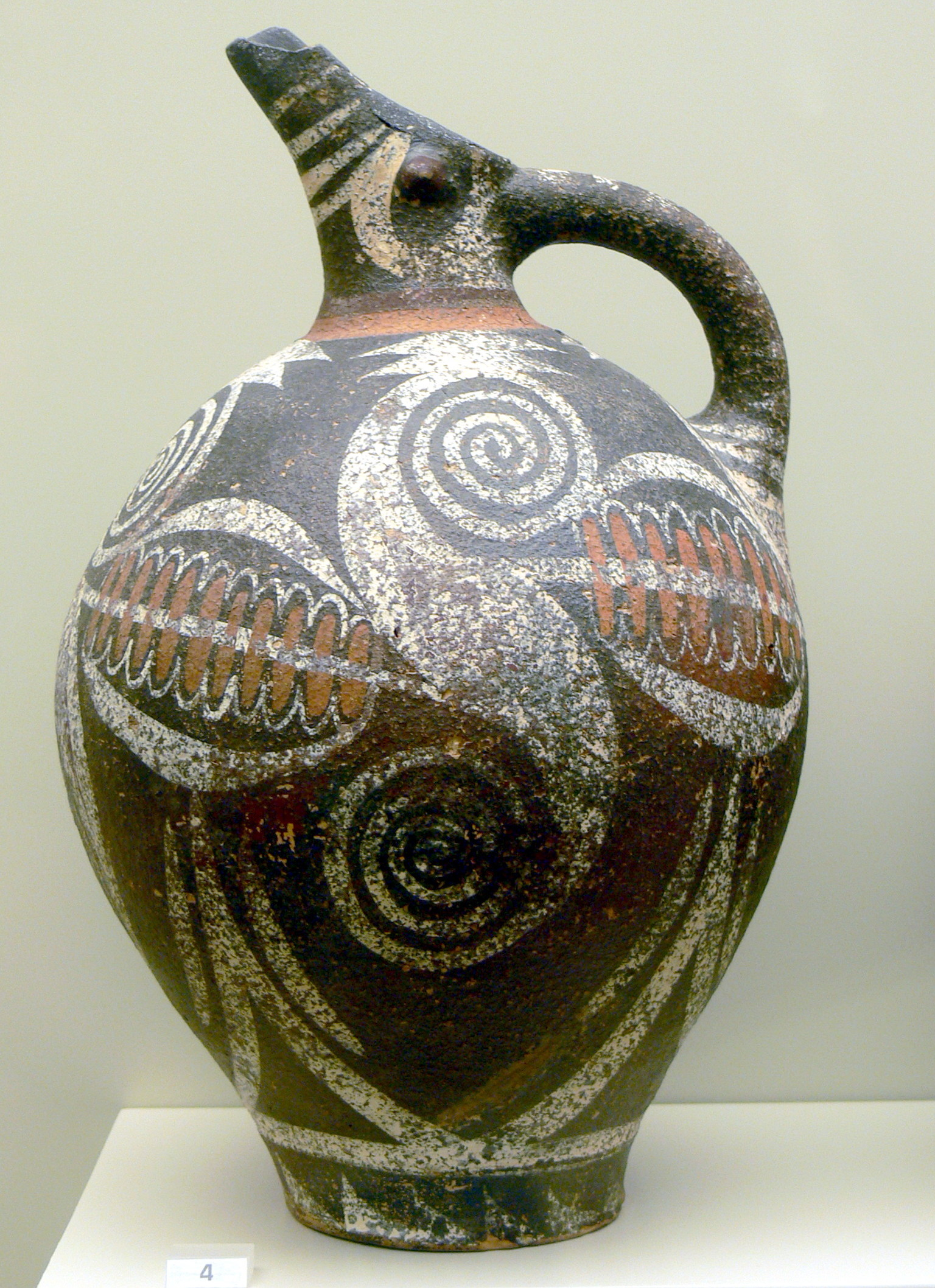
Cerâmica do estilo Camares

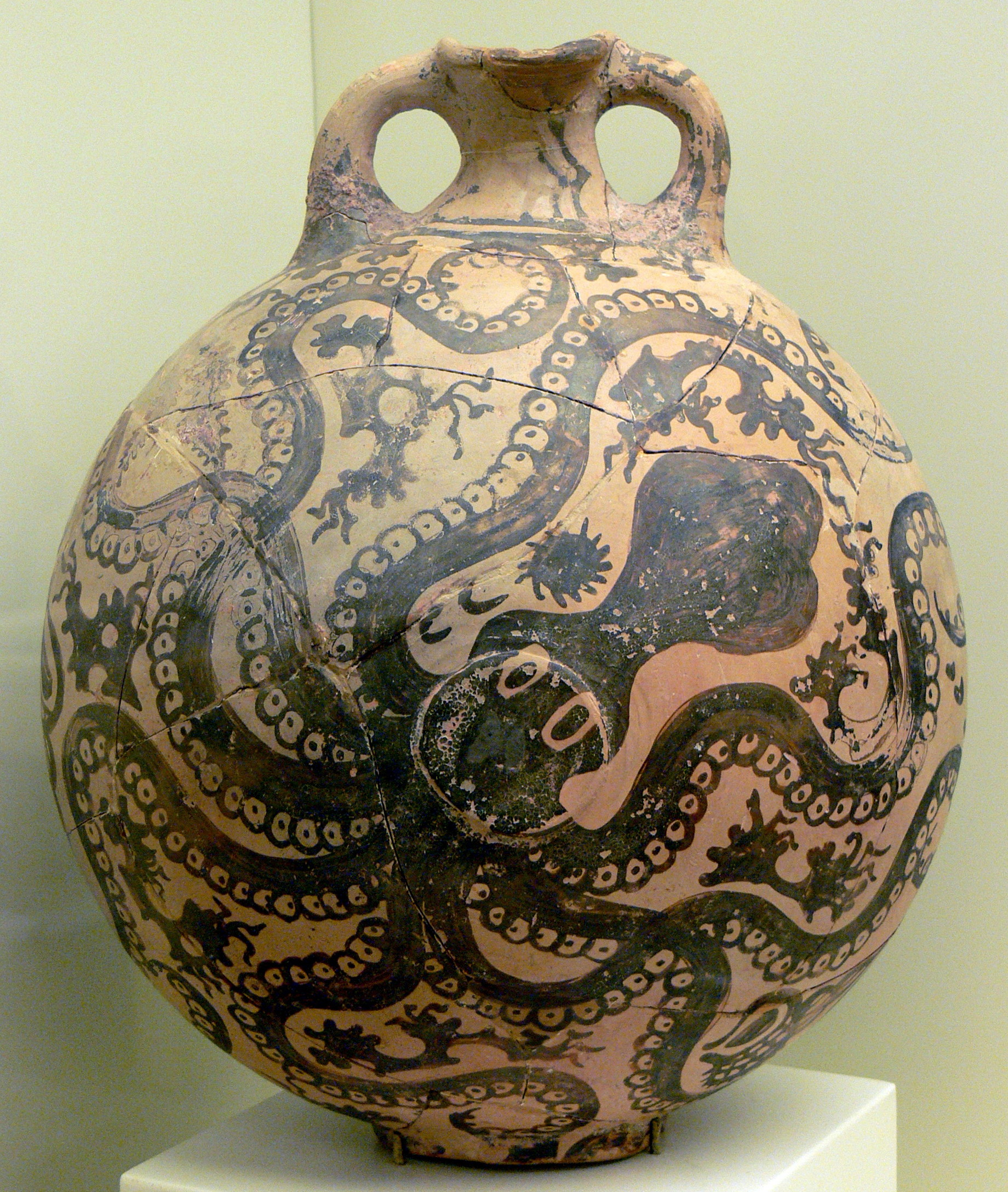
Cerâmica em estilo marinho

O uso da roda de oleiro generaliza-se e surgem pequenos potes de barro mais puros com motivos mais complexos e dinâmicos. No início do período protopalaciano há predomínio do estilo áspero, caracterizado pela crescente decoração aplicada sobre a superfície do vaso quando o barro ainda esta molhado, criando um efeito tridimensional. Esta técnica é frequentemente combinada com uma pintura policromada.
Outro dominante estilo do período é o estilo de Camares. Suas principais características são seus temas decorativos e sua superfície coberta com verniz brilhante (escuro ou preto). Há combinações de ocre branco e vários tons de vermelho, que podem variar do vermelho cereja ao indiano. Raramente há roxo, laranja, amarelo, marrom ou azul. Os ornamentos são baixos relevos vegetais ou animais pintados de várias cores e motivos policromados (linhas curvas, onduladas, alternadas, intrincadas e flexíveis); há elevado número de motivos decorativos no estilo de Camares. As formas mais comuns são copos, tigelas, bacias, xícaras, jarros, copos de barriga esférica, potes pequenos, ritões, ânforas, filtros, garrafas e cerâmica zoomórfica. As peças podiam apresentar estriados verticais, paredes retas, em forma de quilha, ondulados, ter ou não alças, ser esféricos, etc.

#### Neopalaciano
O neopalaciano é um período marcado por grande fertilidade e progresso para o mundo minoico que se refletiu na arte. Os estilos anteriores sobrevivem como sub-estilos de modo que novos e mais característicos estilos começam a surgir. Os motivos mais comuns são as espirais brancas, bandeiras e pontilhados, por vezes combinados com uma decoração em relevo. A forma dos vasos é alongada, os pitos são decorados com ondulações e medalhões em relevo ou impressos. Para além das formas adotadas no passado, novas formas são criadas, sendo a mais característica o jarro ou ânfora com gargalo, uma abertura verdadeira e duas alças pequenas. O primeiro estilo a notabilizar-se é o plissado. Sua superfície é altamente polida e decorada com padrões ondulados, lembrando dobras de uma carapaça de tartaruga. As formas mais comuns são taças, ânforas, cerâmica com boca distintiva, escifos e jarros. Enquanto na olaria menor a decoração ocupa a maior parte das paredes das peças, na olaria maior aparece como listras horizontais.
O estilo floral toma como motivos decorativos mais comuns a hera, açafrão, ramos de oliveira, faixas e espirais de folhas, juncos, papiros e lírios. No estilo marinho os principais motivos são tritões, polvos, náutilos, lulas, estrelas do mar, algas, corais e esponjas. É comum a representação de uma ou duas criaturas marinhas maiores que eram ladeadas por outras menores. O estilo abstrato valoriza o emprego de elementos religiosos, formas geométricas, imitações de objetos de pedra e metal, etc. No estilo alternativo há uma intrincada mistura de elementos decorativos de outros estilos. Seus principais temas são o coração, a anêmona-do-mar, ornamentos rochosos irregulares, escudos bilobados, machados duplos, nós sagrados, cabeças de boi, etc. Sua principal forma era o copo hemisférico com borda exterior dobrada. O estilo espalhou-se pelo sul do Mar Egeu, onde conheceu certo apogeu.

#### Pós-palaciano

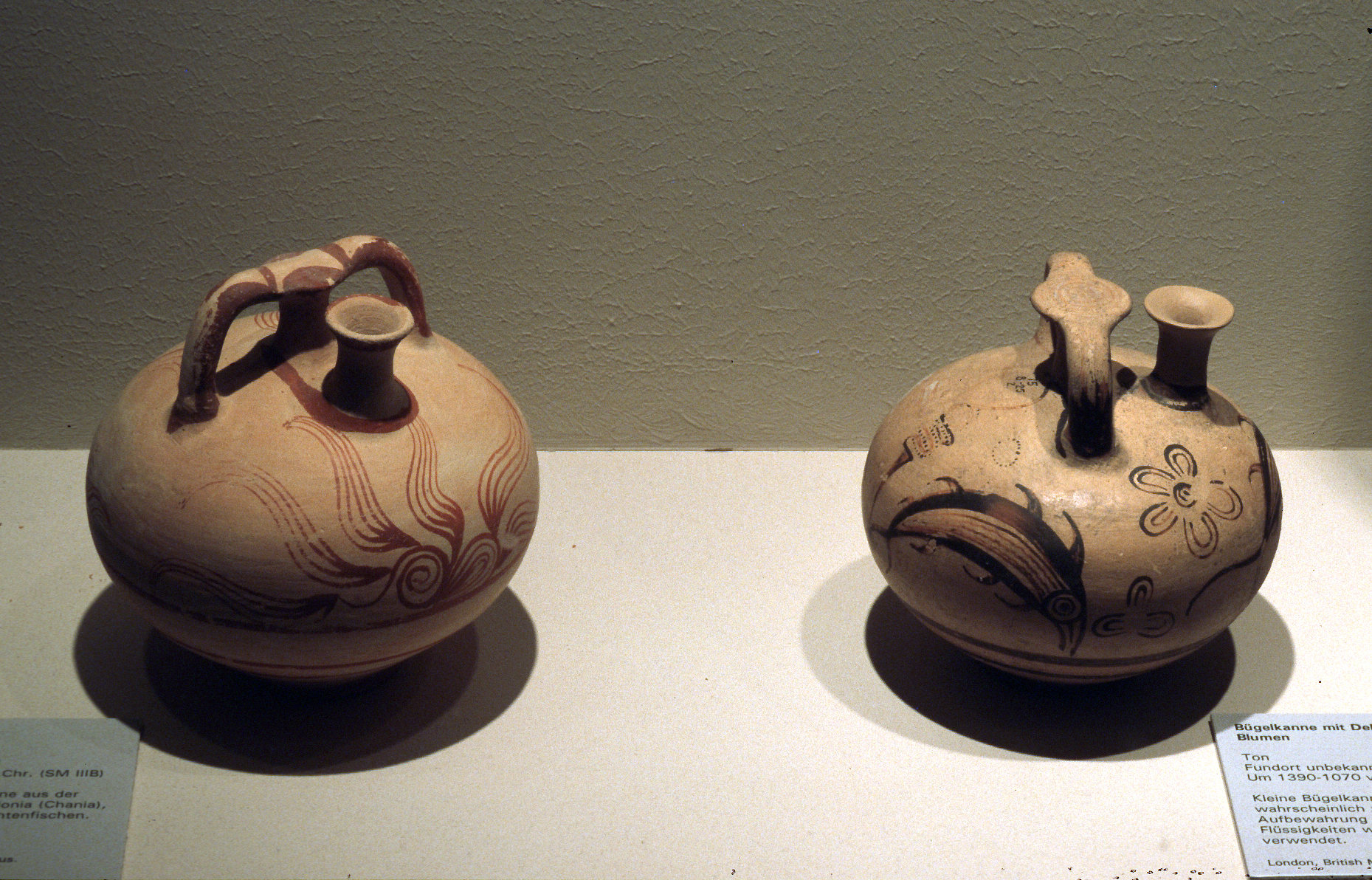
Vasos do período pós-palaciano

O estilo do período possui grande influência heládica, ou seja, do continente. Este estilo apareceu em Cnossos, logo após a destruição do palácio tendo se espalhado por toda a ilha. Esta cerâmica possui três fases de desenvolvimento.
Nas primeira e segunda fases, novas formas surgiram, algumas das quais são consideradas como de proveniência micênica, tais como a ânfora de boca falsa, crateras, os jarros/ânforas em forma de pera, ritões, cabaças esféricas, cílices e escifos. Os motivos decorativos são estereótipos, abstratos, invariavelmente repetidos e desenhados nas extremidades. Os motivos mais comuns são o polvo, o pássaro, sigmoides, losangos, linhas onduladas ou quebradas, flores, arcos concêntricos, espirais. Por vezes há representações de cenas.
Na terceira fase, existem dois estilos de pintura em cerâmica: o estilo sóbrio e o estilo denso. O estilo sóbrio é caracterizado pelo uso limitado de elementos lineares, colocados em um fundo livre. Os vasos são pintados em um nível bastante rudimentar. O estilo denso usa composições com muitos projetos e motivos decorativos. Os motivos são pesados, compactos e associados com numerosas linhas finas e triângulos desenhados com muito rigor. Durante o período sub-minoico, a cerâmica perdeu parte de sua qualidade. Algumas amostras vieram de Carfi. No entanto a maioria não está bem cozida e a base torna-se facilmente flocos.

### Arte lítica

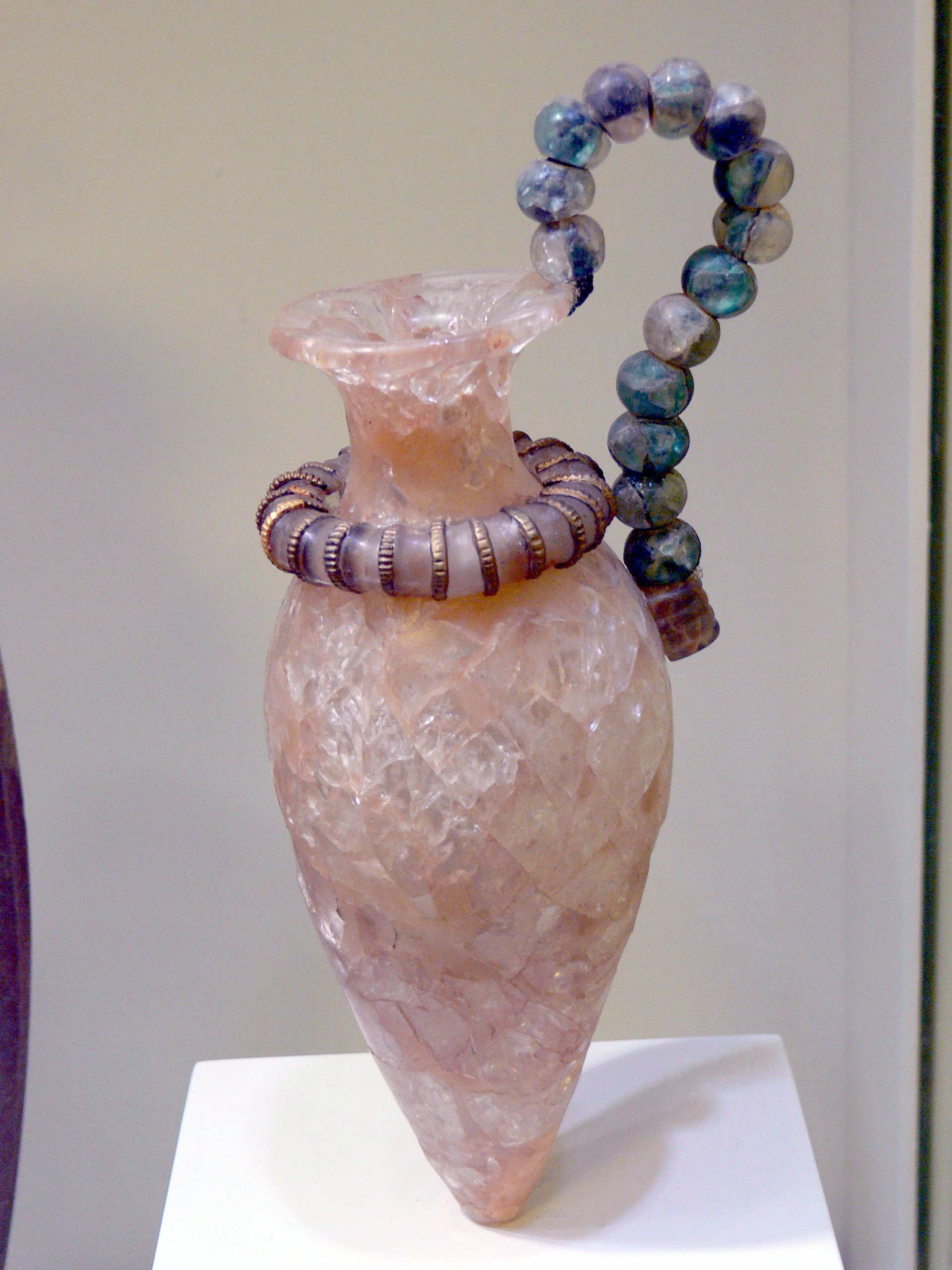
Vaso manufaturado com matérias-primas importadas

A indústria de vasos de pedra surge no Minoano Antigo II. Inicialmente importadas do Egito, as principais matérias-primas empregadas foram o mármore, serpentina, tufa calcária, xisto clorito, etc. Outra vertente da indústria lítica minoica foi a indústria de marfim, matéria-prima proveniente da Síria e Egito. Com ela produziam-se selos, contas, fusos de tear, peças para jogos de tabuleiro, pentes e puxadores de espelhos, joias, vasos e estatuetas. A faiança foi empregue para a produção de vasos, objetos rituais, estatuetas, joias, selos cilíndricos, contas de pérolas, amuletos e placas decorativas, assim como para a decoração de objetos produzidos com outros materiais. Os primeiros trabalhos em faiança surgiram em Creta no final do Minoano Antigo. Joias começam a ser fabricadas com pedras semipreciosas.

#### Glíptica
Possivelmente proveniente da Babilônia ou Egito, os selos cilíndricos tinham como principal função identificar e proteger documentos e também servir como amuletos. Tais objetos evoluíram ao longo do tempo de puramente utilitários para uma arte com exemplares do tamanho de pedras. Os selos representam essencialmente um sinal, que possivelmente poderia ser uma forma de escrita. Encontram-se entre os espólios tumulares minoicos, o que mostra a ideia de identificação pessoal ligada aos selos.

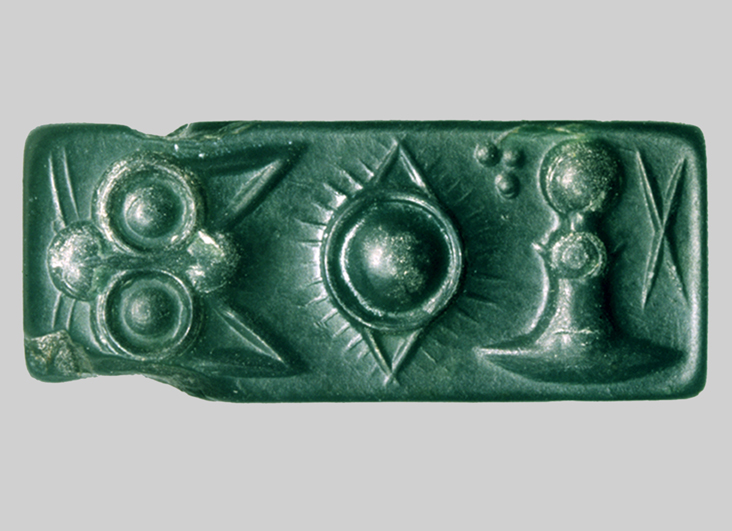
selo minoico feito com jaspe verde

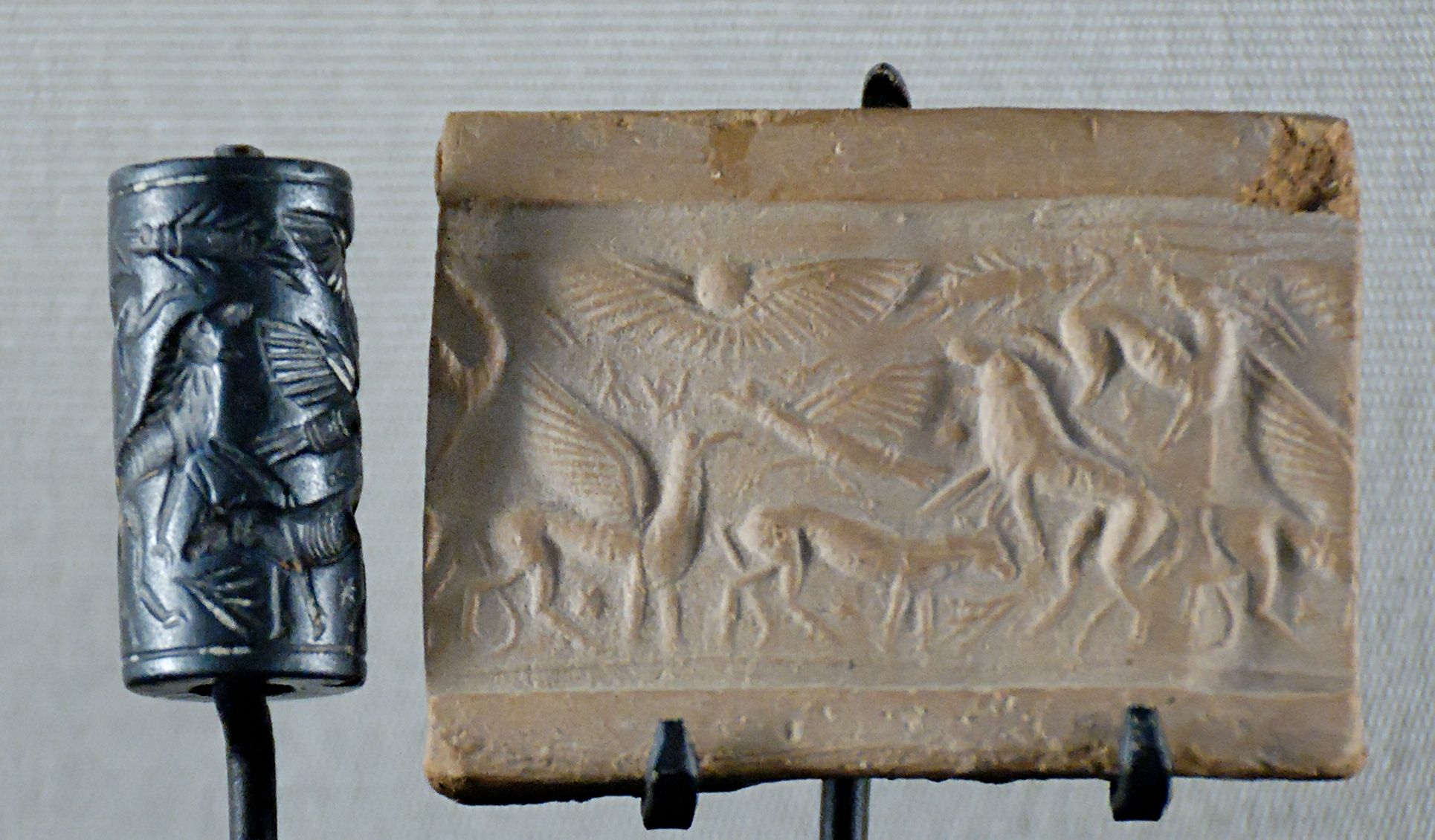
Selo cilíndrico minoico

Os primeiros selos datam de meados do III milênio a.C., durante a segunda fase do pré-palaciano. Foram feitos com material macio, como osso, ônix, marfim, serpentina ou esteatita. São grandes e quase todos foram encontrados em túmulos. As principais formas são anéis, selos-carimbos, selos-botões, cones, prismas e, mais raramente, cilindros; há exemplos de selos zoomórficos (leões, touros, macacos, aves). Sua superfície podia ser incisa com linhas, cruzes, estrelas ou padrões em "S" ou em espiral, com representações zoomórficas e/ou antropomórficas. Os selos do final do pré-palaciano possuem símbolos hieróglifos.
Durante o protopalaciano, com o advento de novas técnicas de lapidação, começou a surgir o emprego de novas matérias-primas mais duras e pedras semipreciosas, como a cornalina, ágata, jade, calcedônia, cristal de rocha ou hematita; há exemplos de formas incisas minúsculas. Prismas, discos, selos-carimbos e selos em forma de pera com um pequeno manuseador são característicos do período. Os motivos incluem hieróglifos, desenhos compostos por linhas ou círculos, assim como desenhos figurativos (zoomórficos, antropomórficos e botânicos) que abrigam caminho para o estilo naturalista do próximo período.
No neopalaciano há um aumento considerável da variedade de formas e motivos decorativos (peixes, crustáceos, pássaros, ramos, cavalos, touros, leões devorando touros, cabras). Há exemplos que refletem caráter religioso, com representações que ilustram celebrações de ritos, touradas, edifícios ou objetos sagrados (p. ex. vasos para libação). Também há selos que retratam seres demoníacos como grifos, esfinges, o Minotauro, e a deusa egípcia Tuéris. Exemplos provenientes de Gúrnia mostram carros de guerra de duas rodas puxados por cavalos.
A arte de selos declinou no período pós-palaciano. Perderam seu poder de invenção e, em seguida, foram confinados à representações de desenhos tradicionais. Este declínio é gradual, e o início do período evidencia selos de pedras semipreciosas, assim como motivos do período anterior como leões atacando touros, cabras e cenas rituais. No entanto, os motivos característicos deste período são aves aquáticas e flores de papiro. As incisões são menos trabalhadas do que as dos períodos anteriores, os motivos têm menos vida, os membros são separados do corpo, a rigidez angular é evidente, sendo todos uma reminiscência de artes plásticas do mesmo período.

### Estatuário

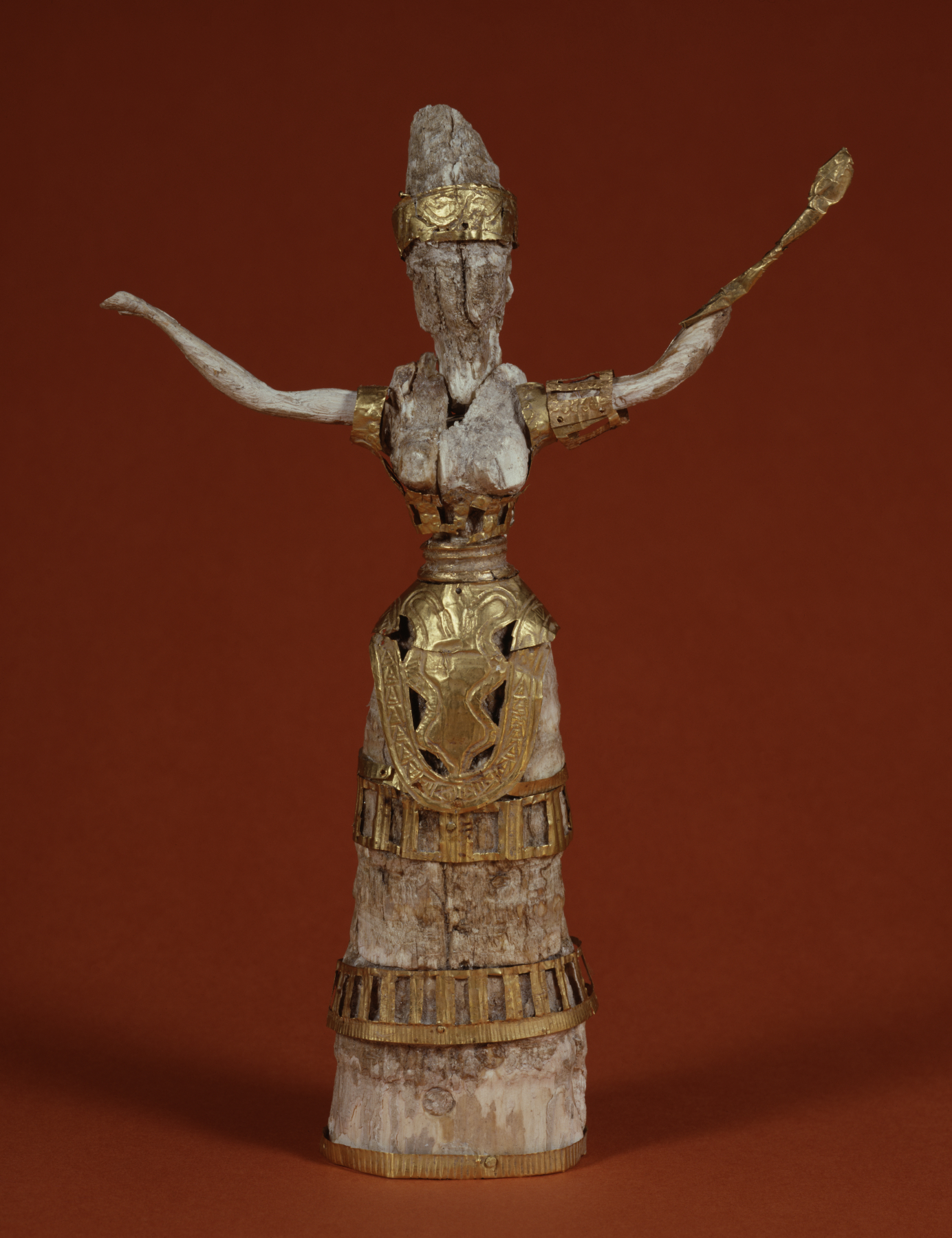
Exemplo de deusa-mãe com os braços levantados

A arte de produzir estátuas surge em Creta no Neolítico. Desde sua formação, tal arte empregou argila, mármore, esteatita, alabastro, calcário, ardósia e conchas. Os exemplares em argila eram mais naturalistas do que os de pedra. Foram certamente de uso religioso e foram usados como amuletos em menor grau. As estatuetas neolíticas têm como característica a deformidade corpórea: cabeças disformes, pescoços longos, corpos pequenos, etc; em exemplares femininos é evidente o realce das parte do corpo ligadas à fertilidade. Há abundantes exemplos de estátuas da deusa-mãe.
No pré-palaciano inicia-se o emprego de bronze para produção de estátuas. Inicialmente a estatuária de pedra tem influências cicládicas. As figuras masculinas, geralmente pintadas em vermelho, possuem punhais e um cinto típico; as femininas vestem roupas minoicas muito bem trabalhadas e às vezes são pintadas em branco com decoração policrômica. Santuários do período começam a receber ofertas de estátuas de terracota representando formas humanas. Dentre os exemplos zoomórficos estão ovelhas, bovinos e cabeças de boi. Há exemplos de reproduções em argila de santuários, altares, barcos, tronos e tambores. No pós-palaciano as estátuas são unicamente de argila. As principais formas do período são estátuas zoomórficas, objetos diversos e a deusa louvando.

### Metalurgia

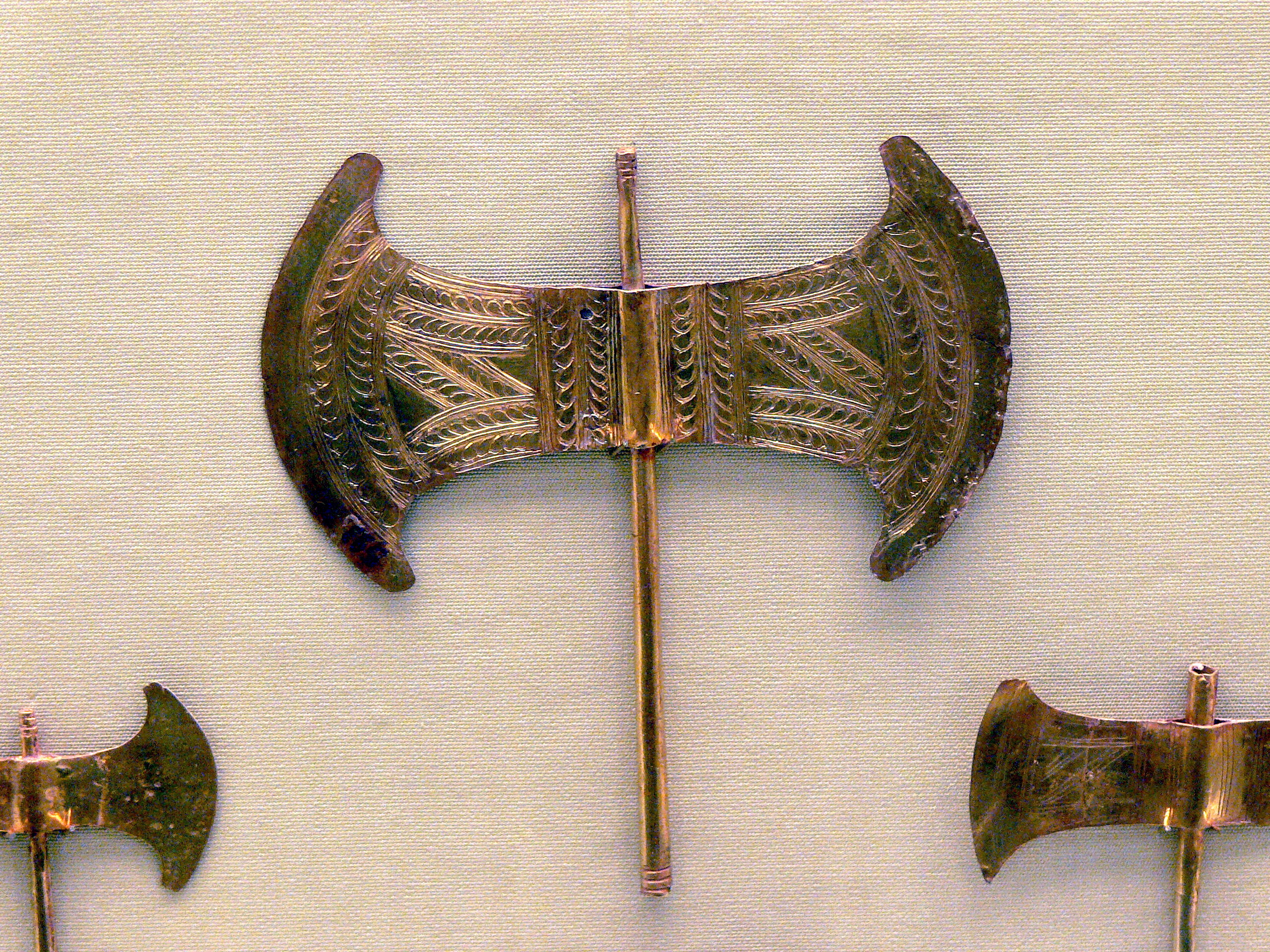
Lábris minoicos em ouro

O início da utilização de metais em Creta marca o fim do Neolítico e o começo da história da Civilização Minoica. Embora Creta possuísse jazidas de cobre, sua quantidade era insuficiente, o que obrigou os minoicos a importarem metais do Chipre e Anatólia. Os primeiros objetos em cobre são pequenos punhais quase triangulares. Com o tempo novos metais começaram a ser empregues: zinco (Anatólia), bronze, ouro (Egito, Sinai, Anatólia), chumbo e prata (Cíclades ou Cilícia). Com bronze produzia-se adagas alongadas (durante o período recebem pregos para segurar as alças) reforçadas por uma nervura central, machados duplos, facas para esculpir, serras e alicates; as ferramentas, especialmente aquelas acopladas em hastes de madeira, possuíam furos ovais para impedir, ou ao menos inibir, que a ferramenta girasse. Com ouro produziam-se alfinetes, colares, pingentes, diademas, correntes e estatuetas zoomórficas.

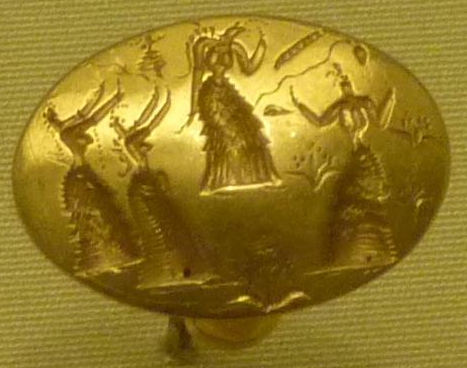
Anel de Isopata, século XV a.C.

Os minoicos já estavam familiarizados com as técnicas martelar, cortar e a chamada repoussé (empregada em metais maleáveis de modo a ornamentá-los ou moldá-los por meio de marteladas do lado oposto, criando assim baixos relevos). Houve grande variedade nos tipos de adornos pessoais produzidos: tiaras, anéis, colares, broches, pulseiras, brincos, pingentes e fíbulas; contas de ouro e prata foram combinadas para fazer joias com pérolas e outros materiais preciosos como o marfim, cerâmica e pedras preciosas em composições coloridas. Estes objetos beneficiaram a utilização de novas técnicas mais avançadas, tais como a modelagem, as contas e a filigrana.
No neopalaciano utensílios domésticos (ânforas, hidras, bacias para lavar as mãos, tigelas, potes, panelas, etc.) e armas foram fabricadas com bronze, enquanto o ouro e a prata foram utilizados para produzir joias. No pós-palaciano a variabilidade característica da metalurgia minoica declina, tendo esta se resumido praticamente à produção de armas (punhais, espadas, facas e pontas de lanças) e alguns objetos pessoais (grampos de cabelo, lâminas de barbear, espelhos) com bronze. Vidro, ouro e prata são empregados para a criação de anéis, pérolas e colares; os anéis de ouro possuíam cenas religiosas incisas e eram utilizados como selos.

## Economia

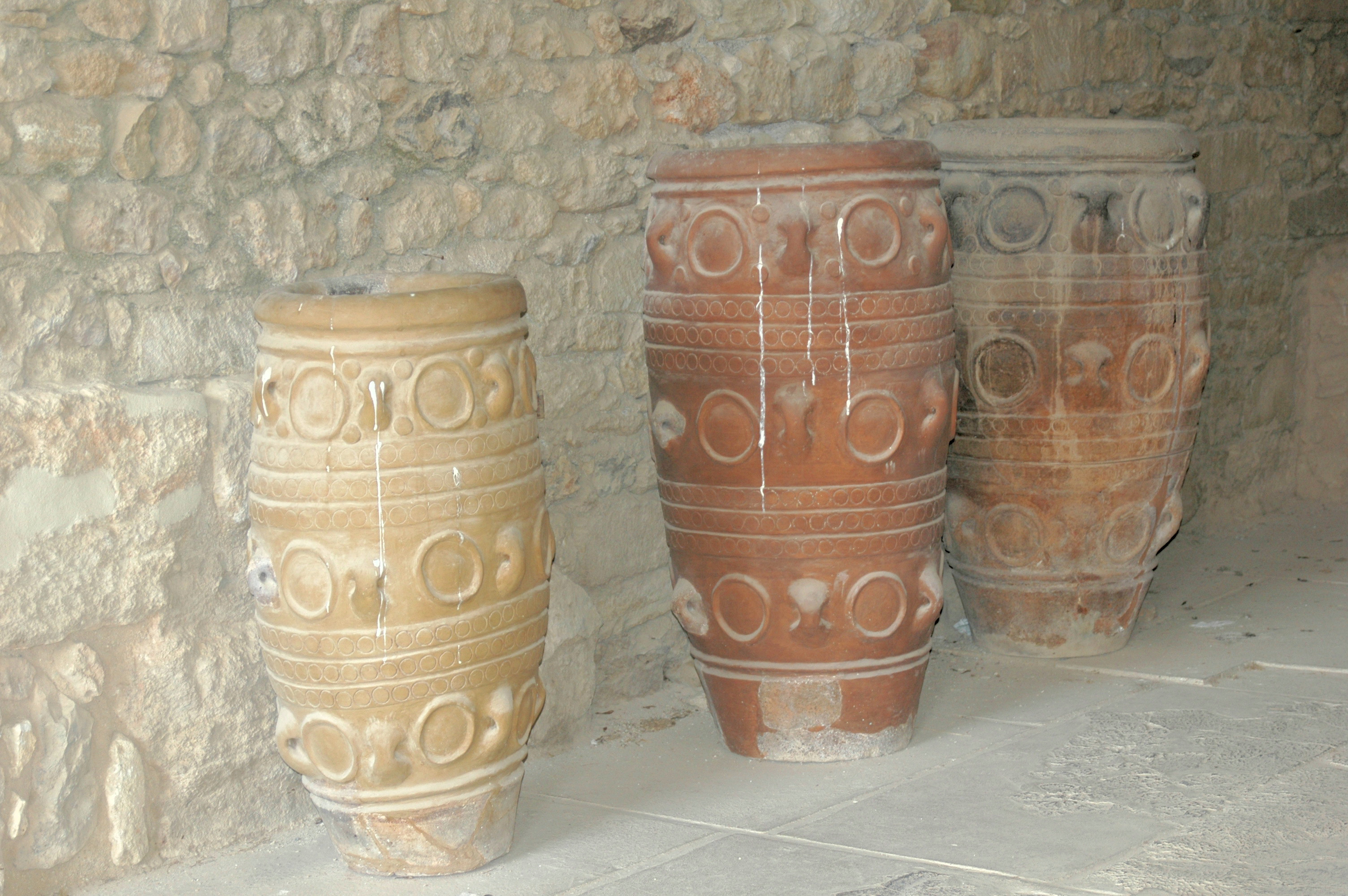
Pitos minoicos. Eram usados para transportar produtos.

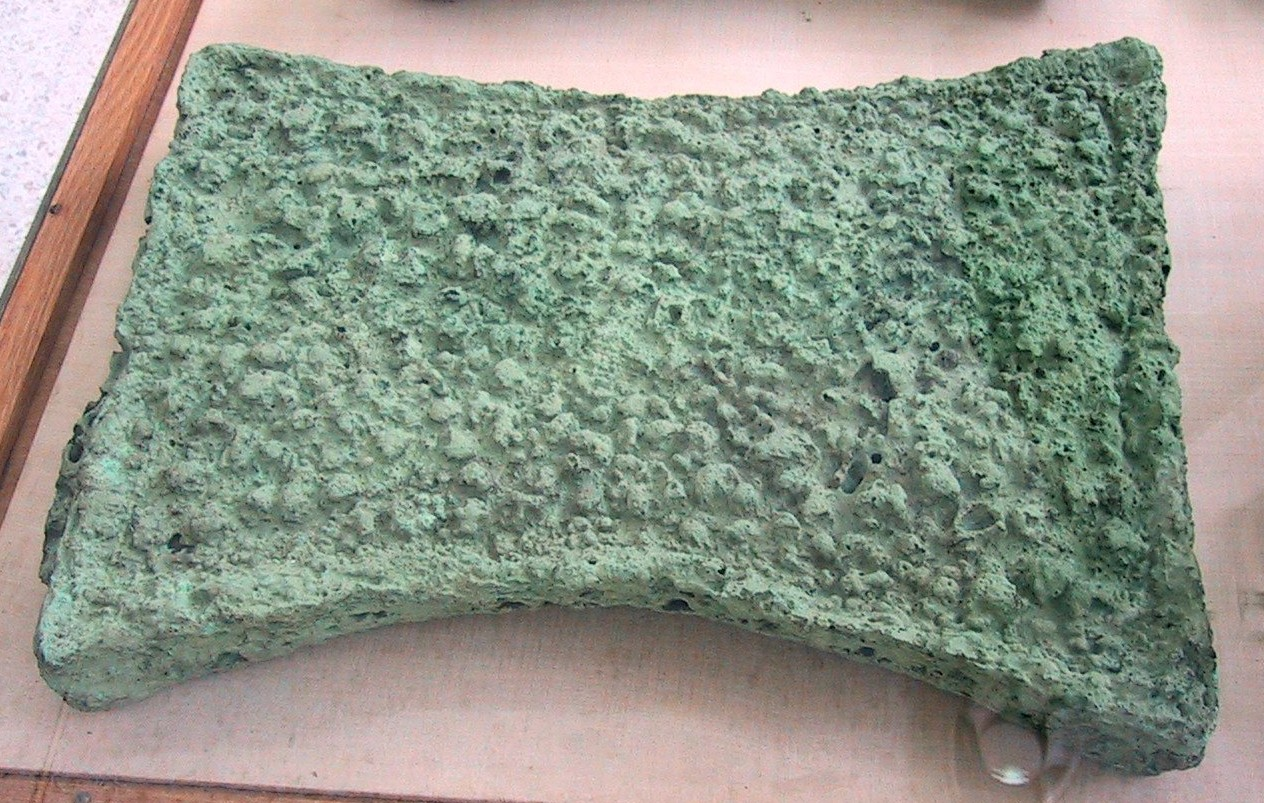
Lingote couro de boi feito com cobre

Na transição para a Idade do Bronze, com o aumento populacional, as planícies cretenses foram utilizadas para o cultivo de cereais (trigo, cevada, ervilhaca, grão-de-bico), leguminosas (alface, aipo, espargo,cenoura), árvores frutíferas (oliveira, vinha, figueira), plantas têxteis (linho), plantas aromáticas (absinto) e plantas medicinais (asplênio, dictamno); papoula (possivelmente ópio), ciprestes (extração de madeira) e flores (rosas, tulipas, lírios, narcisos) também foram cultivados. Tabuinhas de Linear B indicam a importâncias da agricultura de pomares no processamento de colheitas para "produtos secundários". O azeite na dieta cretense é comparável com a manteiga na dieta do norte. O processo de fermentação do vinho é provável que tenha sido praticado devido ao interesse da economia palaciana por causa do prestígio de tal bem como mercadoria, além de ser um bem culturalmente significativo para consumo.
A pecuária (suínos, caprinos, ovinos, cães, bovinos, asnos e, posteriormente, cavalos) desempenhou um papel importante na economia cretense. Além de fornecerem carne e laticínios, os animais eram usados para o transporte, vestuário, exportação, jogos e sacrifícios. Os minoicos também domesticaram abelhas para a obtenção de mel (era empregado como açúcar) e cera. A caça (lebres, galinhas d'água, patos, cabras selvagens, javalis, lobos, cervos) também foi uma prática econômica relevante; atualmente não há tanta abundância animal para tal prática. A pesca foi empregada para obtenção de peixes e moluscos, especialmente o Bolinus brandaris que foi utilizado para obtenção da cor púrpura.
A manufatura alimentícia (produção de farinha, azeite e vinho), a fiação, tecelagem e produção de roupas era nucleada em torno das famílias. Com o crescente aumento da demanda para exportação, os minoicos começaram a adquirir especialização. Foi então que surgiram profissionais como o oleiro, o carpinteiro e o bronzista; tais artesãos tinham suas oficinas em torno das praças dos centros urbanos, já que locais como estes serviam como mercados livres.
Em vista de sua privilegiada posição, os minoicos desenvolveram um intenso comércio com as civilizações do Mediterrâneo Oriental, assim como com os povos da Europa Ocidental. Além disso, internamente Creta era favorecida por uma notável rede interna de estradas por onde mercadorias eram transportadas. Os minoicos exportavam azeite, vinho, plantas medicinais, armas, joias, tecidos e objetos de cerâmica; importavam metais (cobre, estanho, prata, ouro), marfim, perfumes e obsidiana, assim como palmeiras e gatos do Egito.

## Conhecimentos
Os minoicos tinham um sistema numérico decimal baseado no egípcio mas diferente deste, chegando apenas a alguns poucos milhares. Também haviam desenvolvido um sistema de porcentagem. Tinham conhecimentos sobre astronomia (usada para a agricultura e navegação), geometria (construção de edifícios), mecânica, canalização, tecnologia de esgoto e recuperação de terras. Em decorrência das intensas trocas comerciais empreendidas pelos minoicos, estes desenvolveram um sistema de pesos e medidas no qual utilizava-se lingotes de cobre e discos de ouro com pesos determinados. Este sistema era utilizado pelos artesãos e comerciantes para determinar o valor dos bens.

## Sociedade

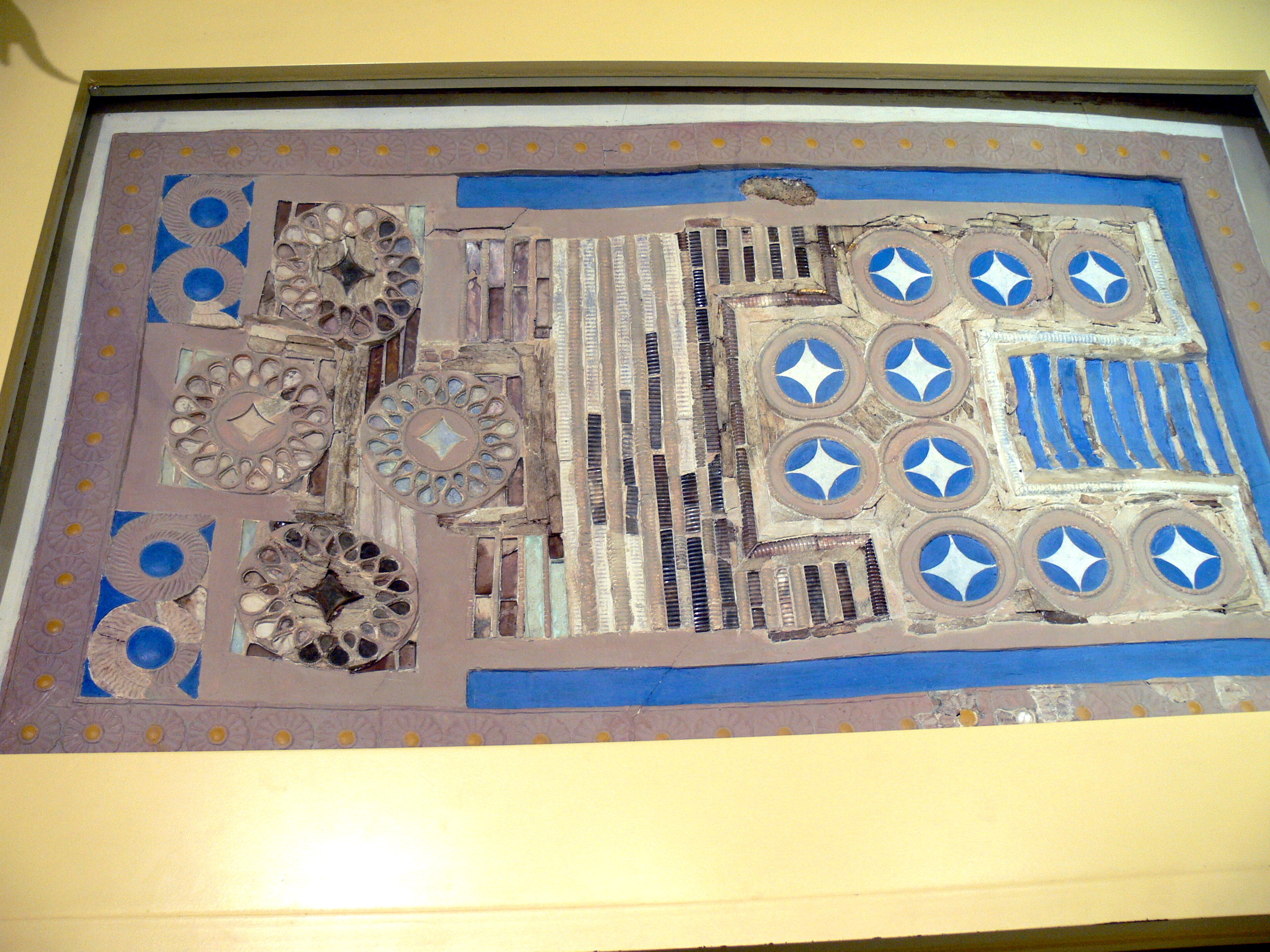
Tabuleiro encontrado durante as escavações de Arthur Evans

No topo da hierarquia estava o rei chamado Minos, que possuía poder administrativo e legislativo. Abaixo estavam os nobres e membros da família real que formavam a corte e possivelmente possuíam poder consultivo; também havia funcionários especializados como os escribas (possivelmente utilizavam, além da argila, papiro do Egito) e os cobradores de tributos agrícolas e manufaturados que exerciam o poder burocrático. No âmbito sacerdotal, havia homens e mulheres. O resto da população ocupava-se com a produção agrícola, manufatura de produtos (havia ateliês nos palácios) e comércio interno e externo; possivelmente houve escravos na sociedade minoica.
As ocupações das mulheres cretenses variavam desde a participação em festas solenes e em cerimônias de culto até às ocupações mais modestas do lar. As mulheres desempenhavam diversos papéis como caçadoras, pugilistas, toureiras, sacerdotisas, etc. Jogos de tabuleiro e atividades esportivas (pugilismo, corridas, combates de gladiadores e touradas) eram suas diversões. Os minoicos também apreciavam reuniões, teatro, dança e música. A dança cretense possuía carácter religioso. Descobertas arqueológicas indicam que os minoicos já conheciam a lira, a flauta e a trombeta.

### Vestuário
Os tecidos minoicos eram feitos de fibras de linho e lã; há evidências do uso de seda para a produção de tecidos (foram encontrados casulos de bicho-da-seda). As mulheres vestiam amplas saias em forma de sino com sucessivos tecidos e faixas decorativas elaboradas, corpete apertado deixando os seios expostos, sandálias bordadas, sapatos de salto e botinas, joias (colares, pulseiras, brincos) feitas com metais preciosos e pedras coloridas, coloração nos olhos e na face e tatuagens (as tatuagens possivelmente podem ter sido utilizadas apenas por sacerdotisas); os homens utilizavam roupas semelhantes às de pastores e tangas ornadas com desenhos em espiral, e calçavam botas altas e alpercatas. Quando não providos de longas madeixas, utilizavam turbantes, uma espécie de barrete ou então um chapéu chato e redondo.

## Religião

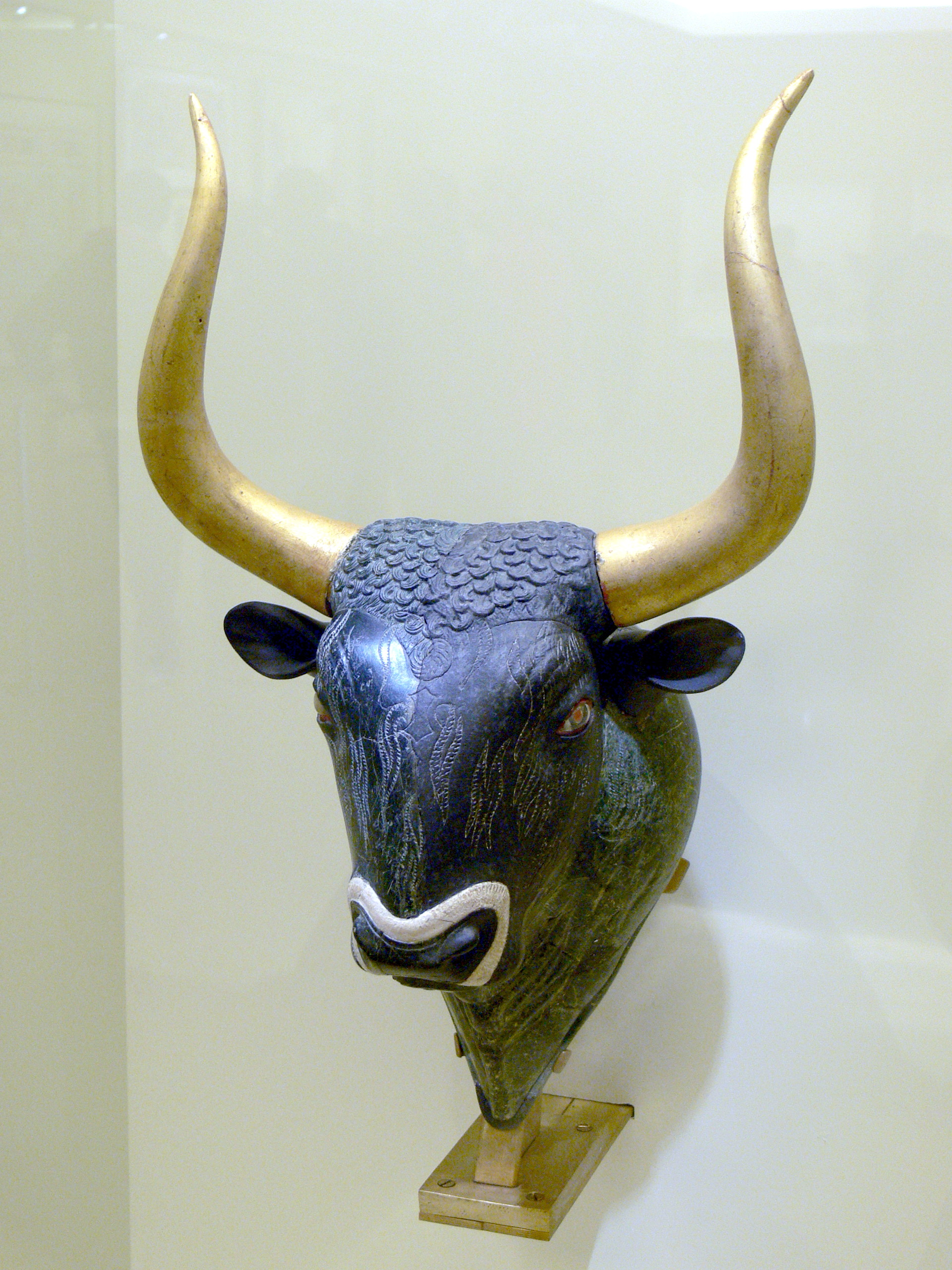
Ritão em forma de cabeça de touro

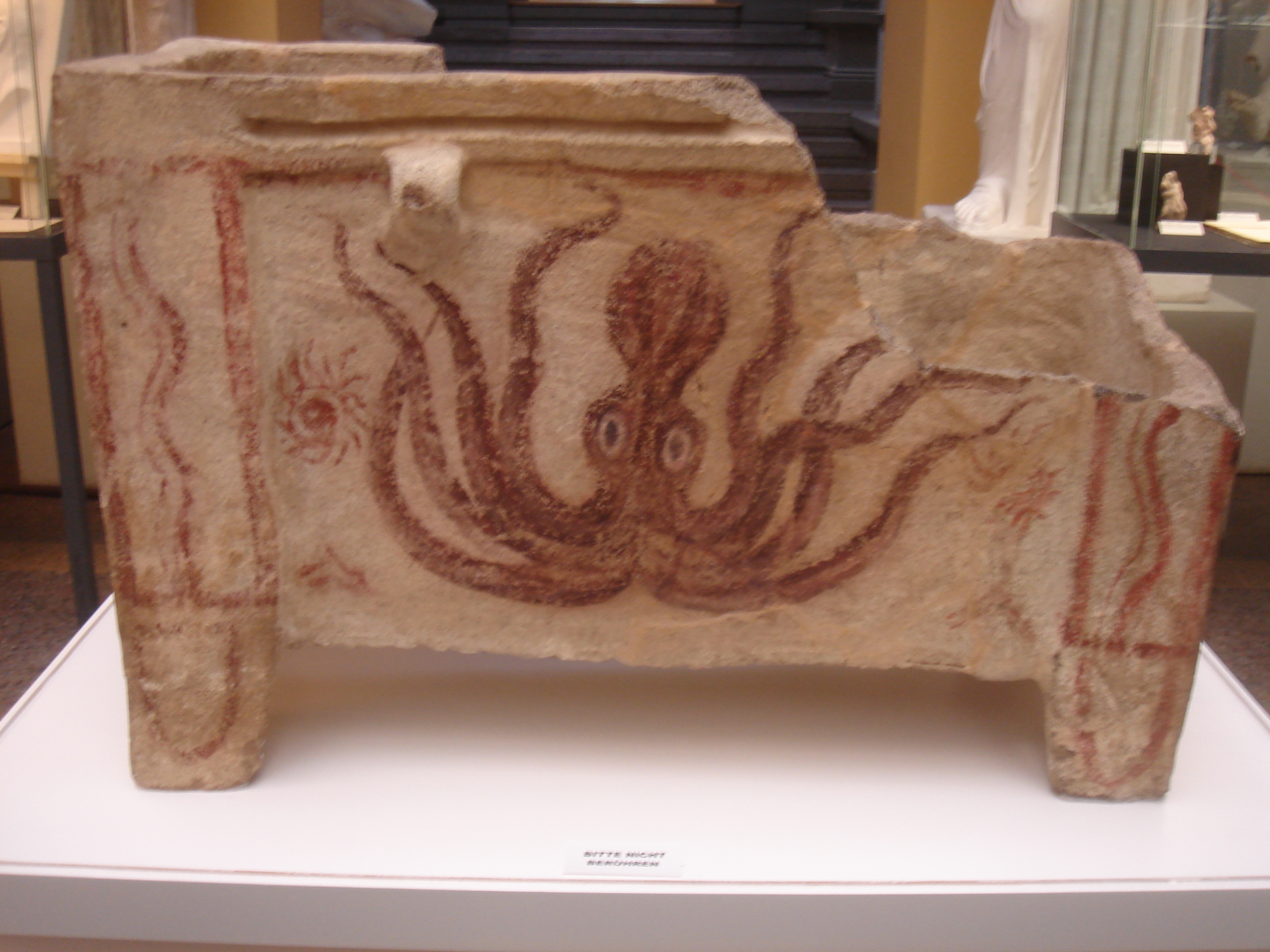
Lárnaque minoico

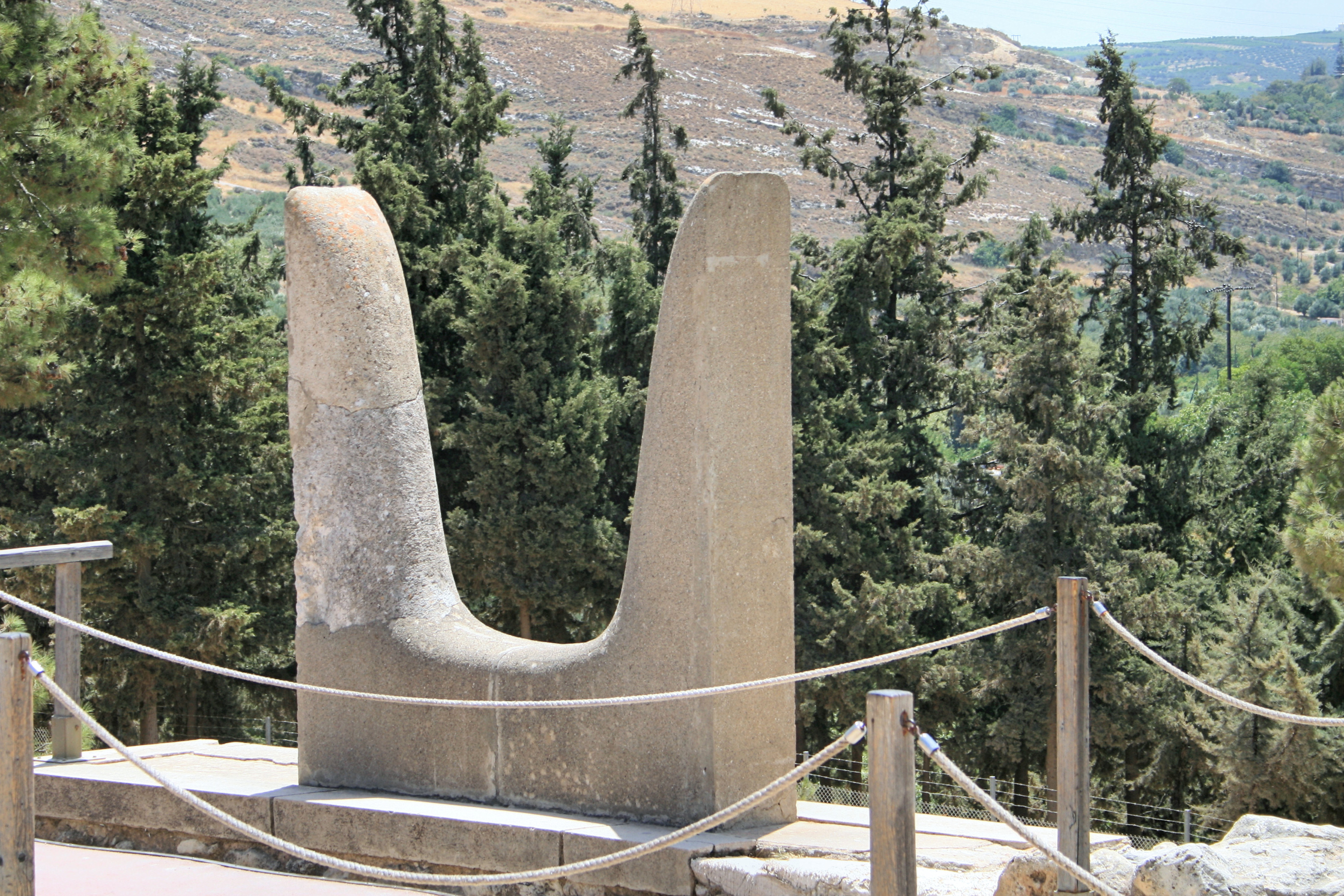
Réplica de chifres de consagração encontrados por Evans em Cnossos

Ao que tudo indica, a religião era matriarcal. Tal teoria baseia-se principalmente na abundância de divindades femininas em detrimento das masculinas. Em muitas representações religiosas, embora alguns argumentem que trata-se de adoradoras e sacerdotisas oficiando em cerimônias, há grande preponderância de representações femininas incluindo uma Deusa Mãe (fertilidade) e uma Potnia (senhora dos animais, protetora das cidades, família, colheitas, etc.). Há quem argumente que se trate de características da mesma Deusa. Elas são representadas com serpentes, pássaros, papoulas, e uma forma animal desconhecida.
Os minoicos erigiram santuários em locais naturais (fontes, cavernas, elevações) ou nos palácios, tendo estes sido muito diferentes daqueles desenvolvidos posteriormente pelos gregos. A elite mercantil minoica presumivelmente sustentou sua autoridade por meio da ideologia de parentesco e/ou relação com as divindades cultuadas. Nos palácios as salas de culto possuíam altares de flancos arqueados, bacias lustrais, mesas de três pés para oferendas, símbolos como os machados e chifres duplos, um ritão para libações em forma de cabeça de touro e afrescos que ilustram cerimônias religiosas. Uma das principais celebrações festivais ilustradas foi a taurocatapsia, representada em geral nos afrescos de Cnossos e inscrita em selos em miniatura.
Entre os símbolos sagrados minoicos estão o touro e os chifres deste, o lábris, a serpente, os nós, o disco solar, a árvore e colunas; recentemente sugeriu-se uma interpretação diferentes quando ao significado diferentes para estes símbolos, com foco na apicultura.
No mundo minoico as inumações foram muito populares em detrimento das cremações. Pouco se sabe sobre os rituais mortuários ou as etapas pelas quais o defunto passou antes do enterro final, no entanto, sugere-se que brindar foi um importante rito mortuário, em decorrência da grande incidência de copos encontrados em alguns túmulos. Além disso, durante o processo de desenvolvimento desta civilização, pode-se assistir à transição de uma tendência coletivista de sepultamentos (especialmente nos tolos) para modelos mais individualistas (pitos e lárnaques).

### Sacrifícios
No templo de Anemospília, destruído por um terremoto, foram encontrados quatro corpos. Supostamente um destes corpos, situado sob um altar com uma lança entre os ossos, é de um ser humano sacrificado. No entanto, alguns estudiosos, entre eles Nanno Marinatos, argumentam que este local não foi um templo e que as provas para o sacrifício "estão longe de serem conclusivas". Dennis Hughes concorda e argumenta que a plataforma onde o homem estava não era necessariamente um altar, e a lâmina era provavelmente uma ponta de lança que pode não ter sido colocada no jovem, mas poderia ter caído de prateleiras ou um andar superior durante o terremoto. Na "Casa do Norte" em Cnossos foram encontrados quatro corpos mutilados, possivelmente de crianças. Estudiosos como Nicolaos Platon têm relutância em acreditar em tal barbárie e supõem que os restos possam ser de macacos. Dennis Hughes e Rodney Castleden argumentam que estes ossos foram depositados como um "enterro secundário".

## Pax Minoica

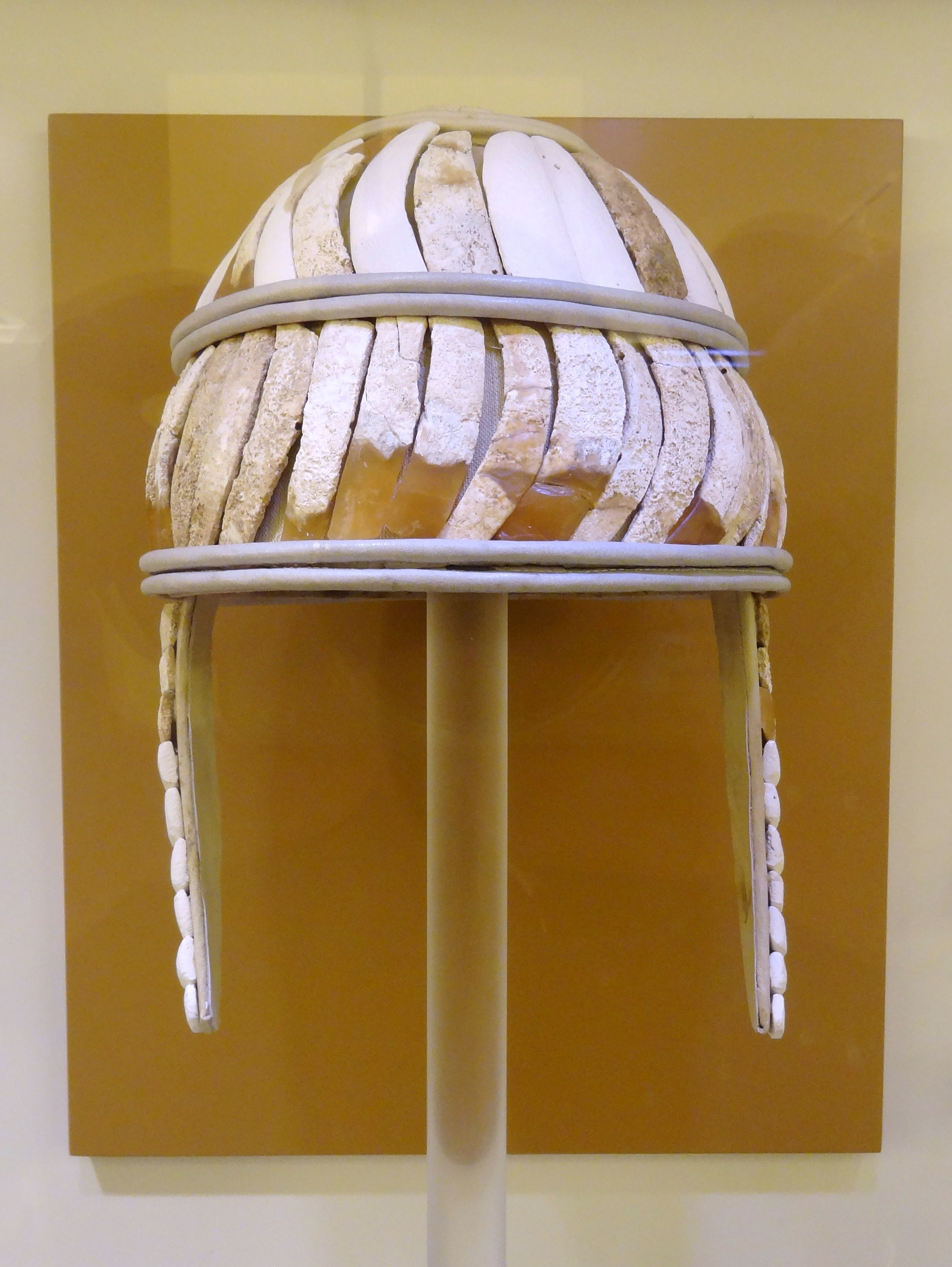
Capacete minoico

O termo Pax Minoica, cunhado por Arthur Evans, está associado à sua visão de que havia poucos conflitos armados internos na Creta minoica até ao período da dominação micênica. Esta visão tem sido criticada nos últimos anos,, apesar de, tal como acontece com grande parte da Creta minoica, é difícil tirar qualquer conclusão óbvia a partir das evidências disponíveis. Contudo, escavações levadas a cabo em 2006 em quatro assentamentos costeiros minoicos na ilha de Cárpatos de c. 1 800−1 500 a.C., parecem reforçar a hipótese de que os minoicos não tinham grandes preocupações com a defesa, pois apesar dos assentamentos se situarem em locais vulneráveis a ataques e não terem fortificações, não apresentam sinais de terem sido atacados.
Apesar de ter encontrado torres e muralhas em ruínas (p.ex. Cufota e Commos), Evans afirmou que havia poucas evidências de fortificações minoicas. Mas como S. Alexiou assinalou em Kretologia 8, uma série de sítios, como Agia Fócia, foram construídos em morros ou foram fortificados. Como Lucia Nixon disse: — "… nós podemos ter sido excessivamente influenciados pela falta do que poderíamos pensar como fortificações sólidas para avaliar as evidências arqueológicas corretamente. Como em tantos outros casos, podemos não ter ido à procura de provas em lugares certos, e, portanto, não podemos concluir uma avaliação correta dos minoicos e sua capacidade de evitar a guerra". Muitos arqueólogos, entre eles Keith Branigan, Paul Rehak, Jan Driessen e Cheryl Floyd, acreditam que as armas encontradas em sítios minoicos tinham funções puramente econômicas e rituais. No entanto esta teoria é posta em causa pela descoberta de "floretes de quase três metros de comprimento", datados do Minoano Médio.

## Legado
Em decorrência da grande avidez dos minoicos para o comércio, esta civilização acabou por influenciar diversos lugares e povos do Mediterrâneo. Acredita-se, por exemplo, que o culto do touro nas ilhas Baleares foi introduzido pelos minoicos. No entanto, foram os gregos que sofreram maior influência minoica. A língua, escrita, artes, esportes, ciência, agricultura, política e religião são alguns dos campos em que houve contribuições dos minoicos para a cultura grega. A hidráulica, os conhecimentos astronômicos, a navegação, a metalurgia, a dança, música e poesia, a intensa vida urbana, a administração bem estruturada e a centralização monárquica, as crenças do além-morte, o politeísmo antropomórfico e o cultivo de certas culturas (azeite, figos, vinhedos, etc.) são conhecimentos e convicções herdadas dos minoicos.